# Miniature persane
 (août 2016).
Les thèmes de la miniature persane sont pour la plupart liés à la mythologie persane et à la poésie. Les artistes occidentaux ont surtout découvert la miniature persane au début du XXe siècle. Les miniatures persanes sont caractérisées par une composition rigoureuse, répondant souvent à des règles géométriques et une palette de couleurs vives. L'aspect particulier de la miniature persane réside dans le fait qu'elle synthétise l'essentiel et qu'elle réussit étonnamment à traiter dans ses chefs-d'œuvre des questions aussi complexes que la nature de l'art ou la perception.
Il est difficile de tracer les origines de l'art de la miniature persane, qui a atteint son sommet pendant les périodes mongoles et timourides (XIIe et XVIe siècles). Les dirigeants mongols de la Perse y ont répandu le culte de la peinture chinoise qu'ils ont apporté avec eux, comme un certain nombre d'artisans chinois. Le papier lui-même est arrivé depuis la Chine, en 751 d'abord, dans la région de Samarcande et Tachkent, puis en 753 dans l'Iran actuel, atteignant Bagdad en 794. L'influence chinoise est donc très forte sur cet art.
Pour le terme d' "enluminure" qui diffère du terme "miniature", Youssef Ishaghpour précise dans son ouvrage La Miniature persane que dans la sphère iranienne, l'enluminure « est un mode d'ornement de manuscrit, à base d'éclat et de couleur, dépourvu d'image : à commencer par des magnifiques copies du Coran, ornées de splendeurs persanes, de motifs abstraits, géométriques et floraux. »
En ce qui concerne la miniature occidentale, Henri Focillon emploie à juste titre le terme de « vertige de la réduction », parce qu'elle donne l'illusion d'une peinture de chevalet dans un espace réduit. 
Il n'en est rien pour la miniature persane qui représente en elle-même un espace poétique différent avec absence délibérée d'ombre et de perspective, le but étant de réaliser l'union du principe abstrait de l'ornementation, propre à l'art islamique, et de la diffusion de la pensée, propre aux croyances de l'ancienne Perse.

## Histoire résumée de la miniature persane

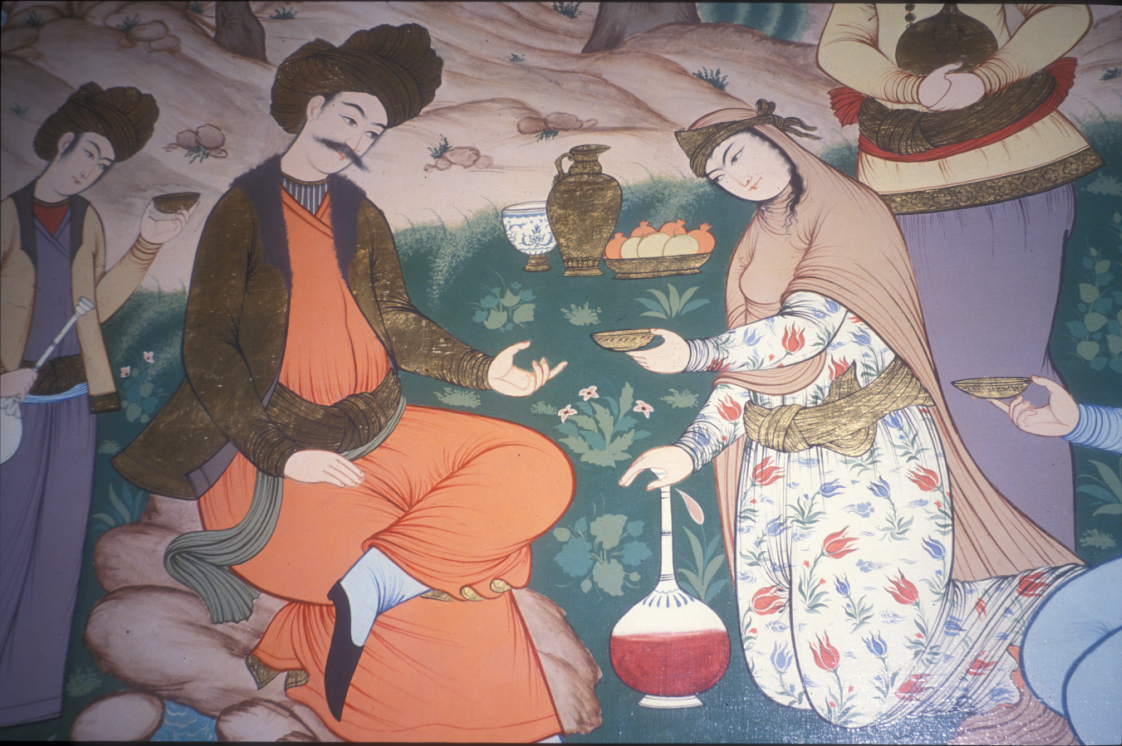
Fresque sur les murs de l'hôtel Chah Abbas, ancien caravansérail.

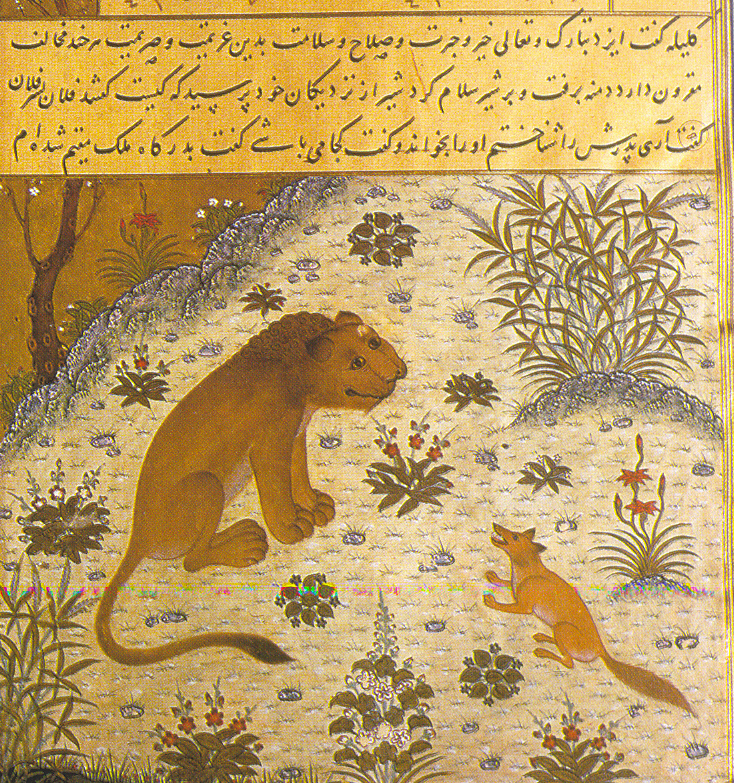
Pañchatantra (Kelileh va Demneh), manuscrit persan datant de 1429, provenant de Hérat, l'illustration représente un chacal essayant de faire fuir un lion.

La fonction la plus importante de la miniature était l'illustration. Elle illustrait un texte littéraire, le rendant plus agréable et facile à comprendre. La miniature s'est développée en un mariage des langages poétiques et artistiques et parvint à un accord profond et sincère avec la poésie.
Pendant le deuxième millénaire, de nombreuses œuvres littéraires ont inspiré les grands artistes de leur temps. 
À la fin du Xe siècle, Ferdowsi compose son immortel poème épique, Livre des Rois (Shâh Nâmâ), qui, en plus de 50 000 couplets, relate par des faits et des légendes l'histoire du pays depuis la création du monde jusqu'à la conquête arabe au VIIe siècle. 
Au XIIe siècle, le poète Nizami compose son romantique Khamsé  (cinq histoires versifiées), très populaire , imité plusieurs fois par des poètes indiens écrivant en persan.
C'est au XIIIe siècle que Saadi écrit ses célèbres Boustan et Golestan. Le Golestan (« Jardin des fleurs ») est un recueil d'anecdotes moralisatrices et divertissantes, de proverbes écrits dans une prose versifiée ou même en vers. Le Boustan est un poème didactique au ton lyrique et avec une composition sous forme d'anecdotes. Il est considéré comme un des chefs-d'œuvre de la littérature persane.
Au XIVe siècle sont créées les œuvres éclairées et romantiques d'Amir Khusrau Dehlavi, de Khadjou Kermani, de Hafez, et de Kamal Khodjandi. Le XVe siècle est aussi l'époque du poète à multiple facettes nommé Djami, qui écrit sept poèmes épiques appelés Haft Owrang (« Les Sept Trônes » ou Grande Ourse). Sa poésie regroupe les différentes catégories de littérature décrites précédemment.
Cette grande richesse dans la littérature permet l'émergence de nombreuses écoles importantes de la miniature, chacune possédant son style unique, et permettant ainsi une grande diversité de peintures. C'est à travers ces écoles que la peinture miniature a atteint son apogée, à la fois en Iran et en Asie centrale. Les trois écoles ayant eu le plus d'influence sur la miniature sont situées à Chiraz, Tabriz et Hérat (actuel Afghanistan).
Aux XIIIe et XIVe siècles, Chiraz, la capitale du Fars connait un nouveau développement de sa vie culturelle. C'est l'époque de Saadi, de Kermani et de Hafez. La poésie s'épanouit, et la miniature connait le même développement. Une des œuvres les plus importantes pour les illustrateurs de l'époque est le Shâh Nâmâ, et à Chiraz, de nombreux peintres se consacrent à ce travail. Dans les miniatures de Chiraz du XIVe siècle, la symétrie dans la construction est prédominante, et la plupart des compositions ressemblent à des frises, linéaires et monotones.
Cependant, l'école de Chiraz allait influencer toute la Perse, et à la fin du XVe siècle, elle produisait des miniatures de la plus grande qualité. Les illustrations du Khamseh par Nizami sont un exemple de l'apogée de l'école de Chiraz. Tout est complet, clair, à la fois dans la composition et le rendu des détails et dans le contour des silhouettes. Les traits sont fermes et maîtrisés.
Vers la fin du XIIIe siècle, l'école d'art de Tabriz a été fondée. Les développements artistiques des débuts de l'école de Tabriz ont différé de ceux de Chiraz, puisque les illustrations combinaient des traits extrême-orientaux avec le style de peinture arméno-byzantin. Cette influence peut être expliquée par la position géographique de Tabriz, qui est proche de la frontière arménienne. Des relations plus étroites se sont ensuite tissées entre les différents styles artistiques des écoles de Chiraz et de Tabriz au début du XVe siècle. Cette époque, marquée par les déplacements des peintres, a commencé après que Tamerlan (alias Timour) eut conquis Bagdad (en 1393, 1401). C'est à Bagdad qu'Ahmad Moussa fait évoluer la miniature persane de son temps. D'autres œuvrent à Tabriz. Nombre d'entre eux furent amenés à Samarcande, la capitale du conquérant, ainsi qu'à la cour de son petit-fils Iskandar Sultan, le maître de Chiraz. Dans leurs nouveaux ateliers, les artistes ont adaptés aux idées et goûts locaux les traditions anciennes qu'ils suivaient avant leur migration.
Au XVIe siècle, sur les vastes territoires de l'Iran et de l'Asie centrale, la poésie de Djami est extrêmement populaire, et a permis d'enrichir l'art de la peinture de nouveaux thèmes. Cela marque le début de développement de nombreuses écoles artistiques en Iran. Dans les miniatures de Tabriz de cette période, apparait une magnifique habileté à créer, dans un espace limité, aussi bien la représentation d'une scène particulière que d'un paysage, par exemple dans le dessin d'un palais, incluant une partie de sa cour, de son jardin et de son intérieur. L'élégant Mirza Ali est un des miniaturistes notables de cette époque.
À partir de ce moment-là, l'architecture et les paysages visaient à être reproduits aussi fidèlement que possible. Les portraits dans les compositions n'étaient plus contraints et statiques, mais peints de manière plus vivante et naturelle, comme on le voit chez Sheikhi de Tabriz.

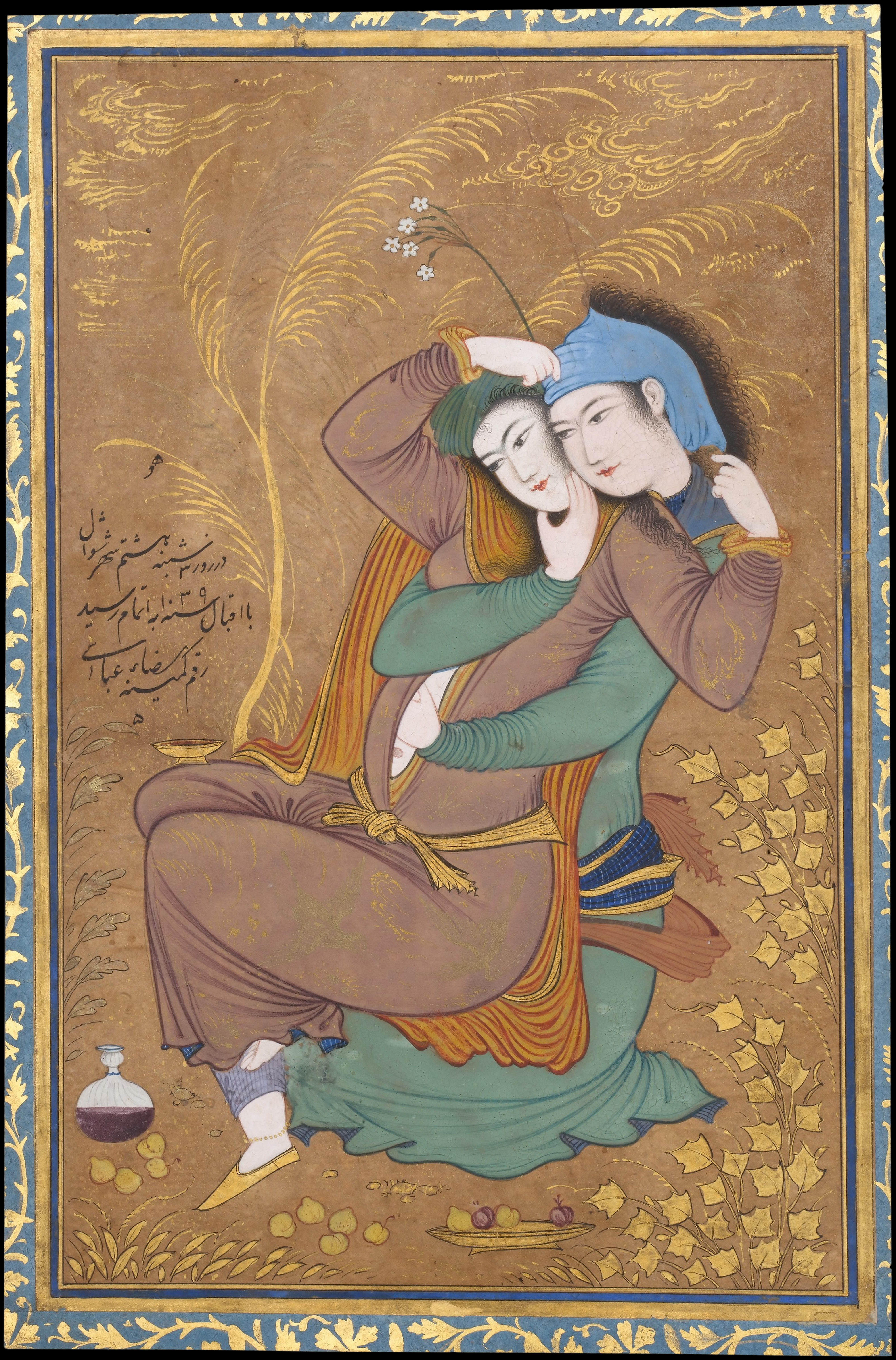
Reza Abbasi, Les Amants (1630)

Dans la première moitié du XVe siècle, une école artistique s'établit à Hérat. Les meilleurs artistes des écoles de Tabriz et de Chiraz s'y sont installés. Dans les premières miniatures produites à Hérat, la représentation des visages est devenue bien plus habile et le dessin a beaucoup gagné en précision. Au fur et à mesure que l'habileté des peintres augmentait, les visages étaient placés avec plus de sûreté et la structure rythmique de la composition est devenue plus complexe. Les artistes de Herat peignaient des portraits magnifiques, faisant ainsi du décor un simple accompagnement.
Un des peintres les plus connus et ayant eu le plus d'influence dans l'école de Hérat est Kamaleddin Behzad, dont l'art créatif a grandement été inspiré des œuvres des poètes Djami et Mir Alicher Navoï (Navai). On remarque dans ses travaux une attention unique portée aux portraits non seulement des gens, mais aussi à ce qui les entoure dans leur vie quotidienne. Les œuvres de Behzad amènent la miniature à son apogée. Il partage la célébrité des œuvres d'Herat avec d'autres miniaturistes d'importance de son époque: son maître et dirigeant de l'atelier de l'école, Mirak Nakkash, Kassim 'Ali, Khwadja Mohammad Nakkash, et Shah Mouzaffar. Parmi ses disciples, l'on compte le délicat Doust Mohammad, Sheikhzadeh actif à Hérat et Agha Mirek de Tabriz, excellent animalier.
Le thème des miniatures est devenu plus limité à mesure que le temps passe. Au XVIIe siècle, les thèmes portent principalement sur des scènes d'amour, des portraits et même des copies d'images européennes. Mohammad Youssouf, Mohammad Zaman (fort influencé par l'art européen, en particulier flamand) et Mohammad Kassim participent de cet art, mais le maître le plus important est alors Reza Abbassi (formé par son père Ali Asgar) qui a de nombreux élèves. Au XVIIIe siècle, apparait un nouveau genre privilégiant les fleurs et les oiseaux.

## Couleurs

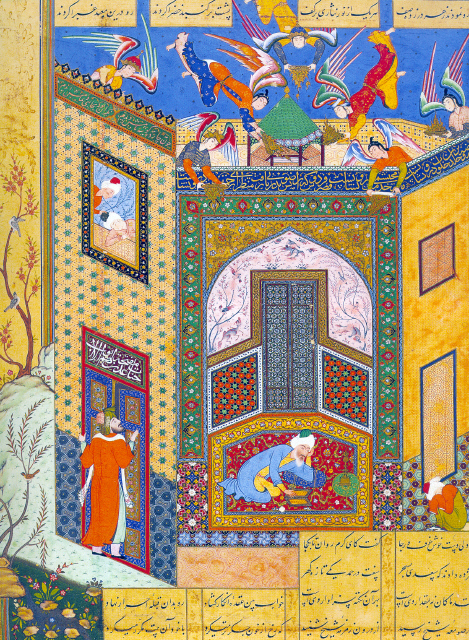
Illustration du Jardin de la rose du pieux de Djami, daté de 1553. L'image mélange la poésie et la miniature persane en une seule image, comme c'est l'habitude dans de nombreuses œuvres de la littérature persane.

Les artistes persans utilisaient des couleurs d'origine minérale, organique ou non organique (couleurs artificielles) . Il s'agit de l'or, de l'argent, du lapis-lazuli qui est à la base du bleu outremer et que l'on lavait à l'eau. On utilisait aussi de la même façon un vermillon clair, extrait du cinabre naturel. Le jaune était produit à partir de l'arsenic de soufre et le vert à partir de la malachite. Le choix de tel ou tel pigment était dicté par leur valeur, leur vogue, leur quantité disponible. Parfois des pigments étaient préférés à d'autres. Ainsi à la place du lapis-lazuli, les peintres pouvaient se servir de l'indigo, d'origine végétale, dont ils tiraient du bleu foncé. De l'azurite (constituée de carbonate de cuivre) qui abîmait le papier, ils extrayaient un pigment bleu pâle. Plus souvent que la malachite coûteuse, les artistes se servaient d'un vert-de-gris fort corrosif et destructeur que l'on obtenait en immergeant des plaques de cuivre dans du vinaigre que l'on plaçait ensuite pendant au moins un mois dans des caves ou des fosses. Il existait aussi plusieurs façons de remplacer le cinabre qui coûtait cher. On faisait ainsi réchauffer du mercure et du soufre pour donner du vermillon. Les couleurs rouge clair, orangé ou orange que l'on admire dans beaucoup de miniatures persanes sont préparées à partir du minium qui est toxique. Malgré le danger d'empoisonnement, les préparateurs des ateliers des peintres se servaient du minium ou de la céruse proche (produite en plongeant du minium dans du vinaigre), jusqu'au XVIIe siècle. Parmi les pigments rouges plus simples, ils utilisaient de l'oxyde de fer, du carmin obtenu par la cochenille, et quelques pigments végétaux dont la source n'est pas toujours facile à distinguer. Le noir était obtenu comme partout ailleurs du charbon de bois que l'on réchauffait après l'avoir mélangé avec de la noix de galle pour donner de l'encre de galle.
Ceux des pigments qui sont corrosifs détruisent le papier à la longue. C'est pourquoi, même conservées dans les meilleures conditions, certaines miniatures s'abîment.

## Pinceaux et techniques

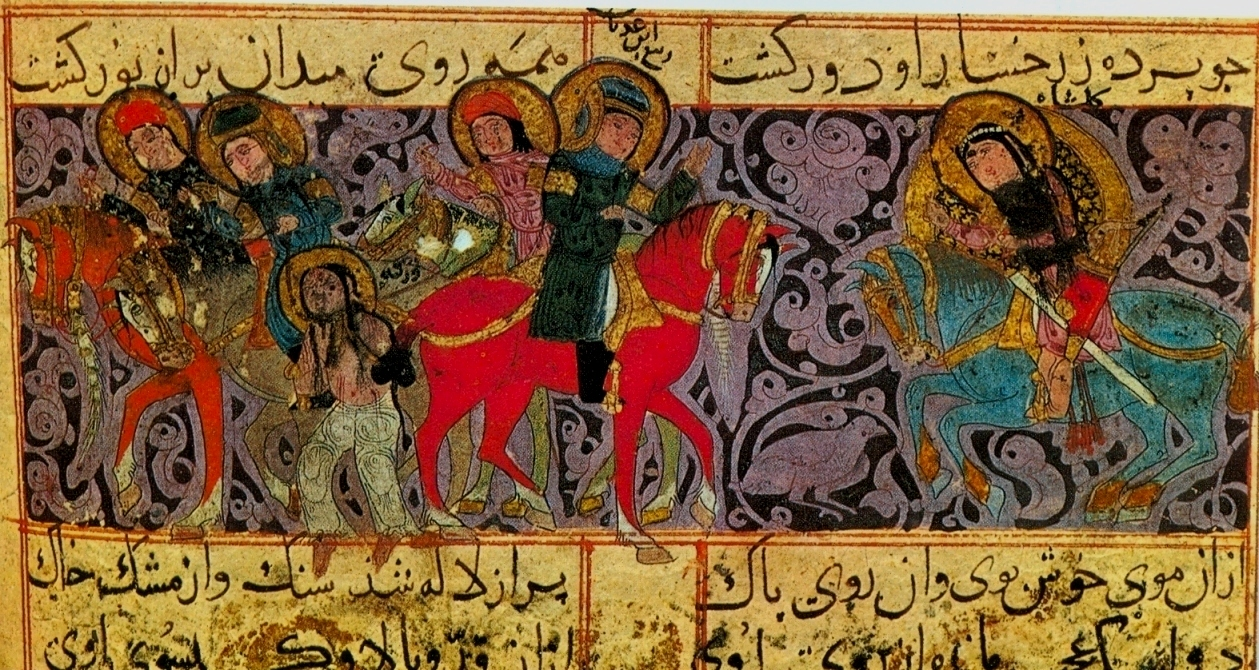
Varka blessé est emmené en captivité, miniature de Varka et Golshah du milieu du XIIIe siècle. Musée de Topkapi.

Selon Sadiq Bek, auteur du Canon de la représentation de l'image écrit à la fin du XVIe siècle, le pinceau le plus adéquat est en poil d'écureuil. La longue laine du chat persan est aussi utilisée avec succès par les peintres. Les laines sont d'abord triées selon la longueur, l'artiste n'utilisant que des pinceaux dont les poils sont de la même taille. Il les coud avec un fil, tandis que le tube est constitué d'une plume d'oiseau (le rachis et le calamus) jusqu'au bout étroit. Les pinceaux étaient bien sûr divers, du plus fourni au plus fin. 
La peinture persane était caractérisée par un absolu respect de la tradition, ce qui amenait à reproduire abondamment les dessins.  A cet effet, les artistes utilisaient souvent le pochoir. Celui-ci était fait d'une page blanche superposée sur le dessin à copier dont les contours étaient perforés à l'aiguille. Ensuite il secouait au-dessus du pochoir de la poudre de charbon écrasé. Ainsi les contours du dessin pouvaient être reproduits sur une autre feuille. Le maître traçait le contour au pinceau et n'avait plus qu'à colorier. Avant d'enluminer, il fallait une préparation du support qui rendait les contours à peine visibles. Le feuillet était recouvert d'une couche de plâtre très fine délayé dans de la gomme arabique et l'artiste n'avait plus qu'à peindre sur cet enduit. Pour les manuscrits les plus précieux, la miniature n'était pas exécutée directement sur le feuillet. L'artiste y collait  délicatement la feuille qu'il avait peinte. 
Dans les bibliothèques (ketabkhaneh) importantes ou royales, beaucoup de corps de métier étaient impliqués en plus des peintres eux-mêmes et des calligraphes. Il y avait en premier le chef du projet qui devait décider quels étaient les épisodes de l'œuvre qui devaient être illustrés. Si le champ de la page devait être recouvert de motifs décoratifs d'or, c'était à un maître spécialiste d'intervenir, pendant que la feuille était encore humide. Le calligraphe écrivait son texte en laissant de la place pour les illustrations. Les peintres entraient en action une fois les travaux des doreurs et des calligraphes terminés.

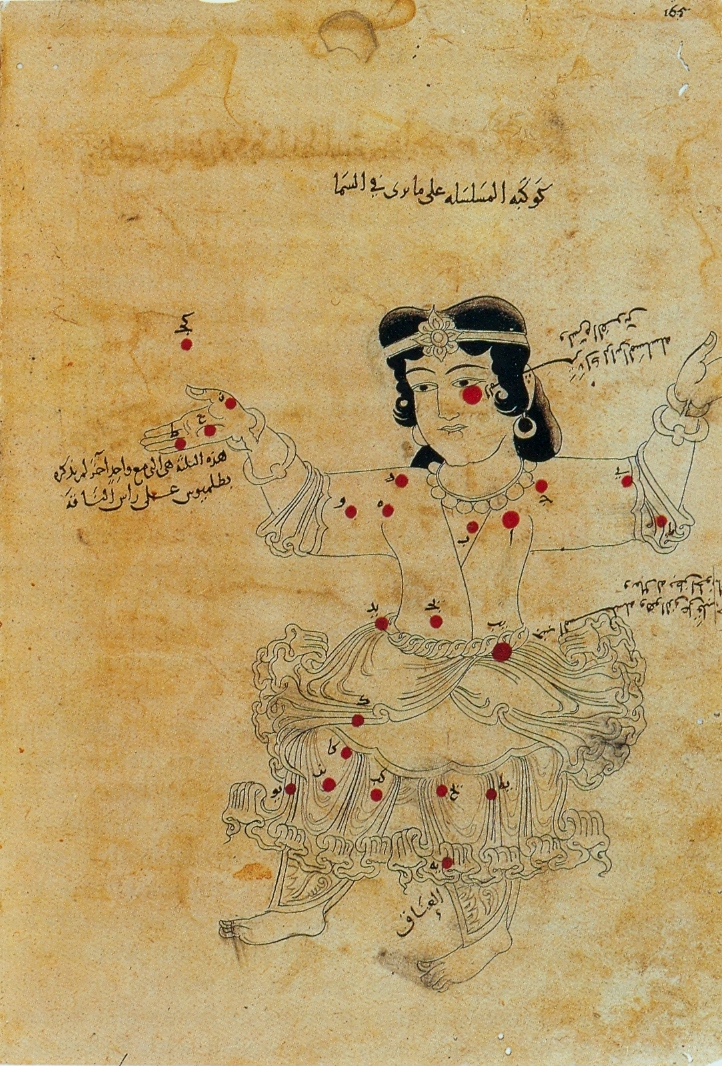
Folio 165 du traité d'As-Soufi de 1009-1010 (Bibliothèque Bodléienne d'Oxford).

Lorsque l'ouvrage était achevé, les feuillets étaient cousus et le manuscrit, relié. Les couvertures étaient faites de cuir estampé recouvert d'arabesques – et au XVe siècle et au XVIe siècle, d'un filetage. À partir de cette époque, il devient à la mode de réaliser des couvertures laquées. Les manuscrits persans étaient donc extrêmement coûteux et nécessitaient le long travail de toute une équipe.

## Thèmes
La thématique de la peinture persane trouve jusqu'à un certain degré son origine dans la tradition figurative persane des siècles passés. Cela concerne d'abord ce qui passionne depuis toujours les Iraniens, c'est-à-dire la chasse qui est représentée depuis les Achéménides. Les exemples de peinture iranienne préislamique qui nous sont parvenus sont fort rares. Ce sont surtout des œuvres réalisées aux marges orientales du monde persan, comme de la peinture sur bois extrêmement rare et les fresques de Pandjikent.
Le manuscrit persan relié le plus ancien est un traité astronomique composé par Abd ar-Rahman al-Soufi en 1009-1010 et conservé aujourd'hui à Oxford à la Bibliothèque Bodléienne. Cependant ses illustrations, la représentation des constellations, ont une valeur explicative et apparaissent davantage comme des schémas techniques en couleur que comme des miniatures.
Les miniatures persanes - au plein sens du terme - qui sont composées avant l'invasion mongole sont celles qui illustrent le manuscrit Varka et Golshah daté du milieu du XIIIe siècle. Cette œuvre est un roman chevaleresque écrit au XIe siècle par Aiuka. Le manuscrit est illustré de soixante-et-onze miniatures. Il est conservé au musée de Topkapi d'Istanbul. Le manuscrit est un exemple unique de la tradition artistique persane qui s'est perpétuée malgré la forte influence chinoise subie sous l'administration mongole. C'est à partir du XIIIe siècle que commence à proprement parler la synthèse de styles et de principes artistiques qui constitue la miniature persane. Celle-ci devient un phénomène stable sur plusieurs siècles qui plonge ses racines dans diverses régions asiatiques et voit donc se développer plusieurs branches stylistiques.
Traditionnellement, cet art, comme du reste tout l'art islamique, peut être divisé en plusieurs périodes correspondant aux règnes des différentes dynasties.

## XIVesiècle, les Ilkhans

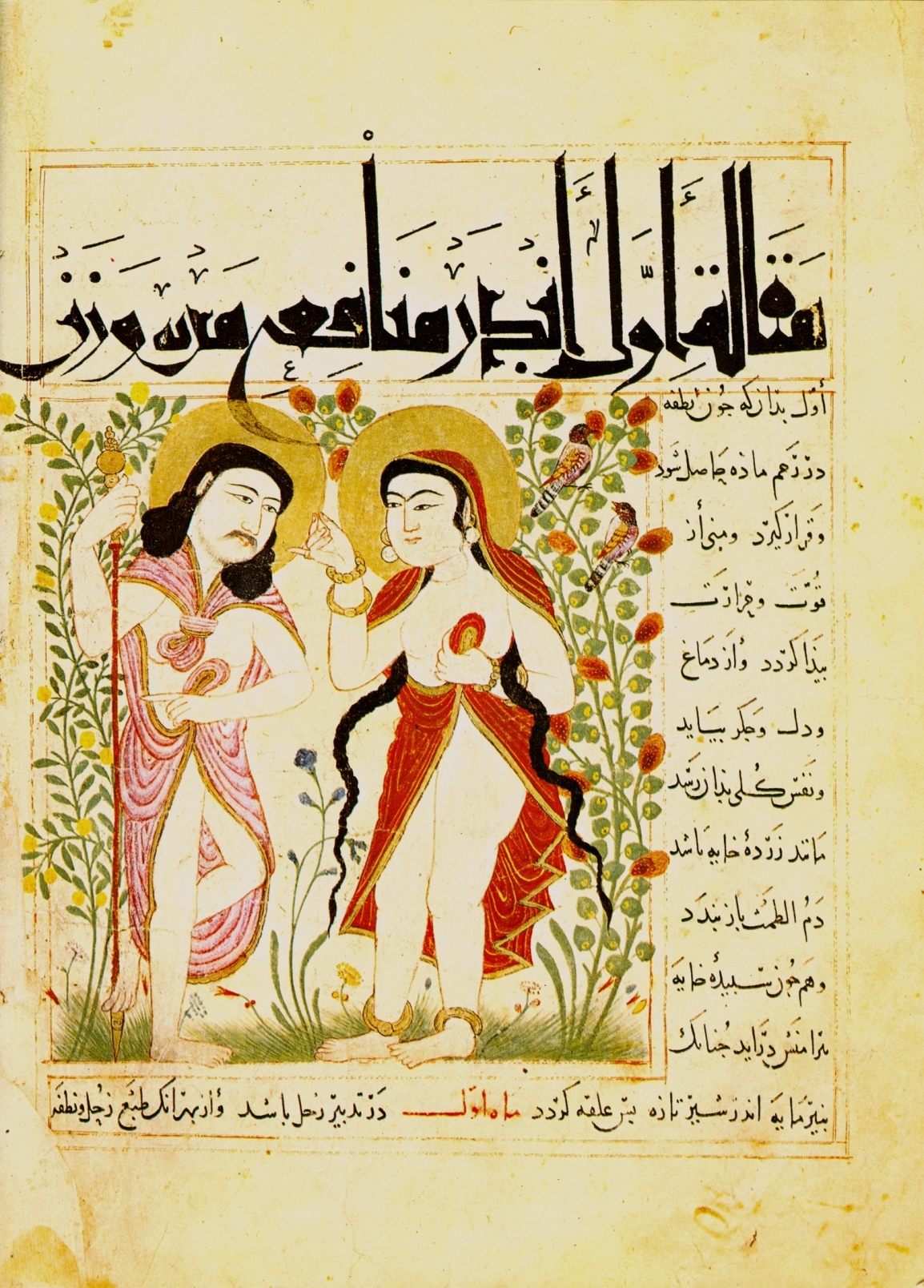
Adam et Ève, miniature du Manafi al-Hayawan, Maragha, 1294-1299 (New York, Morgan Library and Museum)

Les invasions mongoles du XIIIe siècle changent irrémédiablement le cours de l'histoire de l'Iran. Elles se produisent en deux vagues. Vers 1220 les armées du khan Tchinguiz bouleversent la façon de vivre et le prospérité du nord-est de la Perse et dans les années 1250 les armées de Houlagou envahissent les terres du Khwarezmshah et ne cessent de guerroyer que lorsqu'elles atteignent la Palestine, après la bataille d'Aïn Djalout en 1260. Après s'être emparé de Bagdad et avoir emprisonné le dernier calife en 1258, Houlagou concentre son pouvoir en Mésopotamie, en Perse et en Anatolie. Il fait de Maragha sa capitale (au nord-ouest de l'Iran), puis la capitale est transférée à Tabriz. Il fonde la dynastie des Ilkhans (ce qui signifie « jeune khan ») qui est nominalement tributaire du grand khan Kubilai, souverain de la Mongolie et de la Chine.
Les premières décennies du règne des Mongols se distinguent par leur cruauté. Les populations souffrent de pillages, d'impôts démesurés, de famine et lorsque Ghazan Khan arrive au pouvoir en 1295, toute l'économie de l'Iran est en ruines. Celui-ci vient d'adopter l'islam avant de monter sur le trône. Il met des réformes en chantier afin de faire renaître le pays de ses cendres. Les impôts sont réformés, un service de messagerie est institué, la frappe de la monnaie est rétablie dans tout le royaume, un système de poids et mesures unifié est mis en place, les routes des caravanes sont sécurisées. À la fin de son règne en 1304, Ghazan Khan a réussi à brider les tendances destructrices dans tout le pays. Son vizir Rachid, qui est à l'initiative de ces réformes, reste en service après la mort du khan. De plus, il se fait patron des arts, des sciences et des lettres. Il entretient dans sa bibliothèque une vaste équipe de copistes, peintres, calligraphes, etc. Le souverain suivant, Oldjaïtou (1304-1316) tente de consolider le système étatique, mais le règne de son jeune successeur Abou Saïd, âgé de onze ans, est marqué par les luttes internes des puissants de la cour.
Conséquence de ces désordres, Rachid est emprisonné et sa bibliothèque pillée. Jusqu'en 1327, année où Abou Saïd commence à gouverner seul, deux khans poursuivent la lutte pour le pouvoir. Ce sont des Mongols à l'origine des Tchoupanides et des Djalayirides. Les huit dernières années du règne d'Abou Saïd sont plus stables, grâce à son vizir Guiyas, l'un des fils du vizir Rachid. Mais ensuite le pouvoir central s'affaiblit sans qu'aucun grand seigneur ne prenne le dessus. Différentes dynasties s'installent dans le pays divisé, des années 1330, jusqu'à la fin du siècle, lorsqueTamerlan s'empare du pouvoir.
Les Mongols ont amené avec eux des artistes chinois. C'est ainsi que l'on remarque dans les miniatures de l'époque des visages typés avec des yeux en amande, une façon de se vêtir et des espaces ordonnés à la manière chinoise qui diffèrent totalement de l'espace plat du manuscrit de Varka et Goshah. La peinture chinoise  pouvait alors s'enorgueillir d'un millénaire d'existence avec de nombreux courants artistiques. Les premières productions de l'ère des Ilkhans sont plutôt éclectiques avec des influences arabes ou chinoises souvent mélangées dans une seule œuvre.
L'une des plus anciennes est le Bestiaire (Manafi al-Hayawan) d'Ibn Bahtish, composé entre 1297 et 1299 à Maragha. C'est la traduction d'un traité arabe en persan commandée par Ghazan Khan. On y trouve quatre-vingt-quatorze miniatures, mélangeant le style des miniatures arabes du XIIIe siècle, des motifs issus de la céramique persane et des innovations à la chinoise. Ainsi les arbres sont représentés à la façon des Song du Sud.
Outre la bibliothèque du khan, il existait au XIVe siècle plusieurs ateliers destinés à un public raffiné dans les grandes villes de l'ilkhanat. On connaît aujourd'hui trois versions du Livre des rois issues de Chiraz ou de Tabriz des années 1300 à 1340. Ils sont de petit format, sans or, et d'une illustration plutôt grossière, mais les artistes se sont sentis suffisamment libres pour remplir tout le champ de la page. Ce sont les exemplaires connus les plus anciens du Livre des rois.

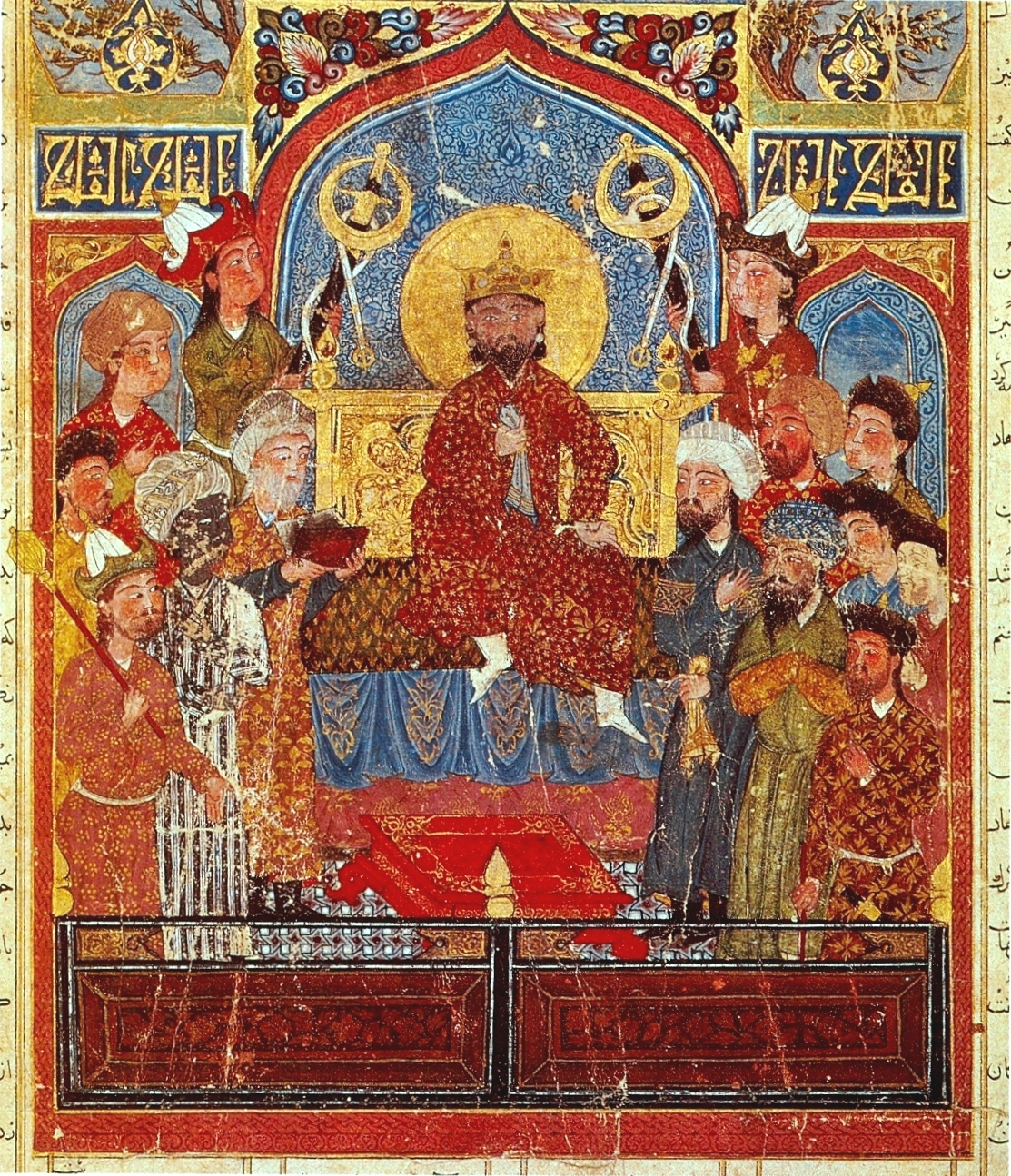
Iskander sur le trône, miniature du Livre des rois de Demotte (vers 1335, musée du Louvre)

Les œuvres les plus importantes de cette époque sont deux manuscrits de l'Histoire universelle et le Livre des rois de Demotte au Louvre.
Le Djami at-tawarih (ou en transcription universitaire Jami al-tawarikh) (Recueil de chroniques ou histoire universelle) a été composé par le vizir savant, Rachid, sous le règne de Ghazan Khan. C'est un ouvrage de propagande luxueux sur l'histoire depuis la création du monde en langue arabe et en langue persane qui devait être copié dans toutes les grandes villes afin d'affermir le pouvoir du khan. La bibliothèque du vizir à Tabriz occupait tout un quartier avec deux cent-vingt savants, calligraphes, artistes, etc. qui prirent part au projet. Vingt copies ont été produites pendant la vie de Rachid; mais il ne nous en reste que deux fragments. L'un est conservé à la bibliothèque de l'université d'Édimbourg et l'autre dans la collection privée de Nasser D. Halili à Londres. Les miniatures de ce manuscrit sont peintes à la manière prisée par la cour mongole dont le format horizontal rappelle les peintures chinoises. Les thématiques sont fort diverses, représentant aussi bien Bouddha ou des empereurs chinois, que des combattants arabes.

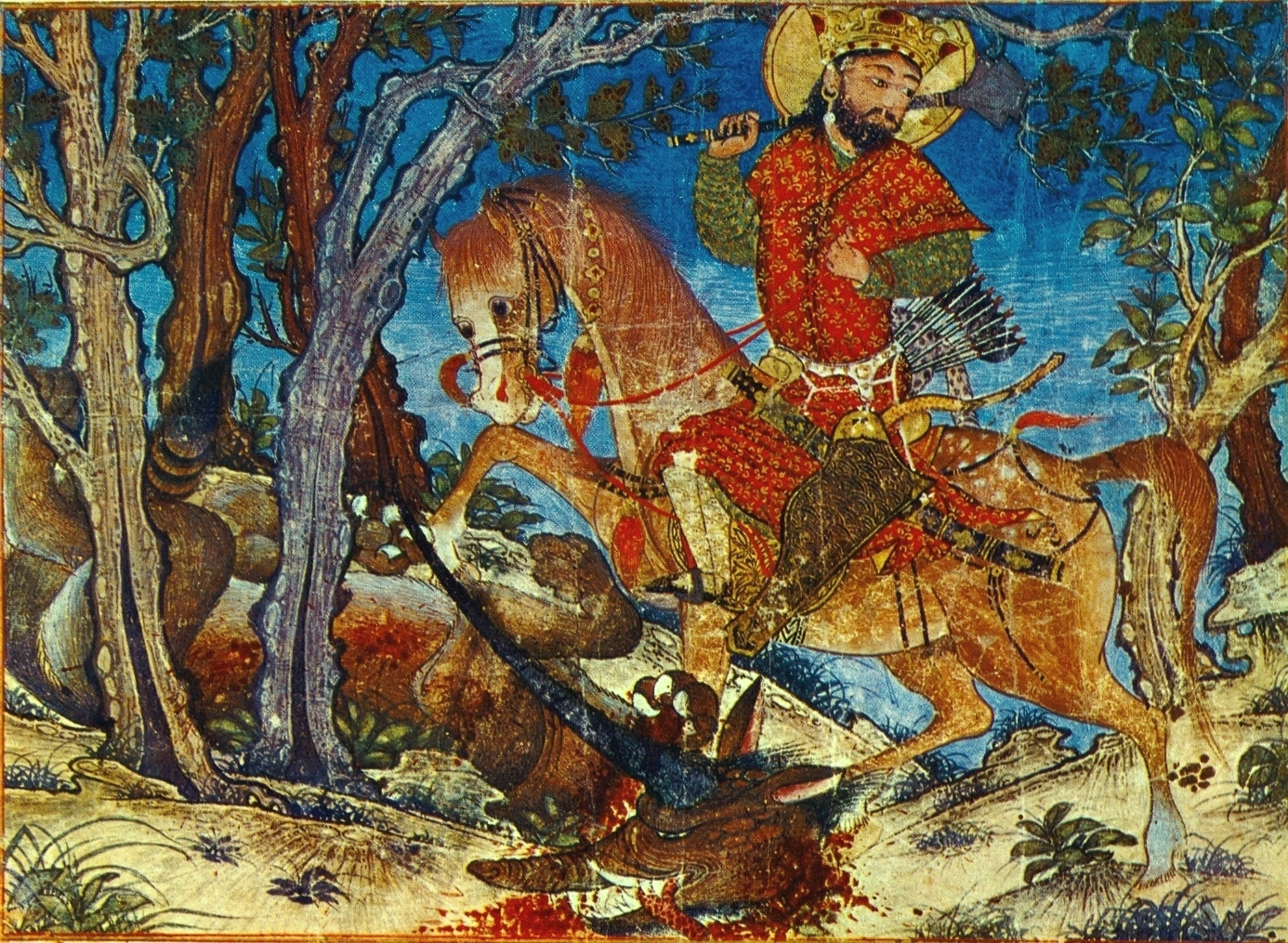
Bahman Gour tuant un loup, miniature, Livre des rois de Demotte (1335-1340, Cambridge, Fogg Art Museum)

Le Livre des rois de Demotte (du nom du marchand qui en a vendu les pages après l'avoir dépecé) est un exemplaire qui a provoqué des discussions entre experts à propos de sa datation. La majorité considère qu'il a été composé à la fin du règne d'Abou Saïd dans les années 1330. Les miniatures sont d'un style éclectique avec une grande maîtrise artistique et un rendu très expressif. C'est particulièrement sensible dans les scènes tragiques qui sont nombreuses dans l'œuvre de Firdoussi. Les feuillets sont dispersés dans plusieurs musées du monde et collections privées. 
C'est de l'époque de l'ilkhanat que sont arrivées jusqu'à nous les premières signatures des artistes persans. Doust Mohammad, érudit, calligraphe et peintre du XVIe siècle mentionne dans son traité (1545-1546) le maître Ahmad Moussa « qui a levé le voile de la figuration ». Il cite également ses successeurs, comme Daoulat Yar ou Chams ad-Din. La période mongole a été très importante pour le destin de la peinture classique persane. Le mélange d'éléments persans, chinois, arabes et byzantins, en dépit de l'éclectisme des résultats, a ouvert la voie à une synthèse picturale plus fine qui s'est produite à la fin du XIVe siècle.

## Sous les Indjouïdes
Il est fréquent dans toute l'histoire iranienne qu'un simple gouverneur de province nommé par le sultan tienne en main tout le pouvoir régional et devienne le fondateur d'une dynastie locale à moitié autonome. Les Indjouïdes formèrent ainsi une telle dynastie qui gouvernait la province du Fars au sud-ouest du pays, de 1303 à 1357. Le chef-lieu de cette province était la ville de Chiraz qui comptait plusieurs ateliers d'enluminure.
Deux miniatures de cette époque d'un manuscrit disparu ont subsisté jusqu'à aujourd'hui. Il s'agit des illustrations du manuscrit de Kalîla et Dimna (1333), de même qu'existent également plusieurs versions du Livre des rois commençant à l'année 1341. Ses miniatures témoignent d'une qualité provinciale un peu médiocre par rapport aux grands ateliers du pays, mais elles conservent la tradition de l'art de l'ornementation persane qui, malgré l'influence chinoise, avait continué d'exister en dehors de la capitale. La miniature de Kalil et Dimna, qui met en scène une femme adultère, présente une profusion de grandes fleurs sur les côtés. Cette particularité stylistique témoigne de la volonté d'orner plus que dépeindre des scènes de façon réaliste.

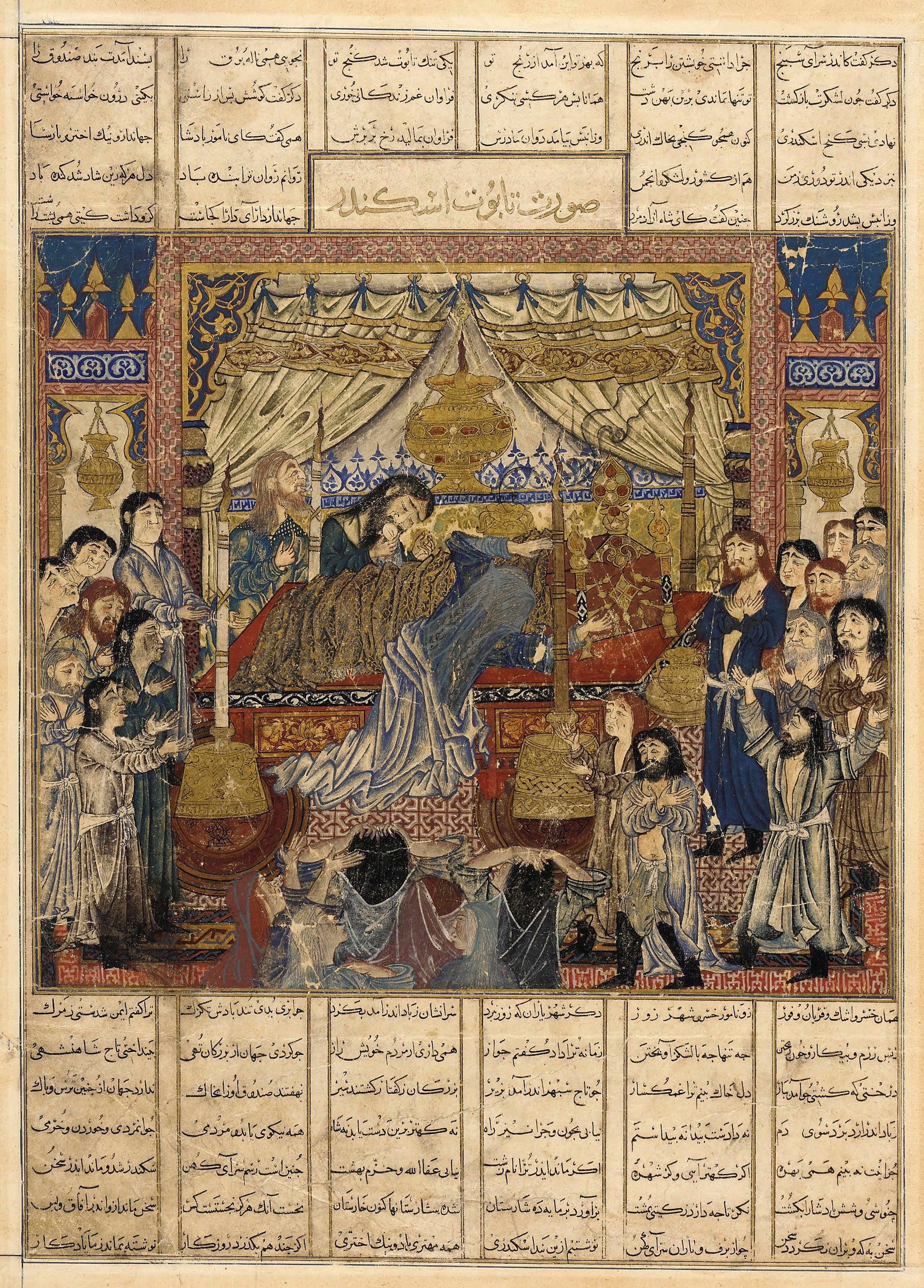
Iskander pleuré par ses proches (Livre des rois de Demotte, 1326-1360), Washington, Freer Gallery of Art
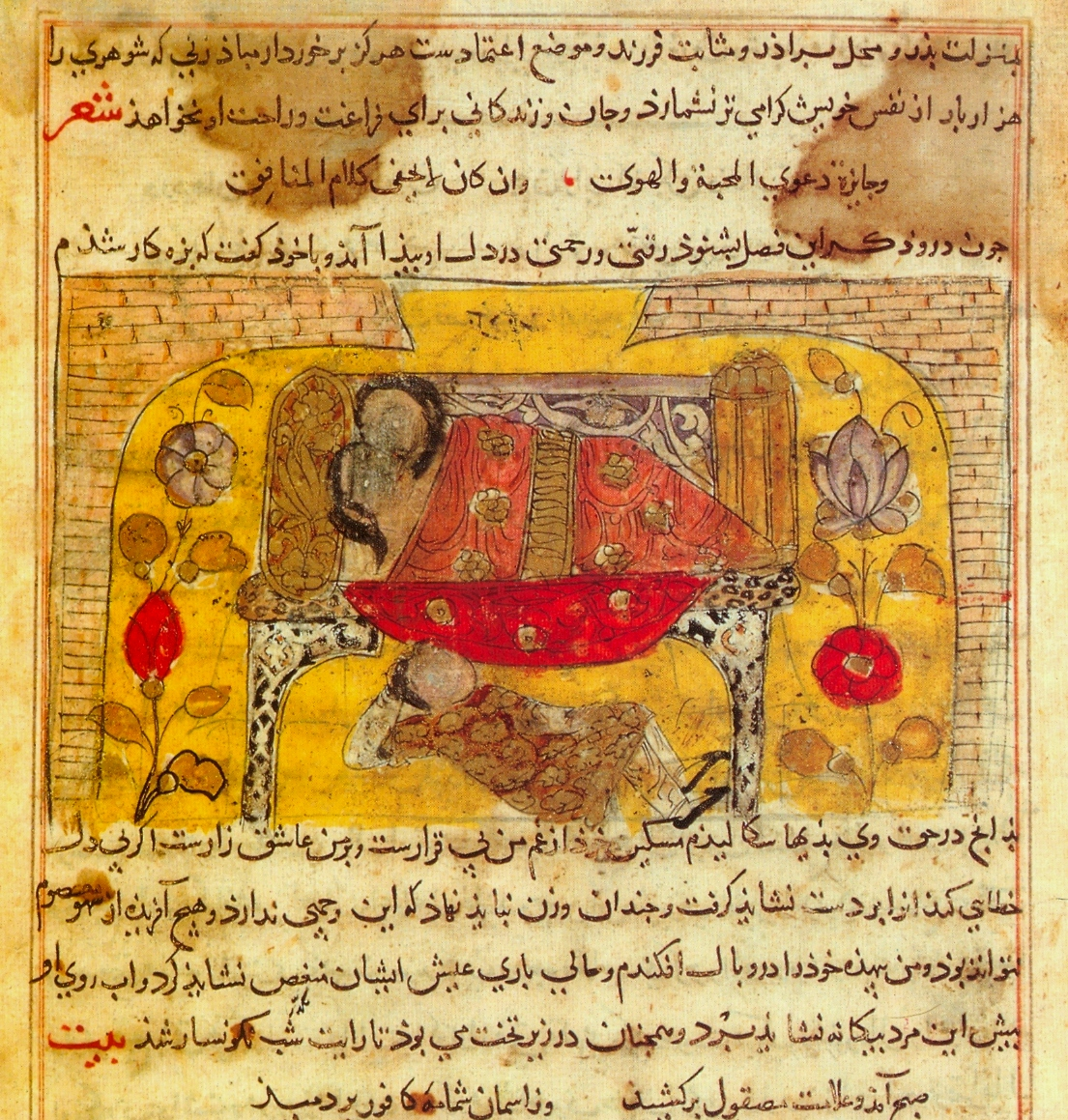
Nasrallah, Le Charpentier Sarandib avec sa femme adultère au lit avec son amant («Kalîla et Dimna»), Nasrallah, Chiraz, 1333, British Museum, Londres

## Sous les Mozaffarides
Les Mozaffarides ont fondé leur dynastie sur les ruines de l'ilkhanat. Ils sont victorieux des Indjouïdes dans les années 1350, s'emparent de Chiraz qu'ils pillent, mais ne peuvent prendre Tabriz. En 1393, Tamerlan met fin à leur pouvoir.
Les miniatures les plus anciennes de ce règne remontent aux années 1370, les précédentes ayant disparu. L'influence de l'époque djalayride qui fleurissait à Bagdad se manifeste par un changement dans l'organisation de l'espace de la miniature ainsi que par un accord de l'échelle des figures désormais proportionnées aux motifs du fond. Les sujets sont traités de manière plus lyrique avec une tendance au raffinement et à l'élégance des formes.
Chiraz est alors la ville phare de ce nouveau style que l'on admire dans le Livre des rois composé en 1371. Il se distingue par son aspect clairement ornementé qui se manifeste dans les douze miniatures du manuscrit. 

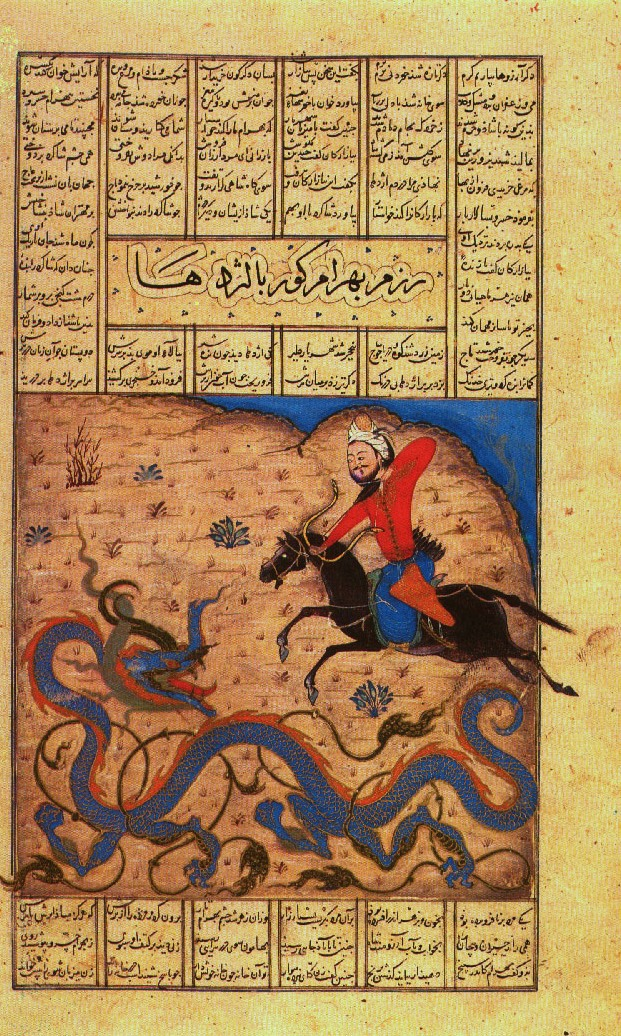
Bahram Gour tuant le dragon, Livre des rois (1371, musée de Topkapi)

 Ainsi, la miniature Bahram Gour tuant le dragon est représentée non seulement de manière subtilement réaliste, en ce qui concerne la représentation du cavalier, mais aussi avec une ornementation élégante  constituée du corps même du dragon qui forme une motif d'arabesque complexe. Celui-ci ne lance plus de flammes. Son corps bleu foncé (couleur complémentaire du fond sable) est cerné d'une dorsale corail et un motif de longues queues issues de ses membres s'entrelace avec la silhouette. Ce nouveau style de Chiraz s'est prolongé plus ou moins jusqu'à la fin du XIVe siècle, comme on peut en juger d'après une autre copie du Livre des rois datant de 1393-1394.

## Sous les Djalayirides

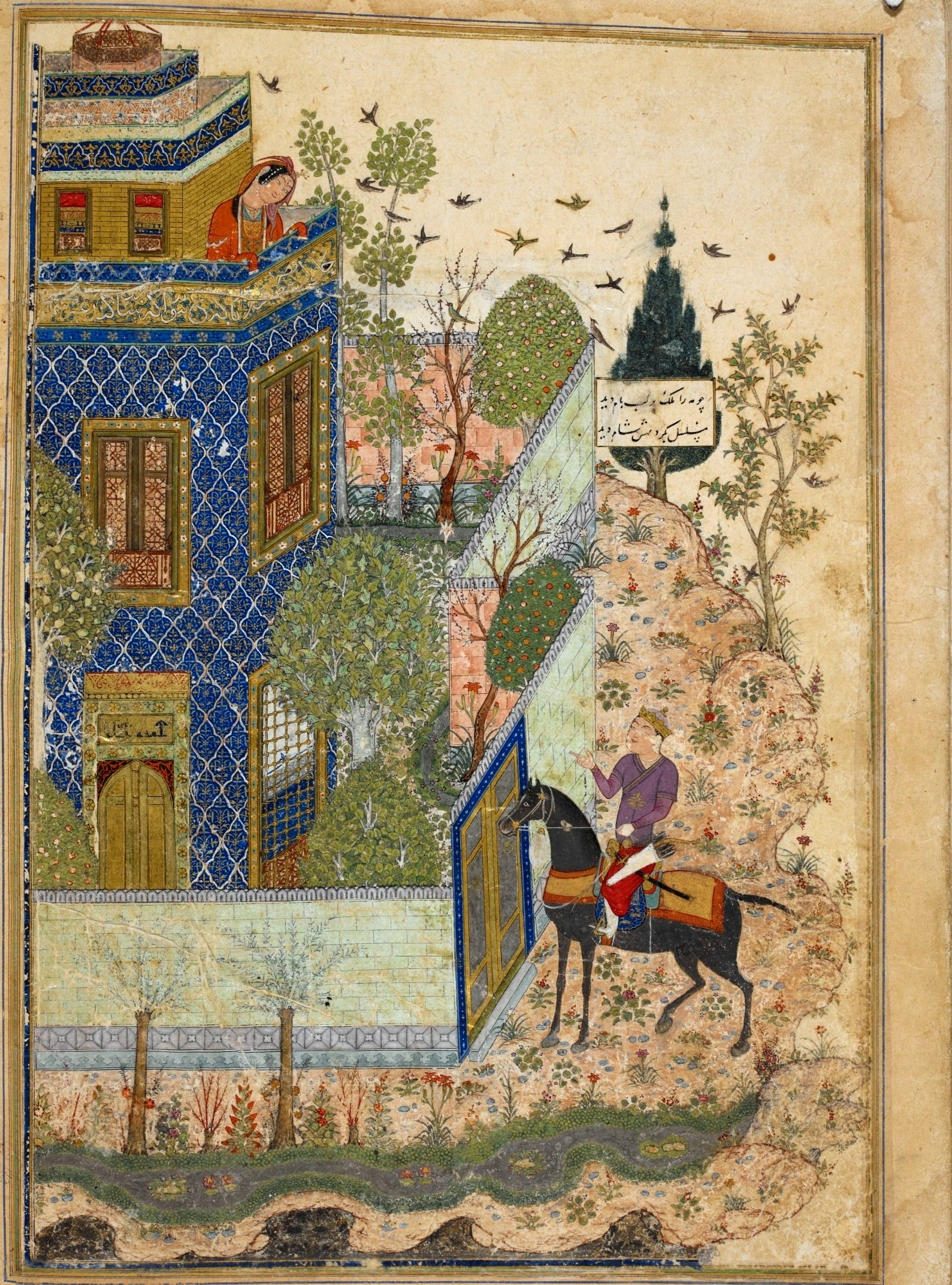
Djouneyd, La Princesse Khoumayoun regardant son bien-aimé devant le portail (1396, British Library)

Les Djalayirides (ou Jalayirides) étaient sous les Mongols gouverneurs de l'Anatolie. Dans la tourmente qui suit la mort d'Abou Saïd, ils combattent pour s'emparer du pouvoir ainsi que le font les dynasties provinciales et les Injouïdes. Le chef des Jalayrides, Hassan Bozorg (c'est-à-dire Hassan le Grand) s'empare de Bagdad en 1339 et son héritier Ouvaïs de Tabriz en 1360. La dynastie cesse d'exister avec la mort du sultan Hossein en 1431.
Les peintres en ces temps troublés restaient au service des différents souverains qui se succédaient. Doust Mohammad déclare en 1544 que le peintre Ahmad Moussa a servi le dernier ilkhan Abou Saïd, tandis que son élève Chams ad-Din a étudié dans son atelier alors que régnait le sultan Ouwaïs Ier.
De la période 1336—1356 n'ont survécu que quelques œuvres. Quelques miniatures dispersées, détachées de leur codex, peuvent être datées de 1360-70. Elles sont conservées dans deux albums reliés qui se trouvent l'un à Berlin, l'autre à Istanbul. Malgré l'influence persistante de l'art des ilkhans, on note un certain changement dans ces miniatures. C'est au milieu des années 1370 (à la mort d'Ouwaïs), qu'est formé le canon de la miniature persane pour les deux siècles suivants. Les artistes trouvent un équilibre entre ce que l'on pourrait désigner non sans un certain anachronisme l'abstraction et le naturalisme, de même qu'entre la couleur et le trait, les personnages et la nature. C'est ainsi qu'ils ont le mieux décrit l'esprit persan.
La mort d'Ouwaïs provoque une suite d'années fort troublées. Son frère Ahmad gouverne de 1382 à 1410. Le trône de Bagdad lui est enlevé à deux reprises par Tamerlan (qui fait installer à Samarcande une partie des artistes de Bagdad). Seule la mort de Tamerlan en 1405 permet à Ahmad de retourner dans sa capitale de Bagdad. Celui-ci constitue une figure de grande importance dans l'histoire de la miniature persane. Les sources le décrivent comme un homme cruel et obstiné, mais en même temps comme un homme cultivé féru de poésie, de musique et de peinture. En outre, il composait des vers et prenait des leçons de dessin auprès du peintre de sa cour Abd al-Hayy. Beaucoup d'experts estiment que c'est lui, Ahmad, qui a donné une réelle impulsion à la miniature persane en lui donnant sa caractéristique lyrique et poétique qui correspondait à sa propre vision poétique du monde. Plusieurs manuscrits importants datent de cette période; le plus ancien (1386-1388) est une version du Khamseh de Nizami qui, bien qu'encore provinciale dans ses traits, révèle déjà ce que les enlumineurs de la bibliothèque d'Ahmad de Bagdad allait réaliser plus tard en plénitude.

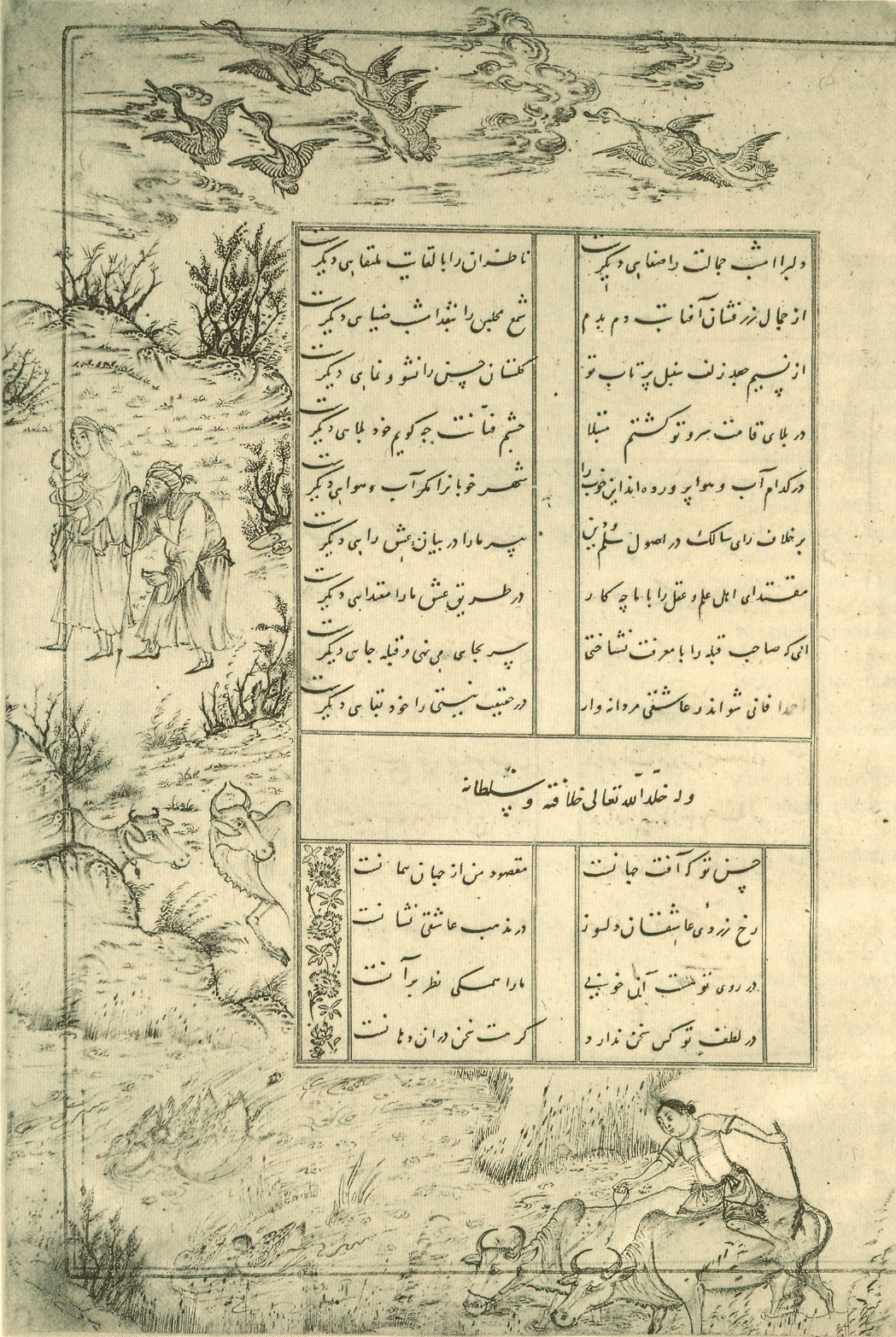
Abd al-Hay (ou bien Ahmad Djalayir ?), page du Divan d'Ahmad Djalayir (1406-1410), Freer Gallery of Art de Washington

Ensuite les Trois poèmes de Khadjou Kermani (1396) contiennent neuf miniatures qui représentent un pas énorme dans le développement de la miniature persane. L'interprétation lyrique du texte y atteint des sommets. L'univers qui apparaît s'annonce d'emblée comme celui d'un jardin paradisiaque.
Cela peut se remarquer dans la miniature intitulée La Princesse Khomayoun observant Khomay devant la porte, où un jardin fleuri et une tour décorée de carreaux de faïence symbolisent la beauté et la fleur de la jeunesse de la princesse attendant son bien-aimé. Bien que le recours aux symboles n'ait jamais été aussi riche dans l'histoire de la miniature persane qu'il l'est dans la peinture flamande et la peinture italienne du Quattrocento, il ne fait aucun doute  dans ce cas précis que les motifs de nature et d'architecture ont été élaborés pour enrichir le sens de l'événement dépeint. En outre, c'est la première fois dans l'histoire de l'art persan qu'une miniature est signée de la main de son auteur. Il s'agit ici de Djoneid et cela signifie qu'à l'époque le prestige de la profession de peintre atteint un tel niveau qu'il lui devient possible voire nécessaire de laisser son nom à la postérité.
Deux manuscrits survivent encore au règne d'Ahmad: un traité savant de cosmologie datant de 1388 et une version plus tardive du Khamseh dont les miniatures sont proches dans la construction de celles des Trois poèmes de Kermani. Cependant l'œuvre la plus mystérieuse des dernières années du règne d'Ahmad est un recueil de poésie (Divan) composé par Ahmad lui-même. Huit des trois cent trente-sept pages du recueil contiennent des dessins dans les marges sur différents thèmes, alignés dans un système à sept niveaux que les savants expliquent par les tendances mystiques du sultan Ahmad. Les dessins sont fort bien faits, mais les avis divergent sur son auteur. La plupart des spécialistes sont d'accord pour les attribuer au peintre de la cour, Abd al-Hay; mais certains affirment qu'il s'agit d'Ahmad Djalayir en personne.
La contribution des peintres de l'époque djalayiride à la miniature persane est énorme. Ceux-ci ont pu s'essayer à plusieurs techniques sous le patronage du sultan Ahmad et créer une quantité d'archétypes nouveaux dans leurs modèles de composition, qui seront suivis par cinq générations de peintres. Ils ont atteint une telle grâce et une telle harmonie de couleurs qu'ils seront repris dans les siècles à venir, du moins dans les meilleures productions.

## Sous les Timourides,XVesiècle

### Première période timouride

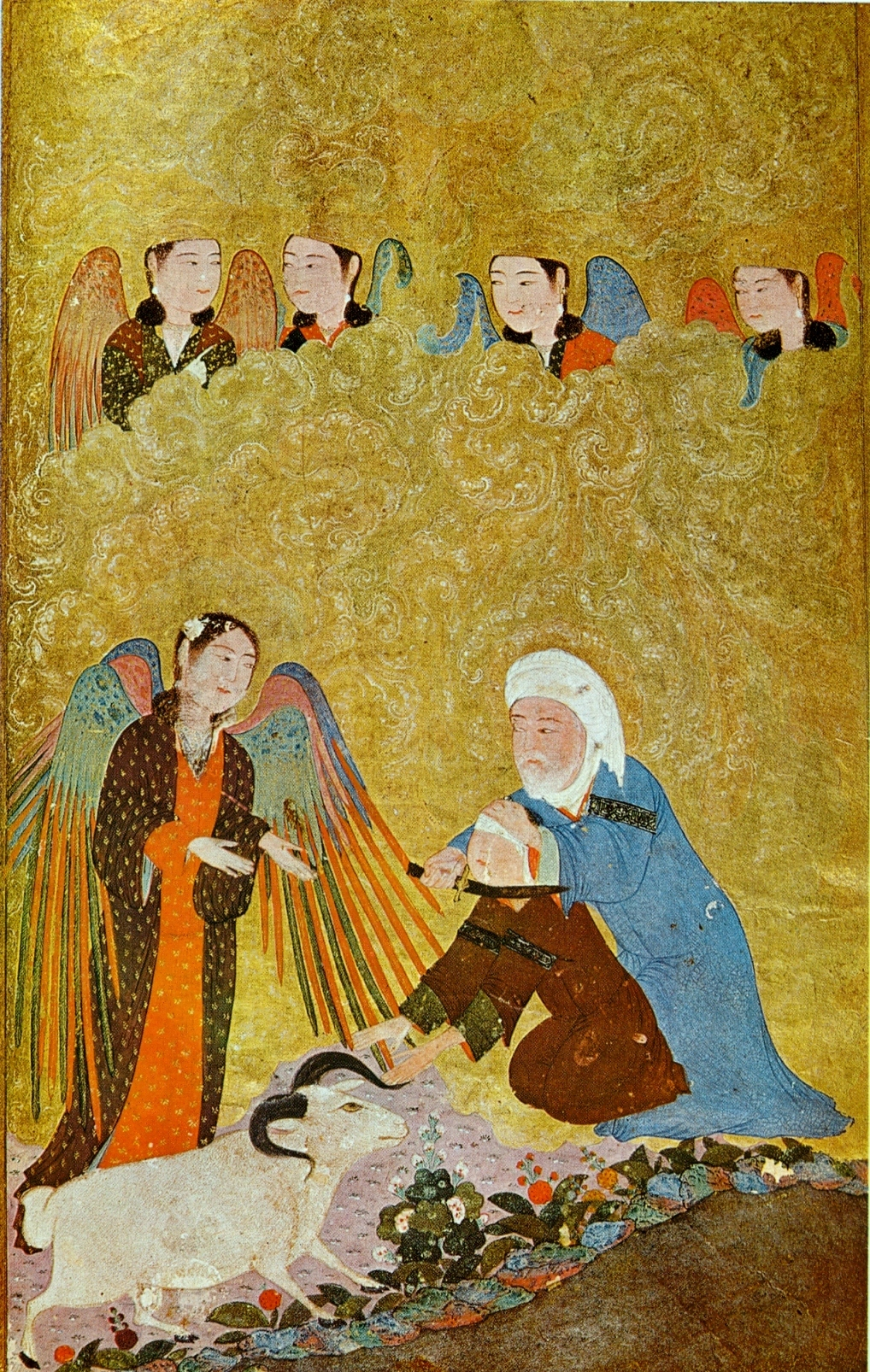
Le Sacrifice d'Abraham (Ibrahim), Chiraz, 1410-1411, collection Gulbenkian (Lisbonne)
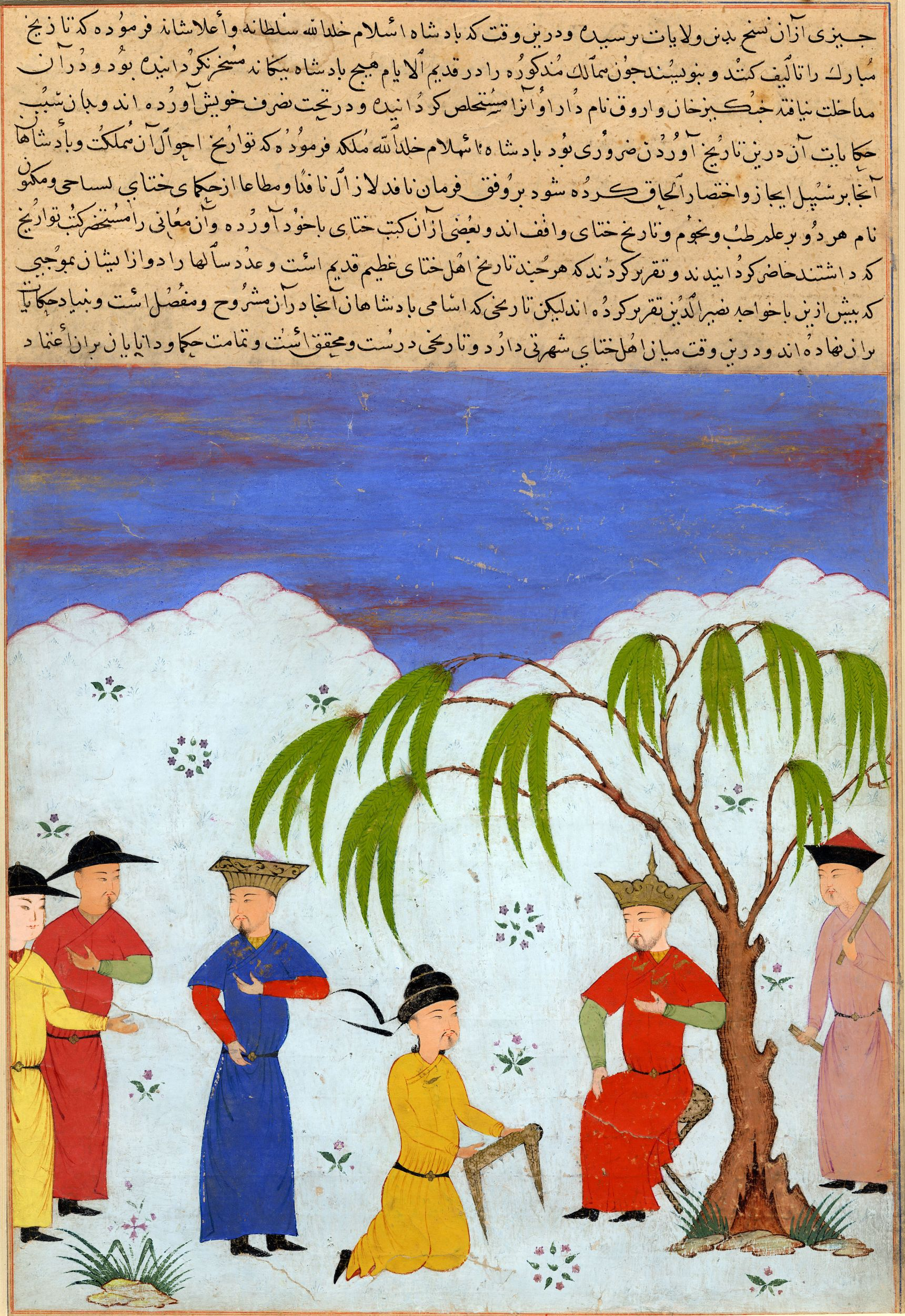
Savants chinois offrant des livres au khan Oldjeït, manuscrit du Madjma at-Tawarik, 1425-1430, British Museum (Londres)
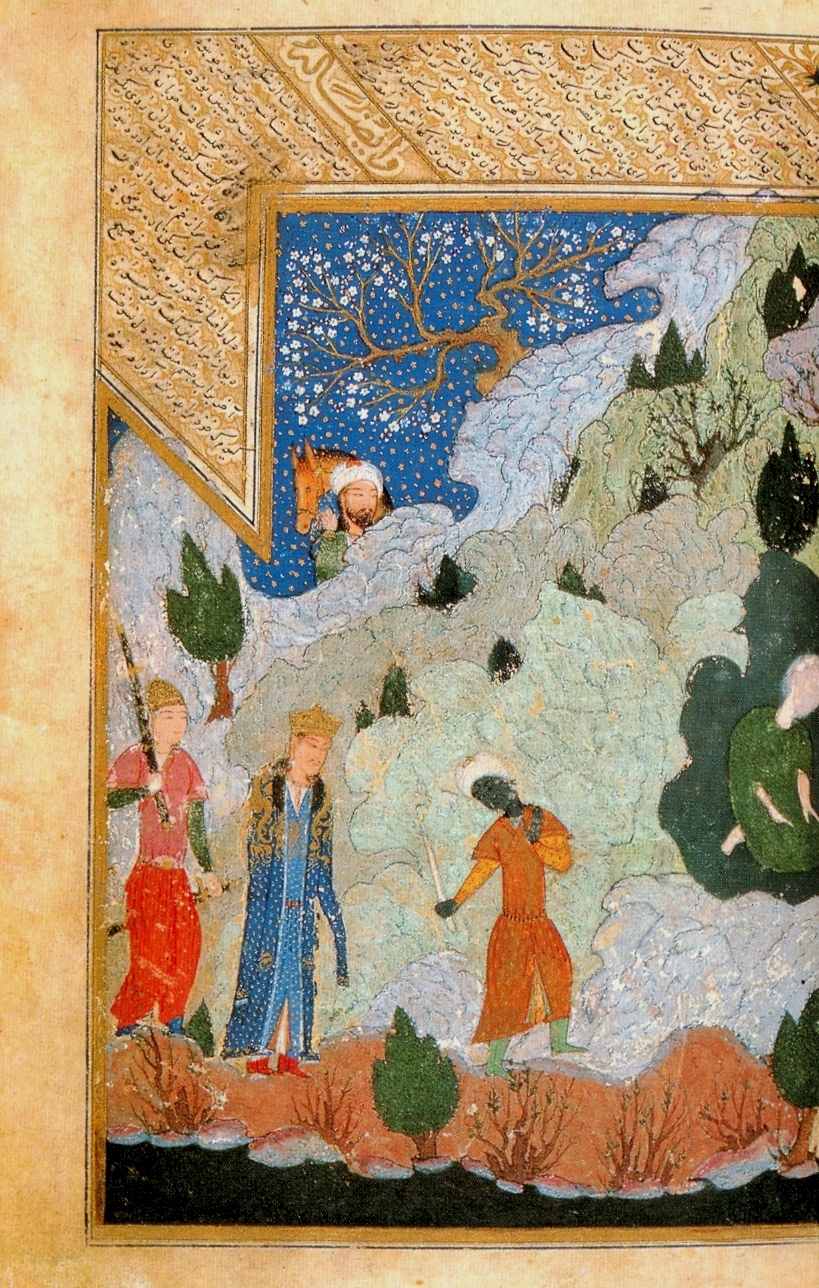
Alexandre le Grand rendant visite à un docte ermite, Divan d'Iskander Soltan, 1410-1411, British Museum

C'est cent cinquante ans après l'invasion des Mongols qu'arrivent brusquement du nord-est les armées de Tamerlan (Timour) et en 1400 elles ont réussi à s'emparer du pays en entier, ainsi que de la Mésopotamie, d'une partie de l'Asie centrale, jusqu'en direction de l'Inde aux portes de Delhi et au nord vers les steppes à la frontière de la Russie. Tamerlan ne perd jamais pendant sa vie toute la passion belliqueuse qui l'habite et meurt alors qu'il est en expédition guerrière contre la Chine. Sa politique de conquête est simple: Tamerlan propose de se rendre et de se soumettre à sa volonté; si la ville assiégée refuse de se rendre, Tamerlan la fait tout simplement raser et fait tuer ses habitants, ne laissant que les enfants en bas âge, les vieillards, ainsi que quelques artisans et artistes utiles à sa gloire. Il fait déporter ces derniers dans sa capitale de Samarcande, où il se lance dans des projets grandioses de construction qui doivent témoigner de sa puissance et de son pouvoir. Cependant, malgré le nombre de nouveaux palais luxueux qui sont construits, Tamerlan préfère passer le temps dans sa grande tente au bord de quelque rivière. Les sources historiques soulignent que les murs des palais, des pavillons et des gloriettes timourides étaient recouverts de portraits de Tamerlan, des membres de sa famille, des concubines préférées de son harem, ainsi que de représentations de ses victoires guerrières, mais pourtant aucune peinture n'a survécu... ni même aucune miniature du temps de son règne. Du reste, il n'en commandait vraisemblablement pas, car il était tout à fait indifférent aux livres et aux miniatures.
Il nomma ses fils et ses petits-fils gouverneurs de diverses provinces et désigna comme successeur Pir Muhammad, cependant après les troubles qui ont suivi la mort de Tamerlan, c'est son seul fils survivant, Shahrokh, qui prend le pouvoir. Son gouvernement est suffisamment stable, pour relancer les arts et la culture en général. Shahrokh commande plusieurs manuscrits enluminés, dont l'un des plus connus est le Madjma at-Tawarik d'Hafez qui prolonge le Djami at-Tawarik du temps des Mongols composé par Rachid al-Din. Plusieurs copies en ont été faites, mais il n'existe plus aujourd'hui qu'un seul exemplaire qui est conservé à Istanbul, tandis que des feuillets détachés d'un autre exemplaire sont dispersés dans différents musées du monde. Le style de ses miniatures était parfaitement connu de l'expert Richard Ettinghausen, qui l'a dénommé « style historique de Shahrokh ». Ses traits caractéristiques se distinguent par des personnages importants peints en arrière-plan, des sols avec un horizon élevé et une végétation rare. C'est ainsi que l'on remarque au musée de l'Ermitage toute une liste de folios du manuscrit du Khamseh qui datent de 1431 et qui ont été faits pour Shahrokh. Ce dernier préfère le style lyrique au style historique, comme on le voit sur les images.
Le neveu de Sharokh, Iskander Soltan, est à l'époque gouverneur de la province du Fars. Il est de nature frondeuse et fomente un complot contre Shahrokh, mais il est vaincu et son oncle lui fait crever les yeux en 1414 et le fait exécuter en 1415. Avant son arrestation, Iskander a largement soutenu sa bibliothèque (ketâbkhâneh) de Chiraz dont sont issus plusieurs manuscrits qui rivalisent de merveilles et datent pour la plupart des années 1410. Iskander commande alors deux anthologies de poésies (en 1410 et en 1411), un manuscrit d'horoscopes et un traité d'astronomie. Les anthologies ressemblent par leurs illustrations aux grands dessins de plein champ du Divan du sultan de Bagdad, Ahmad Djalayir. On retrouve ce style dans les figures allongées, les montagnes multicolores – souvent de couleur corail – et la nature traitée de manière lyrique dans ces œuvres de la bibliothèque de Chiraz. Elles ouvrent la voie par leur éclat à la miniature timouride des années 1430-1440.

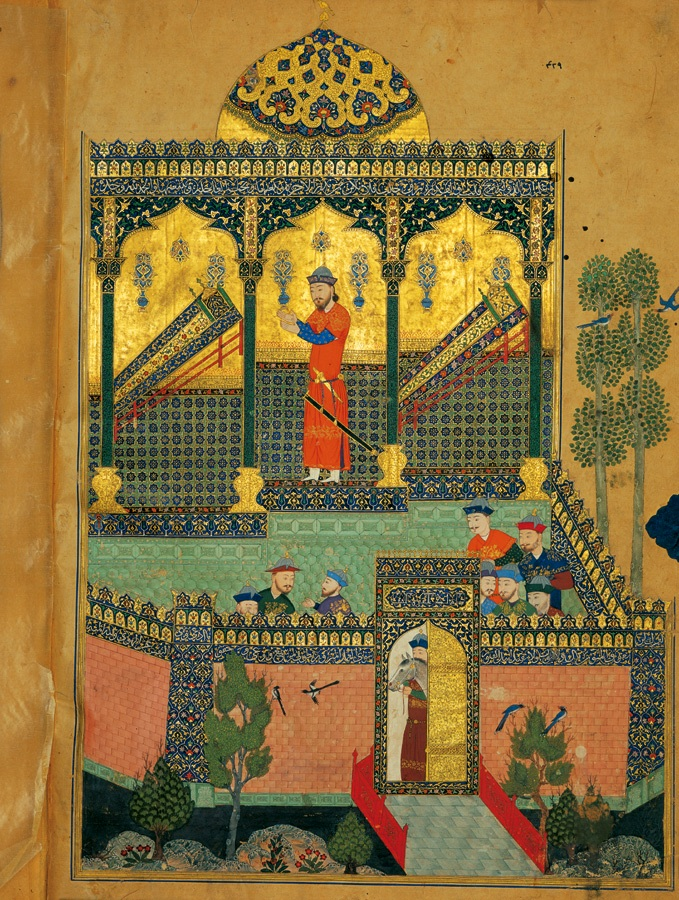
La Douleur de Roustam, miniature du Livre des rois de Baïsonqor, 1430, Téhéran, palais du Golestan
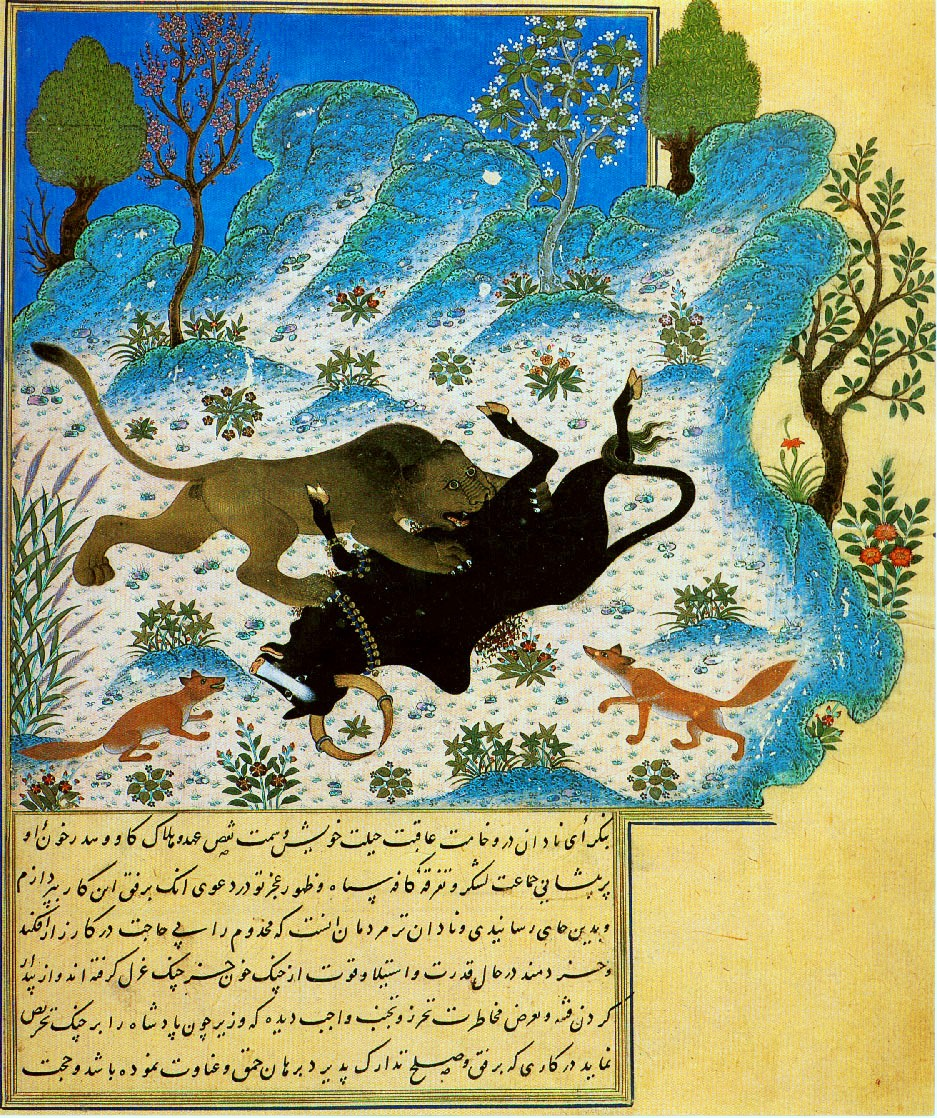
Lion attaquant un buffle, miniature de Kalila et Dimna, Hérat, 1429, Istanbul, musée de Topkapi
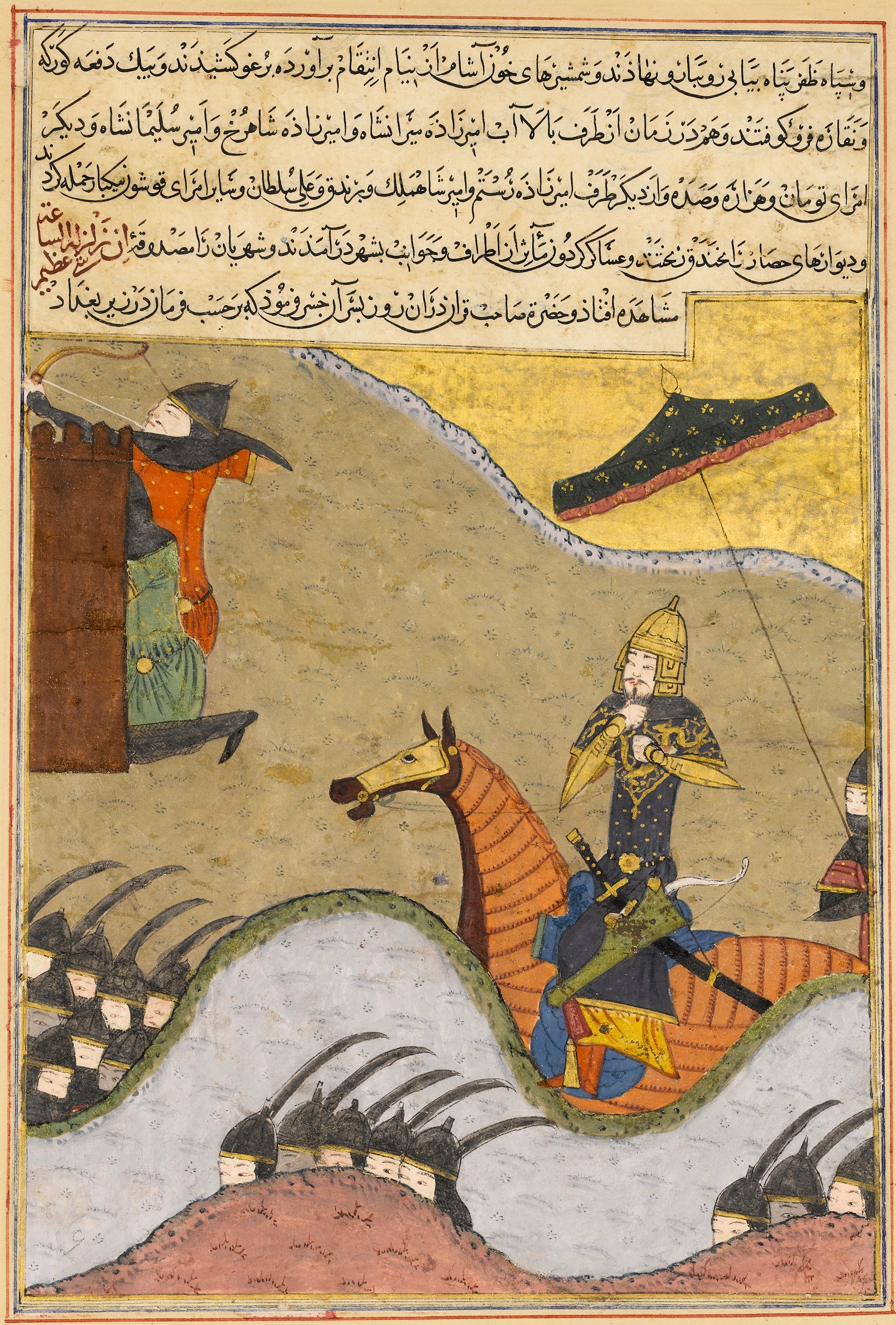
Zafarnameh du Metropolitan Museum of Art (1435-1436) composé à Chiraz : La Conquête de Bagdad par Tamerlan

Après l'arrestation d'Iskander Soltan, une partie des artistes et calligraphes de sa cour part s'installer à Hérat. Shahrokh installe son fils Ibrahim Soltan comme gouverneur de Chiraz. Son autre fils, Baïsonqor, part en guerre en 1420 pour enlever Tabriz aux tribus turcomanes des Moutons noirs, puis il retourne à Hérat, emmenant avec lui des peintres de Tabriz dont certains avaient autrefois travaillé pour le sultan Ahmad de Bagdad. Les deux fils de Shahrokh sont tous les deux fort cultivés. La miniature persane est en plein essor dans la première moitié du XVe siècle. Le musée de Berlin conserve dans sa collection d'art islamique une Anthologie poétique de 1420, avec une mention manuscrite d'Ibrahim Soltan à son frère Baïsonqor. Les miniatures de ce manuscrit ne sont pas toutes de même qualité, mais certaines se distinguent par leur raffinement. L'autre manuscrit, un Khamseh de 1435-1436 représente un sommet du style artistique lié au nom d'Ibrahim Soltan. Les maîtres de Chiraz peignaient non seulement pour la cour, mais possédait aussi toute une clientèle de grands seigneurs et de riches marchands à qui était destinée une production d'une qualité légèrement moindre.

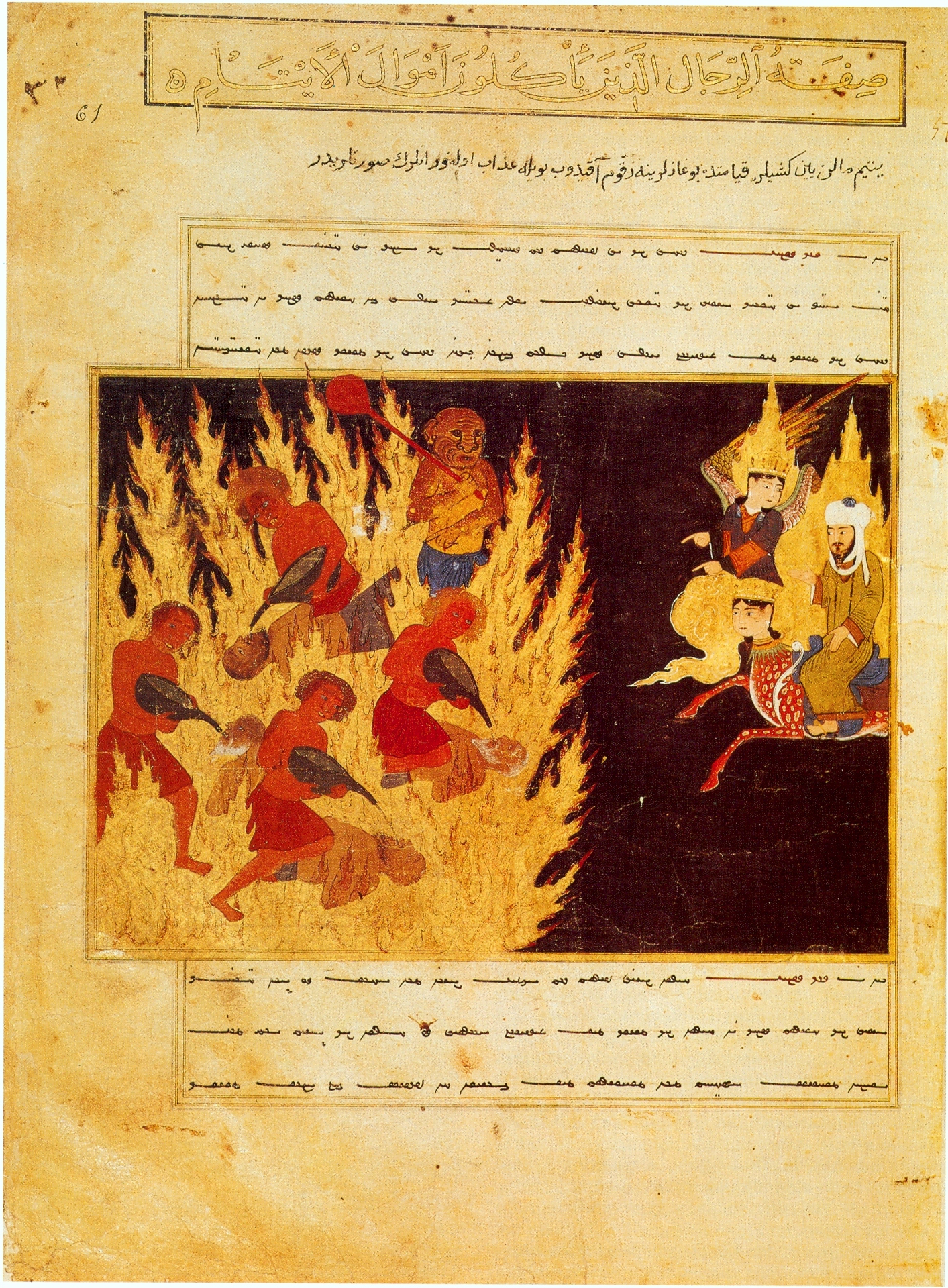
Le Prophète Mahomet se rendant en enfer, Miradjnameh, Hérat, 1436, Bibliothèque nationale de France

La bibliothèque la plus luxueuse de la première moitié du XVe siècle est celle de Baïsonqor qui est située à Hérat. Elle comprenait une воurаtкhânеh, c'est-à-dire une galerie d'exposition à l'entrée, où l'on conservait les peintures sur soie ou sur papier et où l'on pouvait les examiner. Malgré son addiction au vin qui le fait mourir à l'âge précoce de trente-six ans, Baïsonqor fut capable de donner de nouvelles inspirations à ses peintres qui atteignent un sommet à cette époque, surtout dans l'illustration des manuscrits de Kalila et Dimna, du Livre des rois et le Golestân de Saadi. Un document unique, conservé aujourd'hui à Istanbul, indique que le chef de la ketâbkhâneh (bibliothèque de la cour) de Baïsonqor, le calligraphe Djafar Ali de Tabriz, est comptable devant le souverain de vingt-deux projets; allant de la miniature de manuscrit à l'architecture. Le document mentionne également les noms des vingt-cinq collaborateurs de la ketâbkhâneh (calligraphes, peintres, enlumineurs, relieurs, etc.) Le nom de Baïsonqor est lié plus d'une vingtaine de manuscrits illustrés et d'un grand nombre de miniatures sur feuillets à part. Dans cette liste impressionnante, il faut mentionner les miniatures les plus remarquables qui sont celles du manuscrit de l'histoire de Kalila et Dimna (1429) et celles du Livre des rois (dit « Livre des rois de Baïsonqor », 1430). Elles sont considérées comme des modèles de la peinture persane classique. La bibliothèque de Baïsonqor à Hérat est parfois appelée « Académie des arts ».
Après la mort de Baïsonqor d'ivrognerie, son atelier royal ne disparaît pas, bien qu'il soit possible que plusieurs artistes soient partis pour le Fars, l'Azerbaïdjan et même l'Inde. C'est de 1436 qu'est daté le Miradjnameh, récit des voyages mystiques de Mahomet qui est produit à Hérat. Il comporte soixante-et-une miniatures et un texte écrit en arabe et en ouïghour. L'atelier d'Hérat produit aussi un Livre des rois en 1450, pour le troisième fils de Shahrokh, Mohammad Djouki, bibliophile et patron des arts. Les miniatures ressemblent par le style à celles des œuvres de 1430 commandées par Baïsonqor.

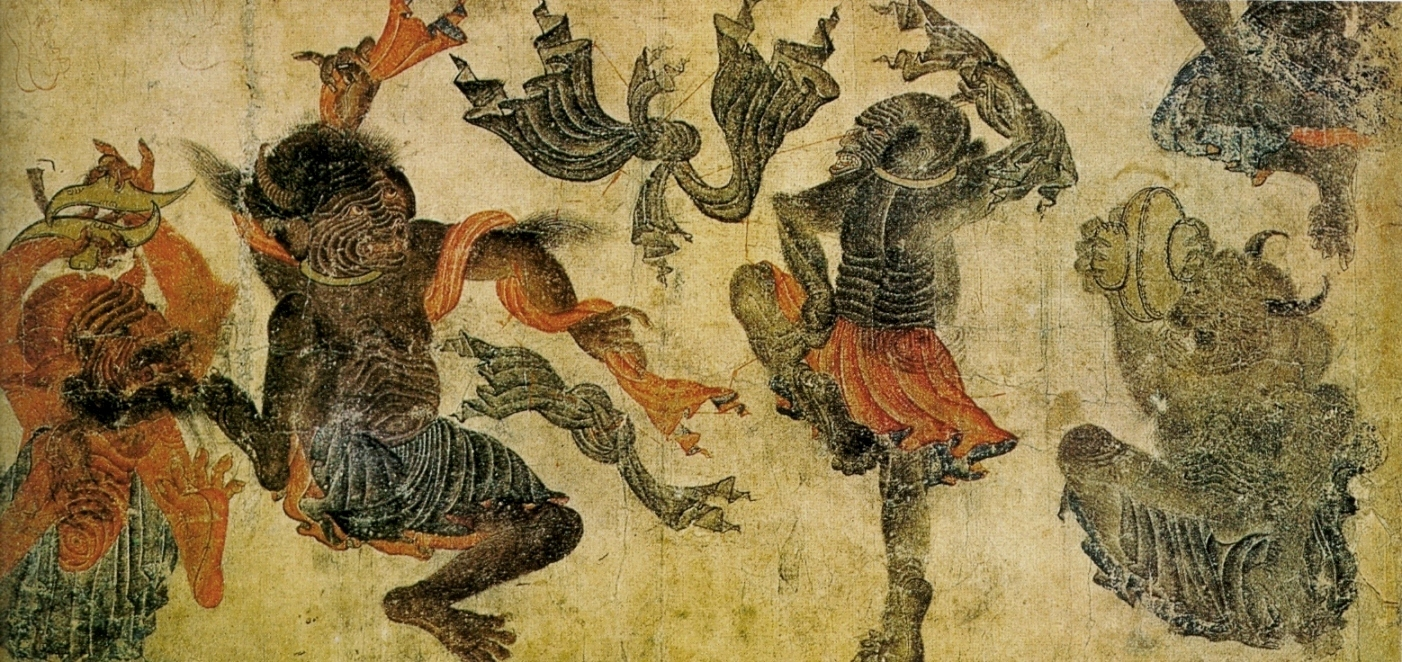
Mohammad Siyah Qalem: La Danse du démon, XVe siècle, Istanbul, palais de Topkapi

Dans la première moitié du XVe siècle, une œuvre se tient à part, celle du peintre Mohammad Siyah Qalem (c'est-à-dire Mohammad au Calame noir), qui représente dans ses dessins des derviches, des chamans, des démons et des sorciers, thématique qui n'entre pas dans le courant traditionnel de la peinture persane. Cet artiste est, par ses sujets et sa manière de peindre, plus proche des traditions d'Asie moyenne et de Chine que des traditions persanes. La plupart de ses dessins sont aujourd'hui conservés à Istanbul au palais de Topkapi. L'influence chinoise sur l'art timouride de la première moitié du siècle est omniprésente, surtout dans les ornementations que l'on retrouve dans la décoration de tous les sujets. Les souverains timourides étaient en relations commerciales étroites avec la Chine et des articles avec des ornementations jusqu'à l'infini arrivaient sans cesse sur le marché. On importait aussi de la peinture sur soie, surtout dans le genre extrêmement populaire des « oiseaux-fleurs », qui était copié par certains peintres persans.

### Le style turkmène et la seconde période timouride

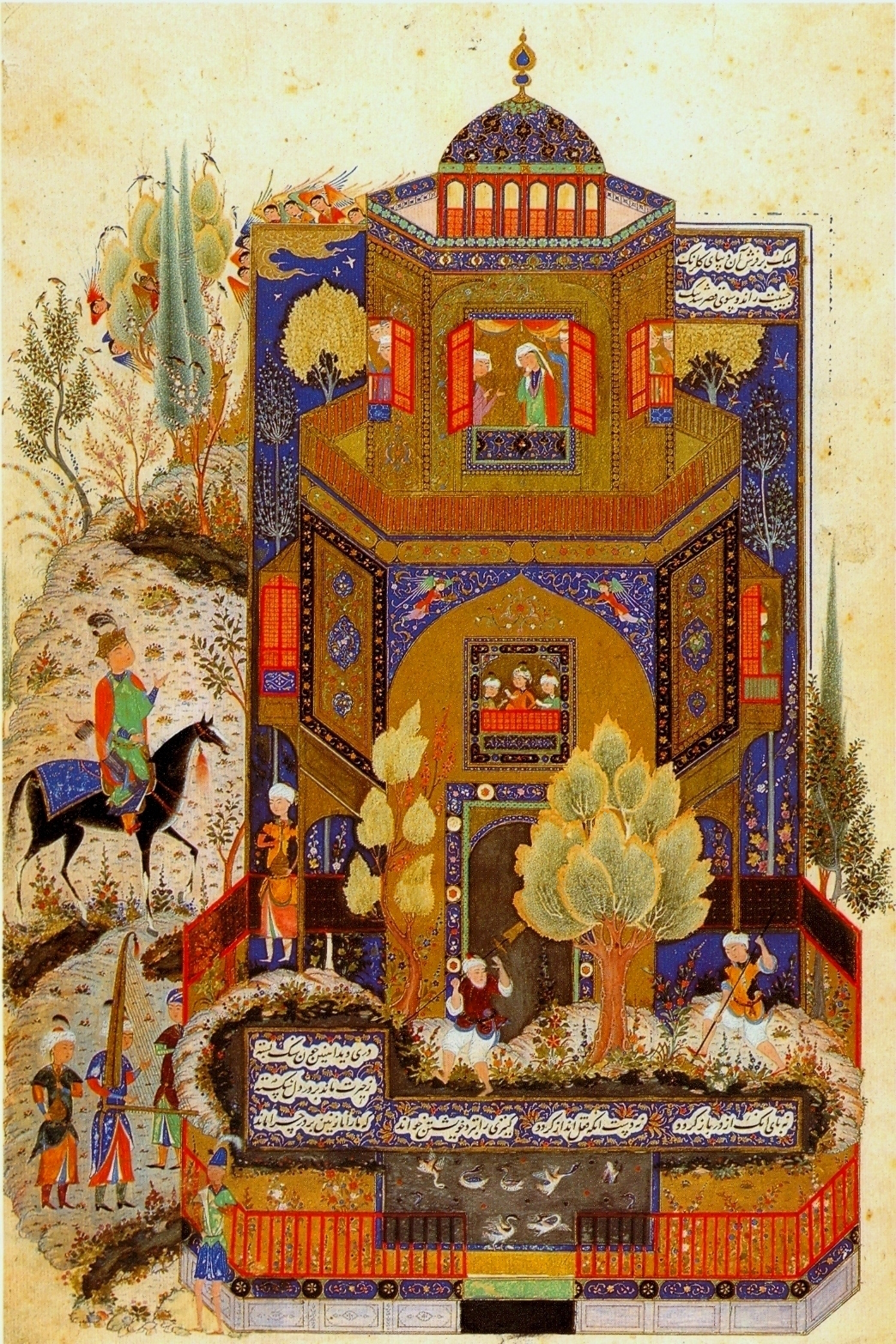
Khosrow au château de Shirine, «Khamseh» de Nizami, Tabriz, fin du XVe siècle (collection Kira, Richmond, Ham)

Après la mort de Shahrokh qui intervient en 1447, les princes timourides entrent en conflit les uns contre les autres. Le fils de Shahrokh, Oulougbek, qui gouvernait de façon totalement indépendante dans les faits la Transoxiane, s'empare de Hérat et déporte ses artistes chez lui à Samarcande; il gouverne seul pendant presque deux ans sur les terres timourides. Ensuite à l'issue d'un complot mené par son fils Abd al-Latif, il est déposé et exécuté en 1449. Deux ans plus tard, c'est au tour d'Abd al-Latif d'être tué, ce qui inaugure une nouvelle étape d'instabilité. Celle-ci est due à la rébellion des tribus turcomanes (ou turkmènes) qui se fédèrent sous la désignation de Moutons noirs et s'emparent de l'Iran occidental et méridional, et même pendant une courte période de Hérat en 1458. Neuf ans plus tard, en 1467, c'est une union de tribus turkmènes rivales, les Moutons blancs, qui prend le pouvoir.

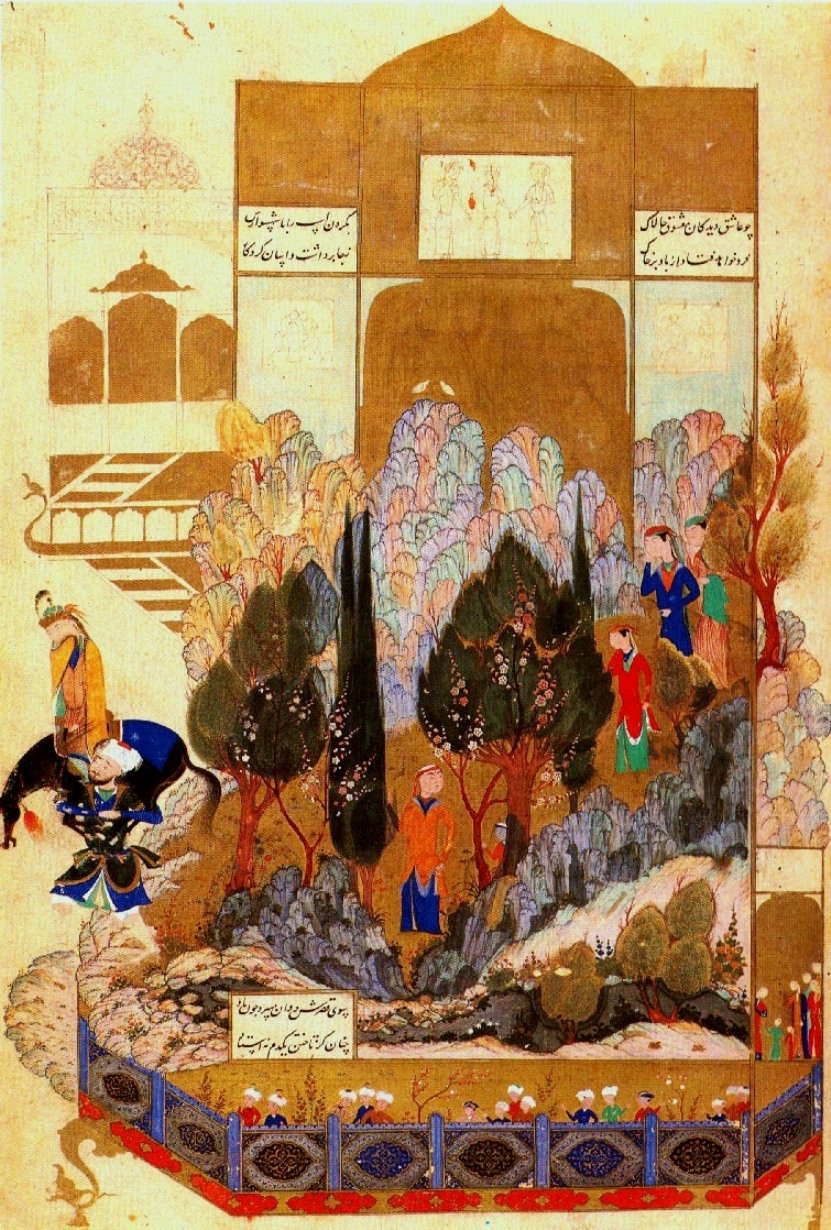
Sheikhi, Farhad porte Shirine sur ses épaules, «Khamseh», Tabriz, années 1480, musée de Topkapi

Pendant ces temps troublés, les artistes passent d'un gouvernement à l'autre. Hérat est considérée à l'époque de Baïsonqor comme la Mecque des artistes, mais elle perd sa place au milieu du siècle, car les artistes préfèrent, aux rêves de revanche militaire dont la ville est saisie, la vie à la cour de Tabriz, de Chiraz ou de Bagdad. De la mort de Shahrokh en 1447 à l'arrivée au trône de Hossein Bayqara en 1470 à Hérat, aucun manuscrit illustré n'est commandé. Cependant dans les territoires pris par les Turkmènes, les artistes travaillent comme autrefois dans les grandes villes. Des années 1450, il ne subsiste jusqu'à nos jours qu'un seul manuscrit, un exemplaire du Khamseh, composé dans le style de Tabriz de l'époque d'Ibrahim Soltan, ainsi que quelques miniatures séparées dans le style hérati de l'époque de Baïsonqor.

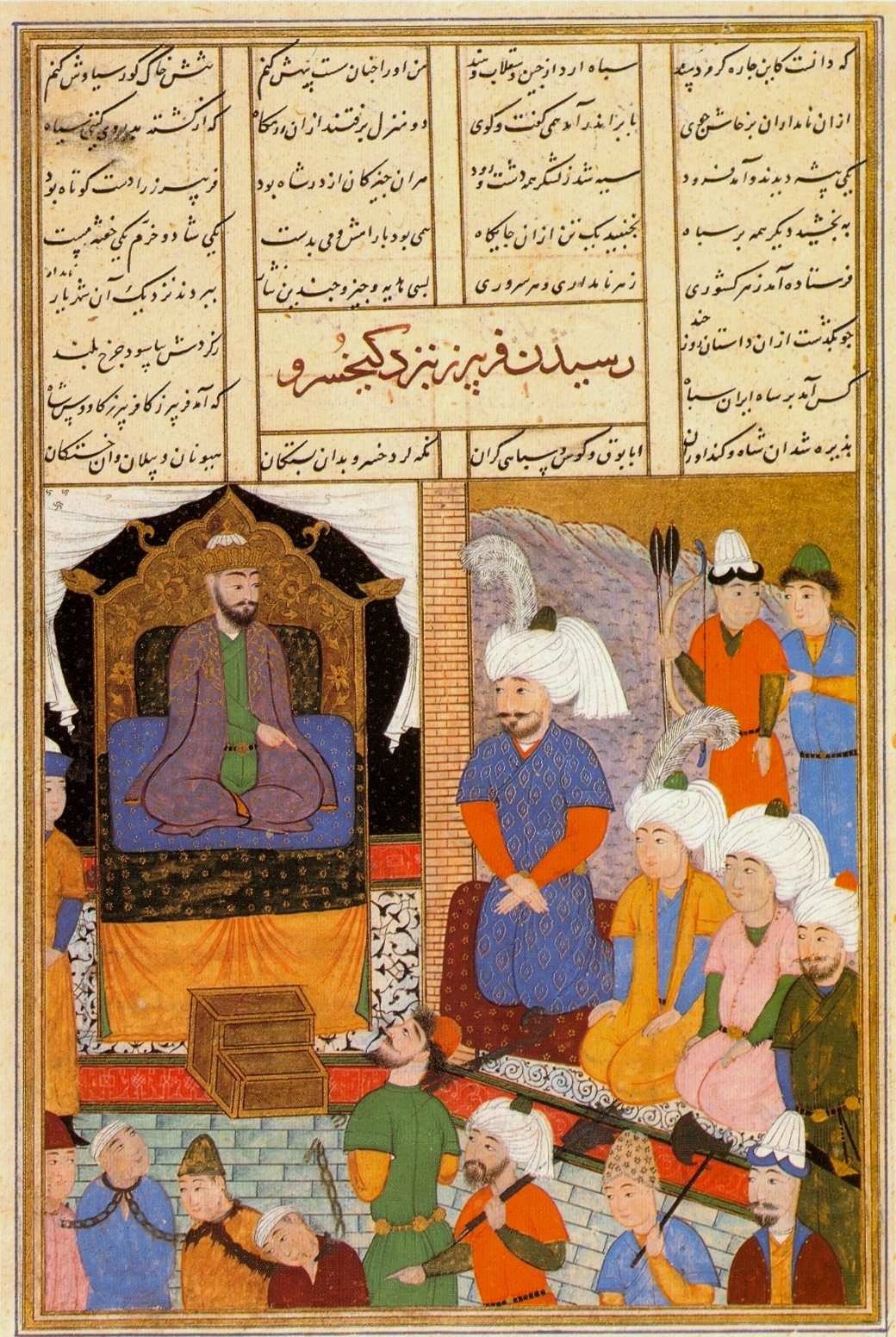
Faribourz se présentant devant Key Khosrow, «Shahnameh à grandes têtes», Guilan, 1494 (British Museum)

Pir Boudak, fils du chef turkmène Jihan Shah (Djahanshah), et nommé par lui gouverneur de Chiraz, se rebelle et contre la volonté de son père s'empare de Bagdad en 1460. Deux manuscrits datent de l'époque de son gouvernement dans cette ville. L'un est un Khamseh réalisé à Bagdad en 1465 dont les miniatures mélangent le style hérati avec des innovations d'artistes de la cour d'Hossein. Cette année 1465 est la même que celle de la rébellion de Pir Boudak contre son père; mais finalement c'est Djahanshah qui prend le dessus. Ses troupes entrent à Bagdad et il fait exécuter son fils. Lui-même meurt deux ans plus tard des mains de son adversaire Ouzoun Hassan et en conséquence les terres des Moutons noirs sont rattachées aux terres des Moutons blancs. Malgré le fait qu'il existe des témoignages écrits sur les murs recouverts de fresques et de peintures des palais d'Ouzoun Hassan à Tabriz, il n'y a plus qu'un seul manuscrit qui nous en soit parvenu. Commandé par son fils Khakil, il est dédié à son père. Il existe d'autres commandes faites par d'autres princes; on peut distinguer parmi elles une anthologie poétique réalisée à Chamakhi (Şamaxı), commandée par le gouverneur de Chirvan, Farroukh Yassar qui s'était soumis au pouvoir des Turkmènes. En outre, il existe une quantité d'œuvres dites de « bazar », dont une partie a survécu aujourd'hui. La qualité de leurs miniatures est certes moindre, que celles réalisées pour la cour. Parmi les manuscrits les plus remarquables de la fin du XVe siècle en style turkmène, l'on peut mentionner un exemplaire du Livre des rois de 1494 pour Ali Mirza, sultan de la province du Guilan, qui contient trois cent-cinquante miniatures. Dans nombre de ces miniatures, les personnages sont représentés avec une tête exagérément grande, et c'est pourquoi le manuscrit a reçu le nom de Livre des rois à grandes têtes. Une version du Khamseh est commandée pour le prince timouride Babour Baïsonqor, mais elle est saisie par les Turkmènes en guise de trophée et ce sont des artistes turkmènes qui l'achèvent, dans un style proche de l'anthologie poétique réalisée à Chamakhi.

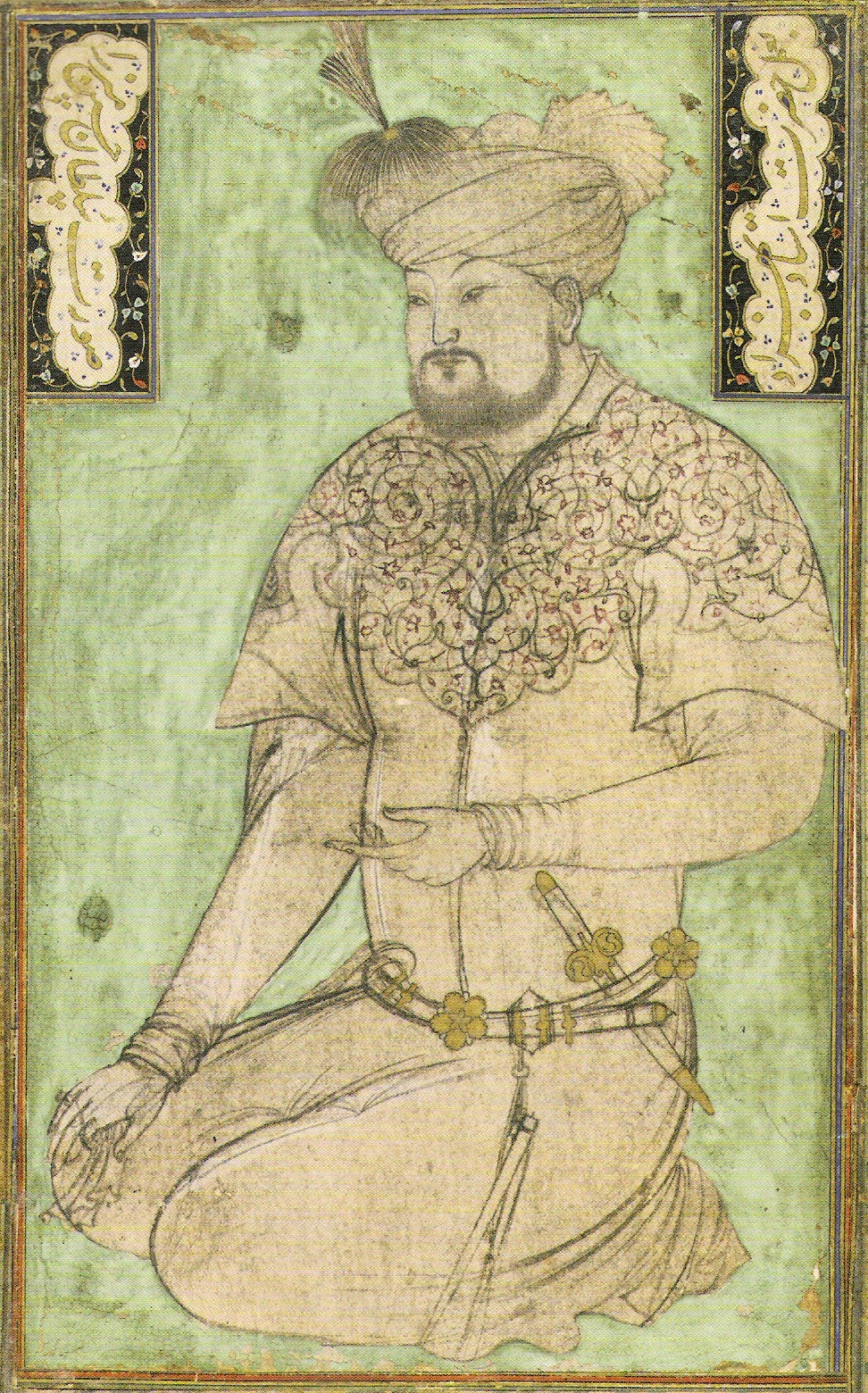
Behzâd, Portrait d'Hossein Bayqara, années 1490 (Stockholm, Galerie nationale

C'est à cette époque de la capitale timouride de Hérat que s'épanouit de nouveau l'art de la miniature persane. Elle coïncide avec l'arrivée au pouvoir d'Hossein Bayqara en 1470 qui reste sur le trône pendant trente-six ans. Certes son règne n'est pas sans conflits et rébellions – les Turkmènes sont sans cesse menacés à l'ouest avec des révoltes de princes timourides rivaux, et à l'est l'orage gronde avec les Ouzbeks. Hossein est un souverain sage qui sait se mesurer à la difficulté pour la vaincre. Il réunit à sa cour de Hérat de brillants poètes, artistes et savants. Le grand poète Navoï – qui est l'homme le plus cultivé de son temps – lui sert de vizir et Djami travaille aussi à la cour avec toute une pléiade d'artistes, dont Behzad au premier plan. Le cérémonial de la cour est observé avec rigueur. Les invités et courtisans du souverain ne doivent pas seulement se placer selon leur rang, mais ils doivent aussi connaître, en plus de l'étiquette, les règles de l'art, débattre dans ses infimes détails de la poésie, de la musique et de l'art pictural. Les compositions rigoureuses et ordonnées des miniatures de l'école de Hérat de cette époque reflètent un tant soit peu cet esprit de cour.

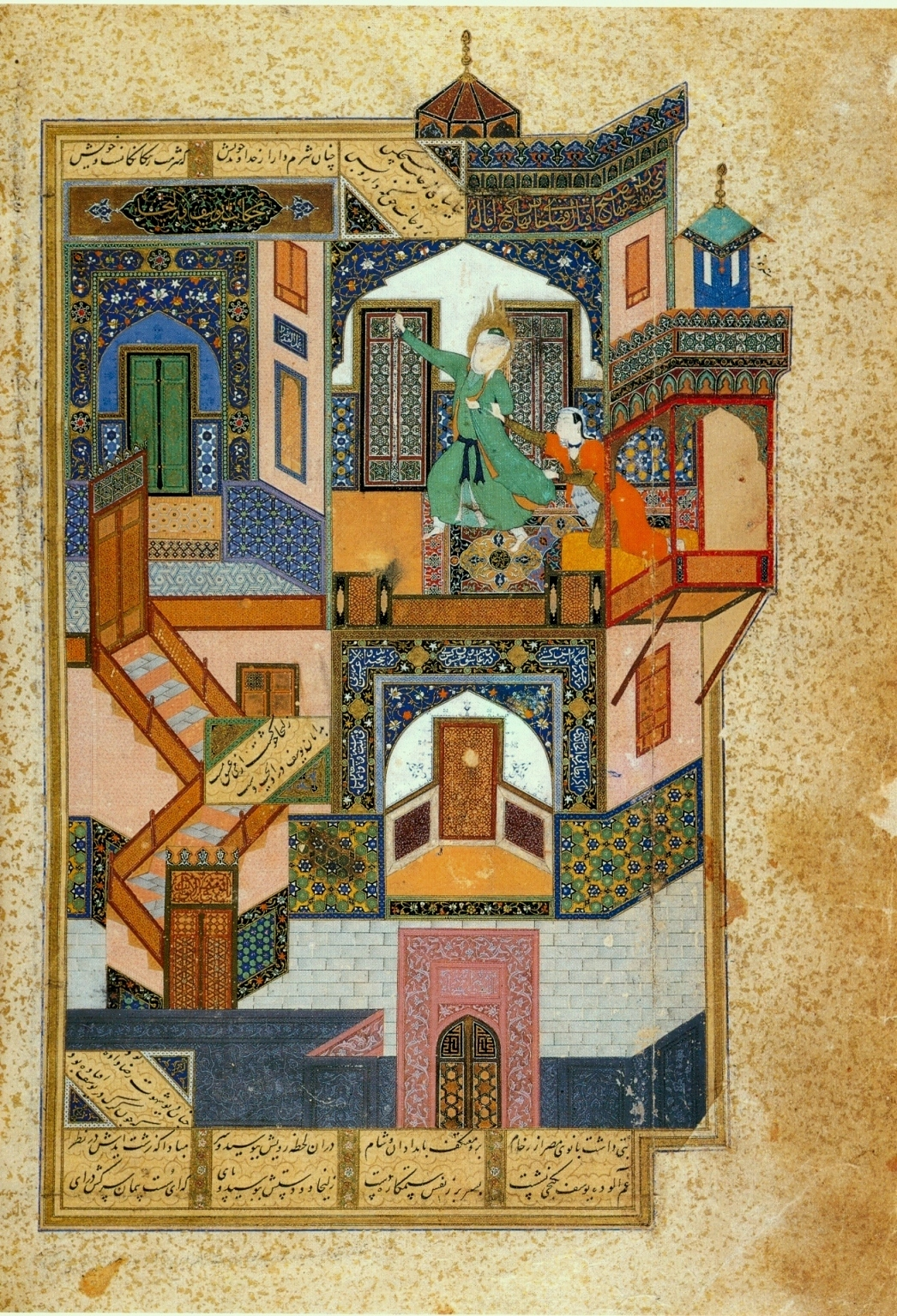
Behzad, La Tentation de Youssouf, Boustan de Saadi, 1488 (Bibliothèque nationale du Caire)

Le manuscrit le plus ancien qui soit rattaché au nom du sultan Hossein Bayqara, c'est le Zafarnameh écrit par Chir Ali en 1467-1468, avant que le sultan Hossein ne monte sur le trône. Ce livre manuscrit est consacré à la glorification des expéditions guerrières de Tamerlan et doit servir à affermir les droits d'Hossein, son successeur qui doit continuer son œuvre. Le manuscrit est composé dans les années 1480. Les experts considèrent que les miniatures sont du pinceau de Kamaleddin Behzad, artiste fameux qui est arrivé à la ketâbkhâneh du sultan grâce à la protection de Navoï. Ainsi la miniature de La Construction d'une mosquée à Samarcande reflète typiquement l'intérêt de Behzad envers les situations quotidiennes et la description de diverses activités banales, ainsi que sa manière de figurer les poses et les personnages avec une pointe d'humour. Quelques miniatures semblent avoir été réalisées par un autre. La plupart de ces œuvres datent des années 1480-1490.
C'est de 1488 qu'est datée une autre œuvre de l'atelier d'Hossein, un exemplaire du Boustan de Saadi. Le style de Behzad s'y exprime à son mieux, avec des notes colorées et modulées donnant toute une gamme d'impressions de grandeur et de merveille. Les personnages ont des gestes et des attitudes pris sur le vif, mais beaucoup d'entre eux sont en fait des portraits d'après modèle. Quatre miniatures sont signées de Behzâd. La plus belle est certainement la miniature intitulée La Tentation de Youssouf (c'est-à-dire Joseph) dont l'Ancien Testament fait le récit. Celle qui essaye de le séduire, c'est Zouleyka, la femme de Potiphar. L'histoire biblique est réinterprétée par le poète Djami qui compose sa poésie mystique Youssouf et Zouleyka. Il y raconte comment Zouleyka a fait construire un palais avec sept salles luxueuses dont les murs sont recouverts de scènes érotiques représentant Youssouf et Zouleyka. Youssouf parvient à s'échapper de la séductrice à travers les sept salles; mais finalement Djami les marie et la fin du récit est tragique.
Il faut distinguer ensuite des manuscrits issus de la cour d'Hossein, une version du Khamseh qui est commandée par le prince timouride Aboul Qassim Babour (il gouverne de 1449 à 1457) et qui est restée inachevée à la mort du prince. Deux artistes la complètent dans les années 1480: il s'agit de Sheikhi et de Mohammad Darvish dont les merveilleuses compositions sont dans un style légèrement différent de celui de Behzâd, notamment par la représentation d'une végétation luxuriante et fantastique servant d'ornementation. En plus de ces commandes princières, il circule à l'époque à Hérat une quantité d'œuvres plus « commerciales » dont une partie subsiste de nos jours, comme le Khavarnameh (version populaire du Shahnameh), conservé à la Chester Beatty Library de Dublin.

## Sous les khans ouzbeks et l'école de Boukhara

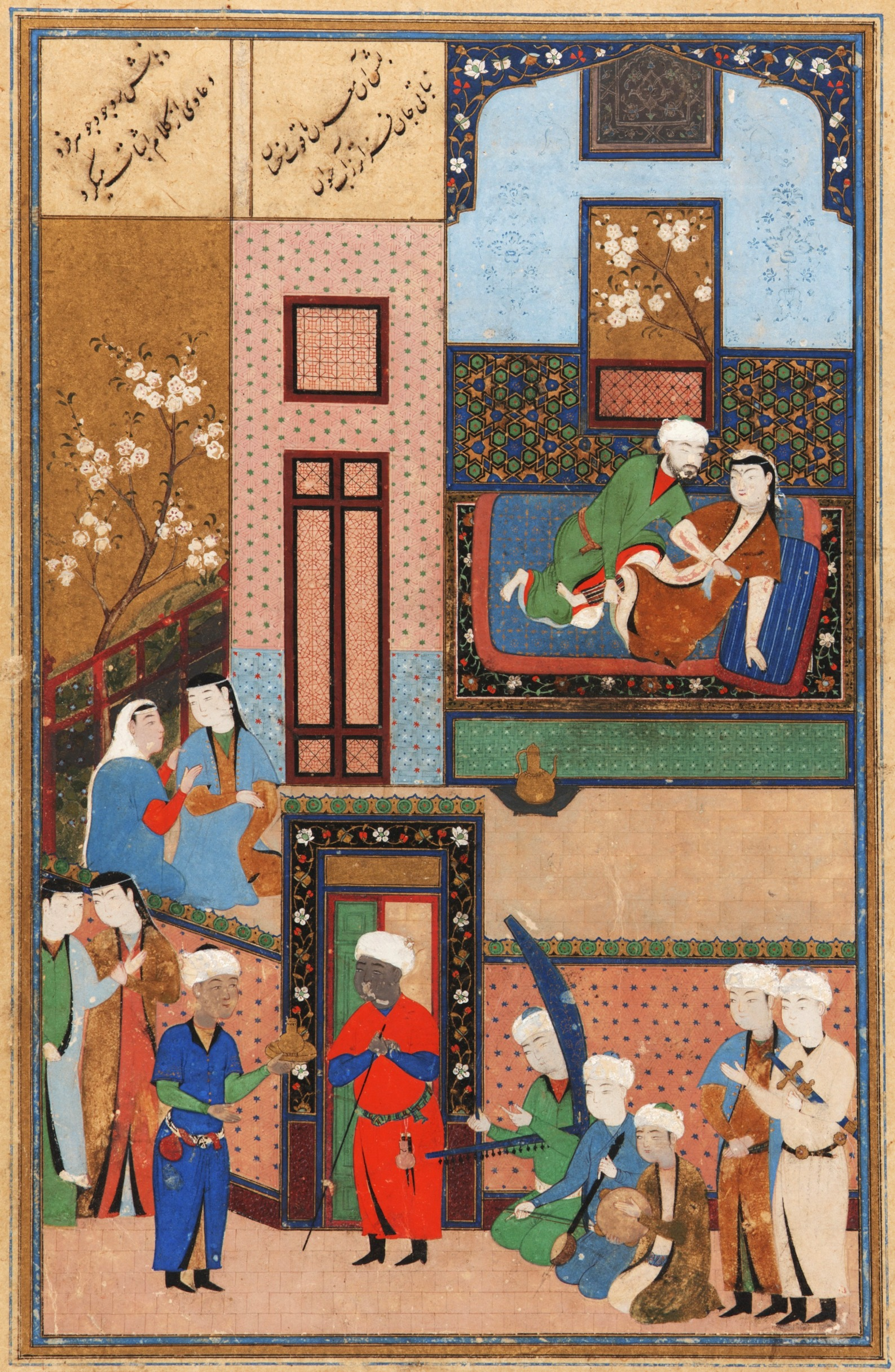
Mariage de Mihr et de la princesse Nahid, miniature de Behzâd extraite de Mihr et Moushtari, poème de Mohammad Assar Tabrizi, Boukhara, 1523 (Freer Gallery of Art de Washington)

Les Ouzbeks des steppes (originaires du nord du Syr-Daria) avec à leur tête Mohammad Chaybani bataillent en Transoxiane en 1499 et s'emparent de Hérat en 1507. Ils font de Samarcande leur capitale. Le khan Sheybani ne se repose pas longtemps sur ses lauriers : en 1510, le souverain iranien Ismaïl Ier le menace avec une petite armée en partant de Merv, puis il le défait. Du crâne de Sheybani Khan, Ismaïl en fait une coupe plaquée d'or et sertie de pierres précieuses pour boire du vin et se pavaner en vainqueur dans les festins. Malgré ces descriptions peu flatteuses, le khan mongol a toutefois pu entretenir à la cour de Samarcande une ketâbkhâneh (bibliothèque) importante et y faire venir des artistes de Hérat. Il trouve le temps de poser en costume timouride devant Behzâd. Il fait aussi construire à Samarcande une médersa avec sa propre bibliothèque et s'intéresse aux discussions littéraires des érudits de Hérat. Sheybani Khan a passé sa jeunesse à Boukhara. En plus de sa langue turque natale, il parlait le persan et l'arabe, s'adonnait à la calligraphie et composait des vers. Un manuscrit intitulé Fathnameh (c'est-à-dire la Chronique des victoires) composé par l'historiographe de la cour, Mollah Mohammad Shadi (vers 1502-1507) décrit les premières années de son règne. Les miniatures sont d'un style grossier et quelque peu provincial, cependant il existait une longue tradition littéraire à Boukhara et à Samarcande bien avant la dynastie des Chaybanides.
En 1393, Tamerlan déporte dans sa capitale de Samarcande une partie des copistes et artistes de la ketâbkhâneh de Bagdad qui appartenait à Ahmad Djalaïr. Parmi eux, se trouve le fameux Abd al-Hay à qui est conféré le titre de ketâbdâr, c'est-à-dire de chef de la bibliothèque royale de Samarcande. Il ne reste plus rien des manuscrits de cette période. Les copies existantes des miniatures d'Abd al-Hay qui ont été peintes par son élève Mohammed al-Hayam ne rendent pas l'effet de ses œuvres de Bagdad.
Pendant le règne du prospère Ouloughbek (1409-1449), qu'on appelait le « docte sur le trône », plusieurs manuscrits importants ont été commandés, parmi lesquels un traité astronomique d'Al-Soufi (vers 1437) avec des représentations symboliques des constellations. Malgré le fait qu'Ouloughbek s'était emparé d'Hérat en 1447 et en avait déporté un grand nombre d'érudits et d'artistes, cela a eu peu d'importance sur la qualité des miniatures d'Asie centrale. La seconde moitié du XVe siècle ne fut pas favorable à l'épanouissement de l'enluminure dans cette région d'Asie. Le diktat idéologique du sheikh Khodj Ahrar, qui faisait des artistes de la cour de serviles marionnettes sous prétexte d'orthodoxie religieuse, inaugura une période sombre pour l'art et la vie intellectuelle en général. Beaucoup de savants et d'artistes s'en retournèrent à Hérat. Le retour à la floraison artistique et intellectuelle intervint après qu'en 1507 le khan fit venir une partie des savants et peintres de Hérat à Samarcande. Lorsque la capitale fut transférée à Boukhara dans les années 1520, le patronage des arts se poursuivit. Le style de la ketâbkhâneh de Boukhara est proche de celui de la bibliothèque de Hérat, ce qui prouve les liens entre elles. Behzad compose un Boustan (de l'œuvre de Saadi) en 1522-1523 et d'après l'œuvre d'Assar Tabrizi, un Mihr et Moushtari en 1523. De 1512 à 1536, le nouveau khan réunit à Boukhara les meilleurs artistes et calligraphes de son temps et en particulier ceux de Hérat, prise en 1529, comme le calligraphe Mir Ali ou le peintre Sheikhzadeh, l'un des meilleurs élèves de Behzâd. On peut ainsi distinguer leur travail commun dans le manuscrit Haft manzar (« Les Sept pavillons ») du poète Hatifi. On y trouve quatre miniatures de pleine plage; celle intitulée Bahram Gour et la princesse dans le pavillon noir (1538) représente un décor intérieur finement ornementé, où les personnages - au visage rond et aux sourcils épais - sont disposés presque symétriquement dans des tons pâles.

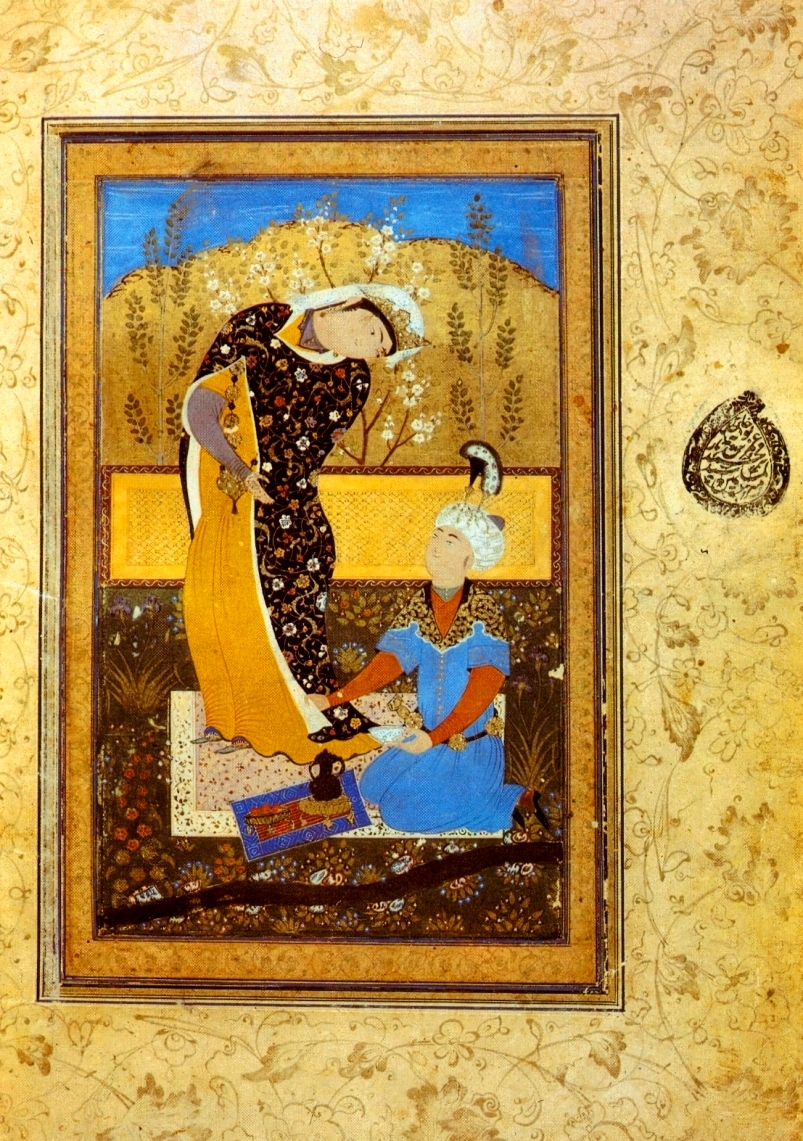
Abdoullah, Les Amoureux, manuscrit (1575-1576) d'après l'œuvre de Saadi (1210,1291), Saint-Pétersbourg, Bibliothèque nationale russe

Ce nouveau style boukhariote s'est prolongé jusqu'en 1575 environ. Mahmoud Mouzahhib participe au Présent à un seigneur de Djami (1547-1548) dédié au sultan Abdoulaziz. De plus, il exécute le portrait de Navoï. Ce sultan poursuit le patronage des arts, mais après sa mort en 1550, la production de manuscrits s'éteint petit à petit.
Les manuscrits commandés par Abdullah Khan (1557-1598), comme un exemplaire du Livre des rois de 1564, possèdent une palette limitée et présentent des personnages dans un style déjà démodé avec des paysages plutôt pauvres. Certains artistes partent pour le Deccan et Golkonda, où ils trouvent du travail à la cour du sultan. L'influence de l'école de Boukhara en Inde est perceptible. C'est ainsi que travaillent à la cour de l'empereur Jahângîr, grand admirateur de la miniature persane, deux artistes originaires d'Asie centrale : Mohammad Mourad de Samarcande et Mohammed Nadir, ce dernier gagnant la réputation de portraitiste distingué. La tradition de la miniature d'Asie centrale se poursuit jusqu'au XVIIe siècle. Certaines œuvres innovent d'un point de vue littéraire, comme le Zafarnameh (1628-1629) de Sharaf ad-Din Ali Yazdi, né à Hérat, mais ses illustrations répètent d'anciens modèles. Un exemplaire du Boustan de Saadi est conservé à la Chester Beatty Library de Dublin, daté de 1616. Trois artistes ont pris part aux illustrations: Mohammed Shérif, Mohammad Dervish et Mohammad Mourad. Une variante de ce recueil, datée de 1649, est conservée également dans ce même lieu.

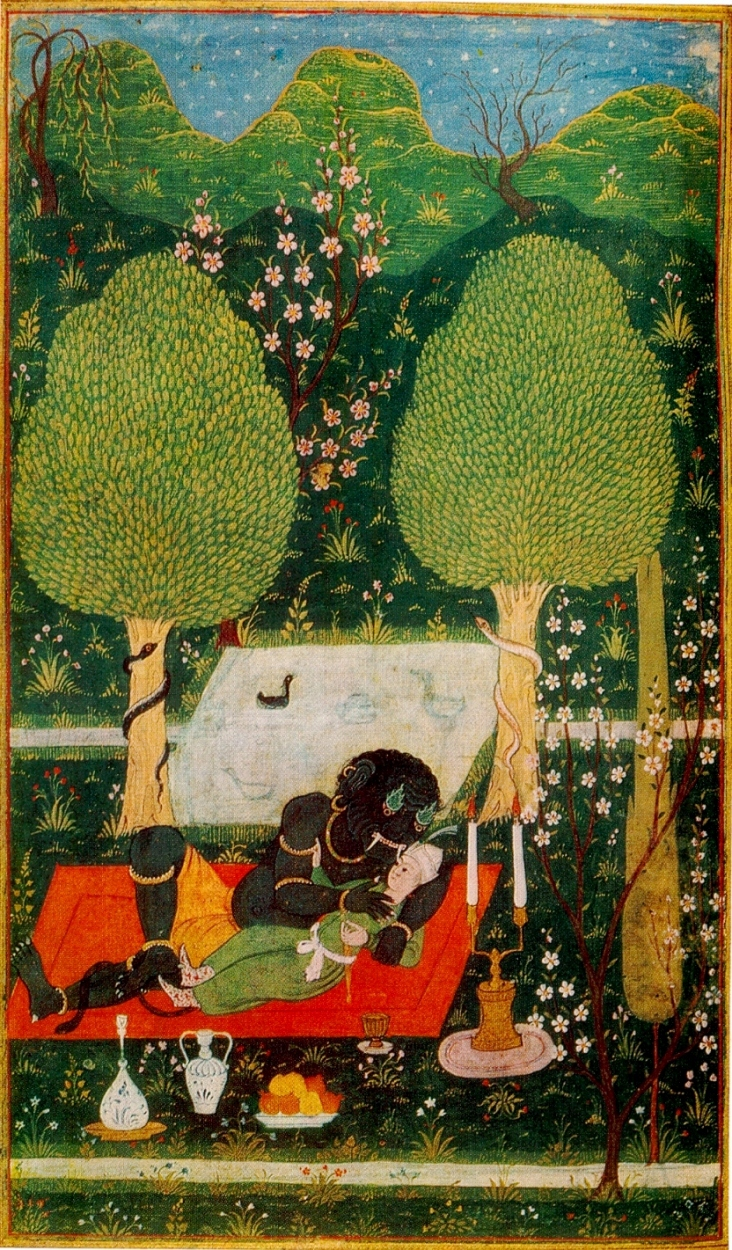
Mahan dans le jardin enchanté, miniature du Khamseh de Nizami, conservée à Saint-Pétersbourg à la Bibliothèque nationale russe (Boukhara, 1648)

L'Asie centrale est envahie par les Moghols en 1646-1647, ce qui privilégie les relations avec l'Inde et amène les artistes de Samarcande et de Boukhara à s'inspirer de modèles moghols, comme on le remarque dans l'exemplaire du Khamseh (1648) conservé à la Bibliothèque nationale russe de Saint-Pétersbourg.
Au XVIIIe siècle, les miniatures de l'école de Boukhara tombent au rang de simples productions commerciales. Des miniatures s'en inspirant sont produites en abondance dans les ateliers du Cachemire tout au long du XVIIIe siècle et du XIXe siècle.

## Sous les Séfévides
Le nouvel essor de la culture persane coïncide avec l'arrivée au pouvoir de la dynastie des Séfévides (1501-1736) qui consolident le royaume. Son fondateur, le chah Ismail Ier, descend de Safi al-Din Ardabili (1252-1334), lui-même fondateur d'une confrérie soufie, la confrérie Safavieh, qui petit à petit s'inspire du chiisme, jusqu'à l'adopter, ainsi que le font la plupart des sujets de Perse. Ismail mène des expéditions victorieuses : de 1501 à 1508, il combat les Turcomans réunis sous la bannière des Moutons blancs et détruit totalement leurs places fortes. Il bataille aussi en Perse occidentale et dans une partie de l'Anatolie orientale. Il défait le khan chaybanide qu'il déteste, mais ensuite il commet une erreur en soutenant en 1512 la rébellion des Têtes rouges (soufis majoritairement turkmènes) contre le sultan turc Bajazet. Le fils et héritier de ce dernier, le prince Sélim, soulève des troupes et des janissaires contre son père qu'il contraint à l'abdication et se retourne contre les Perses. Avec une armée aguerrie et bien équipée de deux cent mille hommes, il s'engage jusqu'en Azerbaïdjan occidental. En août 1514, il écrase l'armée persane à la bataille de Tchaldiran près de Tabriz. La technique (armes à feu) et la discipline des Turcs étaient supérieures à celles des Perses. Les Turcs pillent Tabriz et envoient à Constantinople conquise depuis un demi-siècle un grand nombre d'artistes de Tabriz, ainsi que des architectes et des savants dans une capitale dont il fallait toujours relever les ruines.

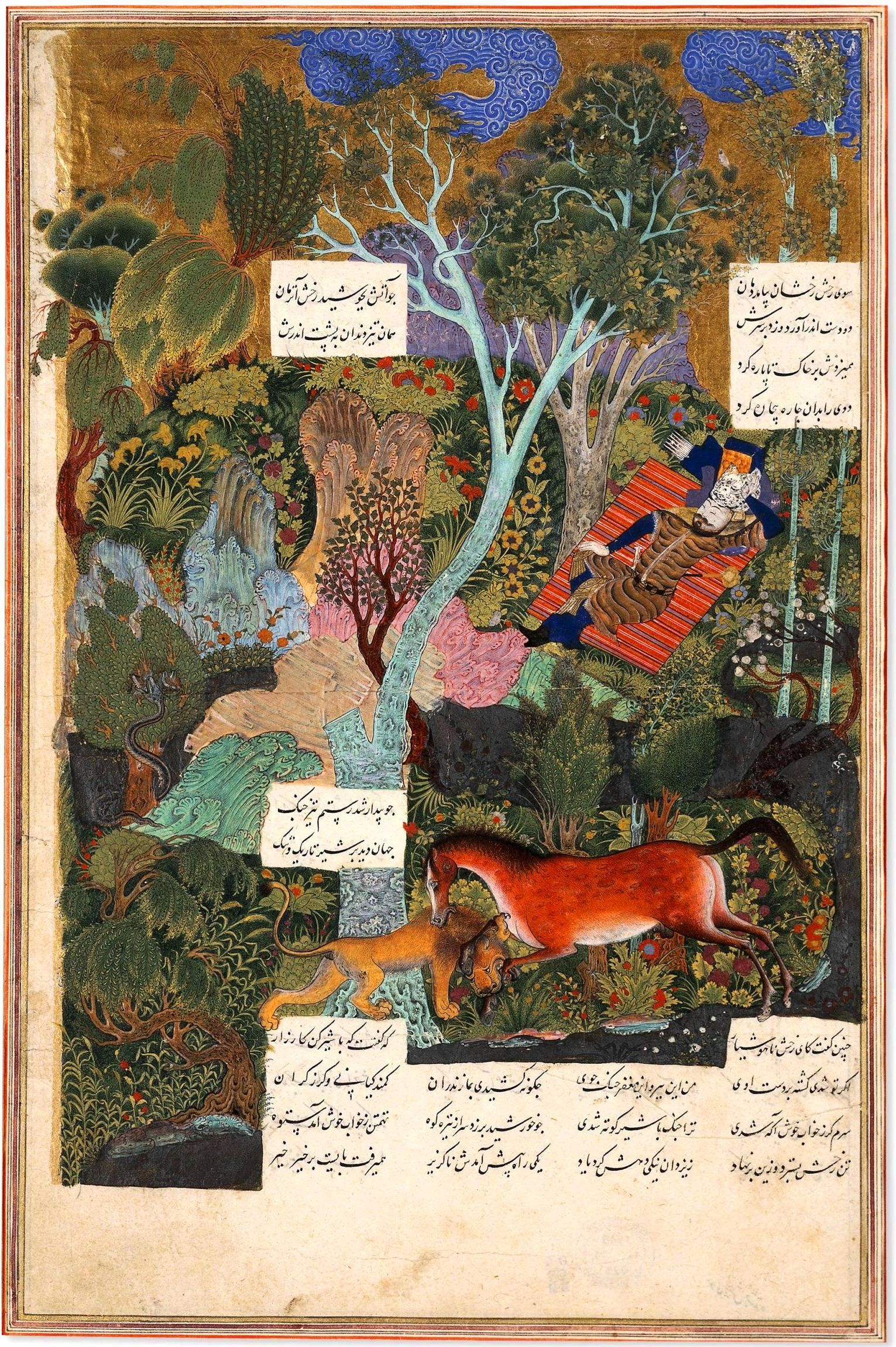
Roustam endormi (Shahnameh, par Soltan Mohammad), British Museum, 1515-1522

Dès lors Ismail ne participe plus directement à la guerre, mais continue à soutenir indirectement les Têtes rouges. Son nom est lié au renouveau de l'art persan et à une prospérité retrouvée. Le style en vogue est dénommé « style turkmène » avec des paysages aux décors fantastiques et un grand luxe de détails. L'un des principaux représentants de ce courant est Soltan Mohammad (en). Trois manuscrits de l'époque illustrent ce nouveau style raffiné : un exemplaire du Khamseh de Nizami commencé sous les Timourides et tombé dans les mains d'un émir d'Ismail qui fait ajouter quelques illustrations en 1504 et 1505; ensuite L'Histoire de Djalal et Djamal de Mohammad Assafi qui, après que la calligraphie du texte eut été achevée à Hérat en 1502-1503, est illustré de trente-cinq miniatures. Composées de 1503 à 1505, elles ne le sont pas du tout dans le style de Behzad, mais dans ce nouveau style foisonnant. Enfin le troisième manuscrit est un exemplaire du Livre des rois (« Shahnameh ») commandé par Ismail et dont seulement quatre miniatures sont connues. Malheureusement trois d'entre elles ont disparu; la quatrième (Roustam endormi) se trouve au British Museum de Londres. Elle est signée de Soltan Mohammad.
C'est véritablement sous le règne du successeur d'Ismail, Tahmasp Ier, que s'épanouissent de nouveau tous les arts persans, et en premier lieu la miniature. Le chah est soucieux de donner un certain prestige à son règne et il est lui-même féru d'art. Il fait de la calligraphie et du dessin. Il a passé sa première enfance à Hérat, mais avec la mort soudaine de son père a dû s'installer à la cour de Tabriz en tant que nouveau chah, alors qu'il avait à peine dépassé l'âge de dix ans. Beaucoup d'artistes, de poètes, de copistes et de savants quittent Hérat et suivent la cour à Tabriz. C'est ainsi que le style hérati de Behzad et de son école - qui s'attache à l'harmonie de la composition - se mélange, mais de façon heureuse, avec le « style turkmène » de l'école de Tabriz, enclin à l'ornementation et au raffinement des détails. Tahmasp fait preuve d'une grande prodigalité. Il entretient une immense ketâbkhâneh (bibliothèque) et réunit sous son patronage une pléiade de grands maîtres, tels que Soltan Mohammad, Agha Mirek, Mir Saïd Ali, Abd al-Samad, Moïn Mosavver, Mirza Ali, et tant d'autres. Les premières années du règne de Tahmasp donnent à Behzad la première place dans la direction des affaires artistiques du royaume, Un projet grandiose est mené avec la commande par le roi d'une nouvelle copie du Livre des rois (1525-1535). Le recueil comprend 746 folios de grand format, 258 miniatures de pleine page, et un grand nombre d'illustrations. Tous les meilleurs artistes et spécialistes de la ketâbkhâneh royale y travaillent. Une telle œuvre par son luxe ne peut être comparée qu'aux copies du Livre des rois du temps de l'ilkhanat et les contemporains n'ont jamais rien vu de semblable. Les miniatures sont de différents styles. Certaines sont du pur style de l'école de Tabriz, d'autres de celui de Hérat et d'autres composées de manières plus ou moins mélangées. L'entreprise suivante est la commande d'un Khamseh qui est resté inachevé (certaines places vides laissées dans le texte pour les illustrations ne sont remplies qu'en 1675 par Mohammad Zaman). On y trouve quatorze grandes miniatures qui de façon fort raffinée marquent un tournant dans l'histoire du Livre des rois et des manuscrits de cette époque. Soltan Mohammad et d'autres peintres participent à cette entreprise. En plus de ces grands manuscrits de commande, les artistes, calligraphes, etc. possédaient aussi toute une clientèle de personnages puissants, de courtisans et de seigneurs qui leur commandait des miniatures sur des feuillets à part. Beaucoup d'entre elles étaient des portraits, souvent des princes idéalisés avec leurs domestiques ou bien de hauts personnages.
Au milieu des années 1540, Tahmasp perd peu à peu le goût de la peinture et de la calligraphie C'est aussi à cette époque que le malheureux empereur Humâyûn trouve asile à la cour de Tabriz, mais il est émerveillé par les artistes locaux. Lorsqu'il s'installe à Kaboul en 1544, il invite Moïn Mosavver, Mir Saïd Ali et Abd al-Samad. C'est le début de la grande peinture moghole. Tahmasp, quant à lui, avait rompu avec l'art pictural. Il avait dû batailler contre des chefs ouzbeks de 1524 à 1537. Les Ottomans lui avaient enlevé Bagdad et la Mésopotamie en 1535 et il avait dû pratiquer la tactique de la terre brûlée pour repousser les Ottomans. Ils n'avaient donc plus de fourrage et leurs invasions cessèrent. En 1544, le chah repousse encore une attaque ottomane et quand en 1555 il réussit à signer le traité de paix d'Amas, sa reconnaissance envers Allah ne connaît plus de limite. En conséquence, il fait publier dans tout le royaume un « édit de sincère reconnaissance » qui met hors la loi les arts mondains. C'est un coup d'arrêt à la production artistique. Les peintres qui ne peuvent émigrer en Inde se réfugient à la cour du neveu du chah, Sultan Ibrahim Mirza, qui se tient à Machhad, où il est gouverneur jusqu'en 1564. Beaucoup d'entre eux travaillent à un manuscrit des Sept trônes  (Haft aourang) de Djami. Lorsque Ibrahim Mirza est déchu de son gouvernorat de Mechhed pour se retrouver à la tête de la petite province de Sabzavar, il continue de patronner les arts.
Dans les années 1550, Tahmasp déménage sa capitale loin des attaques ottomanes, à Qazvin. Il se détourne de ses mesures précédentes et y ouvre une bibliothèque royale. Ses murs sont recouverts de fresques en 1573 qui représentent des scènes du Hеrchaspnameh d'Assadi dans le style des miniatures de la cour de Mechhed. Une école de peinture fleurit alors à Chiraz. Tahmasp meurt en 1576, ce qui inaugure une période d'instabilité. Son fils puîné Ismaïl II lui succède, après avoir passé vingt ans en prison pour avoir comploté contre son père. C'est un être cruel et jaloux qui fait assassiner ses cinq frères cadets après leur avoir crevé les yeux et qui s'adonne à l'opium. Il meurt empoisonné par ses officiers. Son frère aîné Mohammad Khodabandeh (1577-1588), à moitié aveugle, lui succède, mais il passe son temps dans son harem plutôt que de s'occuper des affaires du gouvernement. Il laisse sa première épouse gouverner à la cour avant que des émirs ne décident de la tuer par étouffement. Dans le pays, ce ne sont que rivalités et luttes tribales attisées par les ennemis extérieurs. Finalement, Mohammad abdique en faveur de son fils Abbas. Malgré son caractère extrêmement ténébreux, Abbas patronne la bibliothèque royale. Un Livre des rois inachevé de 1576-1577 subsiste de cette époque. Il est aujourd'hui dispersé en plusieurs feuillets. La qualité des miniatures est moindre que celles des manuscrits du temps de Tahmasp Ier. Les compositions sont plus simples et les tonalités pastel. Plusieurs peintres des époques précédentes participent à l'enluminure du manuscrit, dont Ali Asgar (père du fameux Reza Abbassi qui connaîtra la célébrité plus tard). La mort d'Ismaïl II en 1577 porte un coup funeste à la production de manuscrits royaux. Son successeur Mohammad Khoudabandeh est à moitié aveugle et donc parfaitement indifférent à l'art de la miniature. La plupart des peintres de la bibliothèque royale de Qazvin se dispersent ailleurs, soit en Inde, soit dans l'Empire ottoman; d'autres comme Habibollah, Mohammadi, Ali Asgar, cheikh Mohammad ou Sadiq Bek s'installent à Mechhed et à Hérat. Ils peignent surtout pour des raisons commerciales sur des feuillets à part, puisqu'il n'y a plus de grandes commandes royales. C'est ainsi qu'apparaissent de nouveaux thèmes, comme des pastorales, des parties de campagne montrant des princes et de hauts personnages, ou bien encore des scènes de musique en plein air, magistralement composées par Mohammadi par exemple. Sheikh Mohammad et Sadiq Bek innovent aussi dans le dessin. Toutes ces nouveautés permettent la création en dehors des grandes commandes étatiques d'un marché de l'art en Perse de plus en plus florissant.
Le règne d'Abbas Ier le Grand (1587-1629) sauve le pays de l'effondrement total. Ce chah est jeune, énergique, d'une ténacité étonnante et d'un grand esprit de méthode. Il écarte ainsi tout ce qui peut affaiblir son pouvoir ou empêcher l'épanouissement national. Ses quarante années de règne sont considérées comme un « âge d'or » de l'histoire iranienne. Il n'a certes pas été chanceux au début dans les affaires extérieures, mais il a tout de suite mis de l'ordre dans les affaires intérieures et a permis ainsi à l'économie de prospérer. C'est seulement après avoir cumulé toutes les forces du pays au début du XVIIe siècle qu'il peut récupérer par l'épée les terres que son père avait perdues au profit des Ottomans. Il fait d'Ispahan sa capitale, « la moitié du monde », qu'il orne d'une place royale monumentale, de nouvelles mosquées et de palais magnifiques.

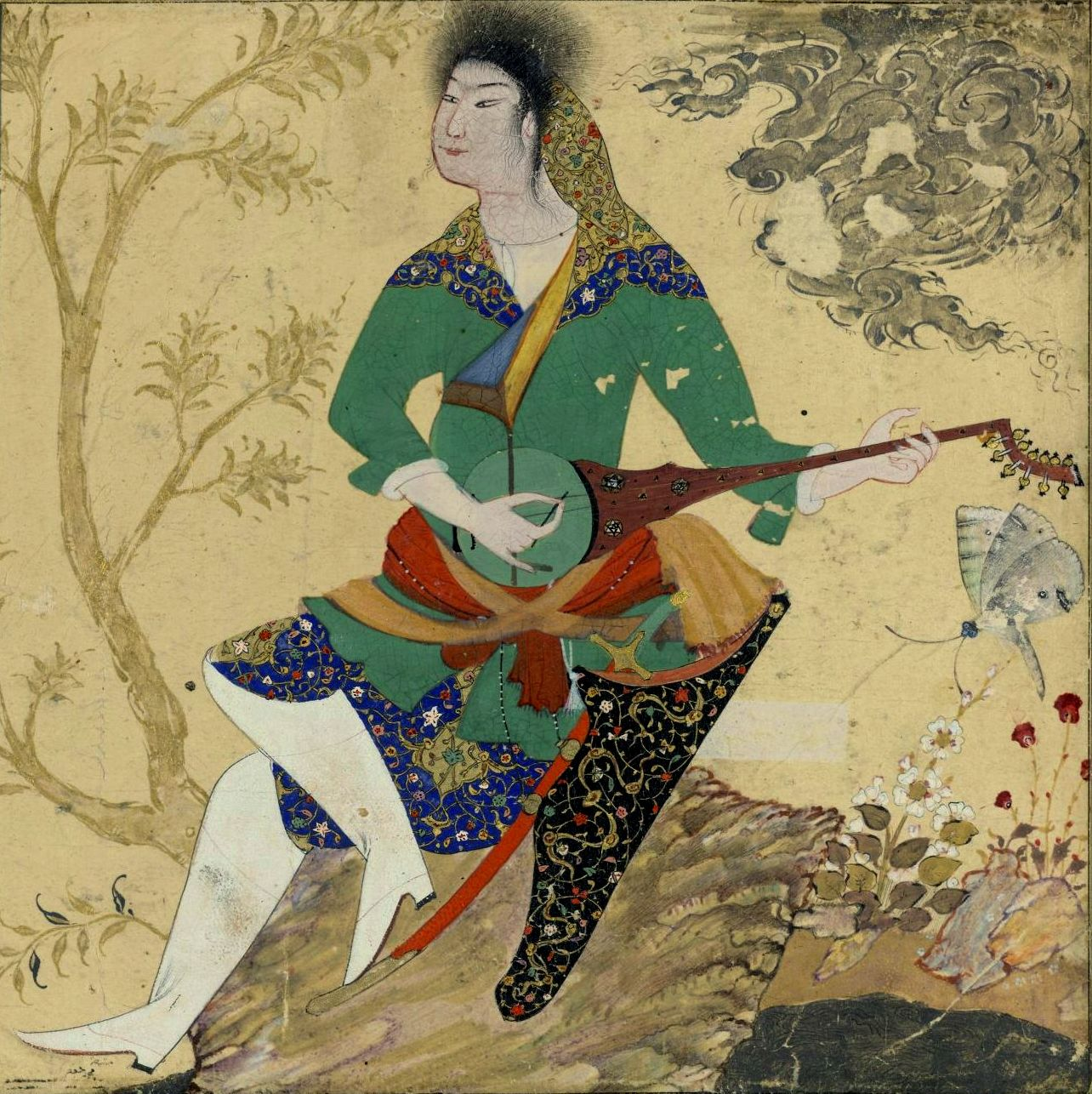
Mohammad Djaffar, Jeune homme jouant du roubab (vers 1590, British Museum). Remarquer les traits chinois du personnage.
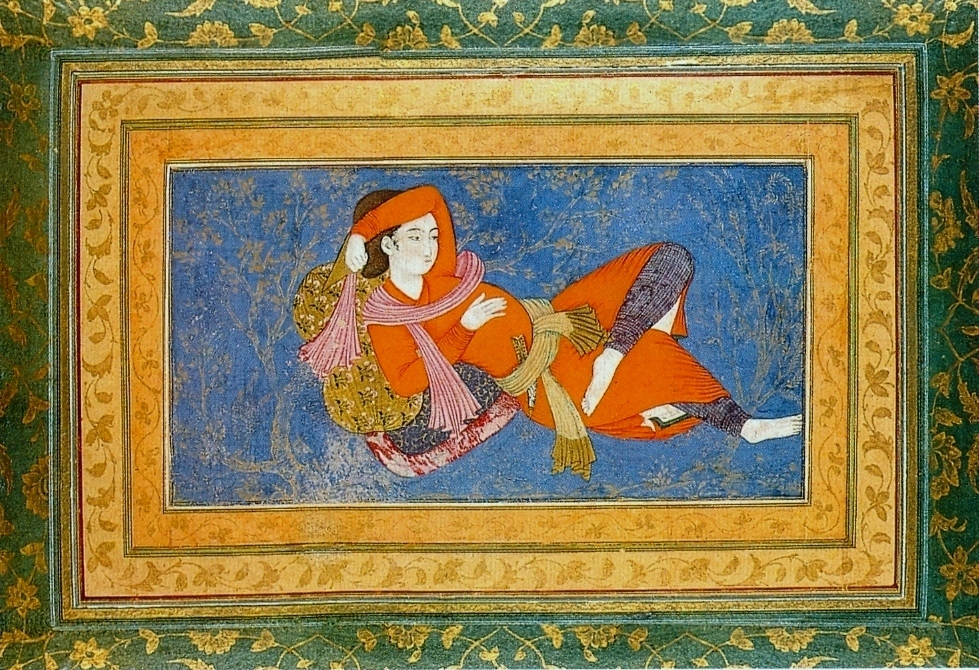
Jeune homme alangui (vers 1600-1630, musée de l'Ermitage)
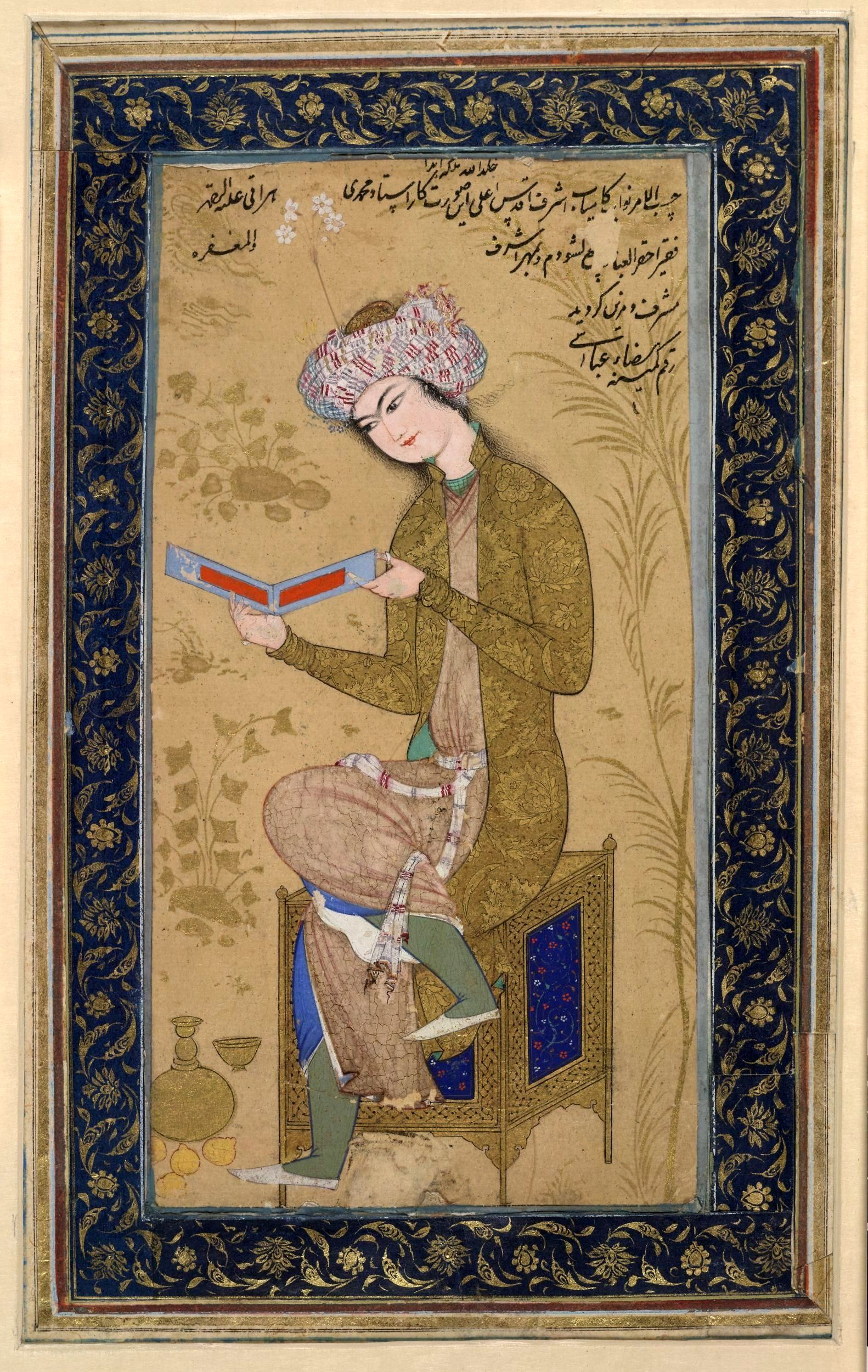
Reza Abbassi, Jeune homme assis (vers 1625, British Museum)

Dans les années 1590, la mode est de peindre des portraits sur des feuillets à part. Ils sont colorés ou bien monochromes. Ce sont avant tout des personnages de la cour, mais il devient plus fréquent de peindre des cheikhs, des derviches, des personnages laborieux et même des concubines. Avec la prospérité du pays, apparaît un nouveau type de jeunes élégants vêtus à la mode dont les portraits sont réunis dans des albums (Mourakka). Mohammadi et Sadiq Bek continuent de travailler, mais l'innovation est représentée par le fils d'Ali Asgar, le grand Reza Abbassi. Elles sont tout de suite reprises par une génération entière d'artistes qui les interprètent à leur manière. Reza prend part à l'illustration de manuscrits enluminés, mais surtout exprime la virtuosité de son art dans des feuillets à part. La période d'activité de Reza est fort longue, puisqu'elle débute à la fin des années 1580 pour se prolonger jusqu'en 1635. Il change plusieurs fois de style.
Au début du XVIIe siècle, les voyageurs européens pénètrent de plus en plus dans le royaume. Ils apportent avec eux des illustrations et des gravures, des livres comportant des planches, etc. qu'ils vendent aux Perses ou bien qu'ils offrent à leurs hôtes. L'influence de l'art européen sur l'art persan est arrivée de diverses façons. En premier lieu, elle arrive par les mutations économiques. Ainsi Abbas Ier recherche en Europe non seulement des alliés contre les Ottomans, mais aussi des partenaires commerciaux. Il n'obtient pourtant aucun soutien militaire de la part de l'Occident. Cependant les Anglais de la Compagnie des Indes et les Hollandais de la Compagnie des Indes néerlandaises commencent à ouvrir en Iran des magasins et comptoirs de textiles. Des Européens arrivent : ce sont surtout des aventuriers, des négociants (en rapport en plus des marchands iraniens des bazars avec des Arméniens, des Géorgiens, des Grecs, etc.), des diplomates, quelques missionnaires (lazaristes et autres) qui s'installent non seulement à Ispahan la capitale, mais aussi dans des grandes villes. Abbas Ier fait déporter d'Arménie un grand nombre de personnes dans un quartier spécial d'Ispahan, la Nouvelle-Djolfa, afin de développer les ressources et les débouchés économiques. Il fait de même avec des marchands ou paysans géorgiens et fait venir de force des éleveurs et combattants tcherkesses. Les Arméniens de la Nouvelle-Djoulfa s'enrichissent tant qu'ils construisent tout ce quartier avec une vingtaine d'églises ornées d'icônes, de tableaux entre 1606 et 1728. C'est ainsi qu'à Ispahan l'on peut voir un grand nombre de peintures basées sur des modèles européens. Une autre source de mélange des influences est la peinture moghole. Celle-ci sur enluminures ou sur feuillets à part arrive d'Inde où l'empereur Akbar le Grand (1556-1605) favorise une idéologie multiculturelle, dont l'une des facettes est la libre diffusion de l'art européen et la tolérance du christianisme. Cette politique trouve son expression en art avec l'apparition de motifs européens dans la peinture moghole.

Variations persanes sur le thème de la gravure de Marcantonio Raimondi.
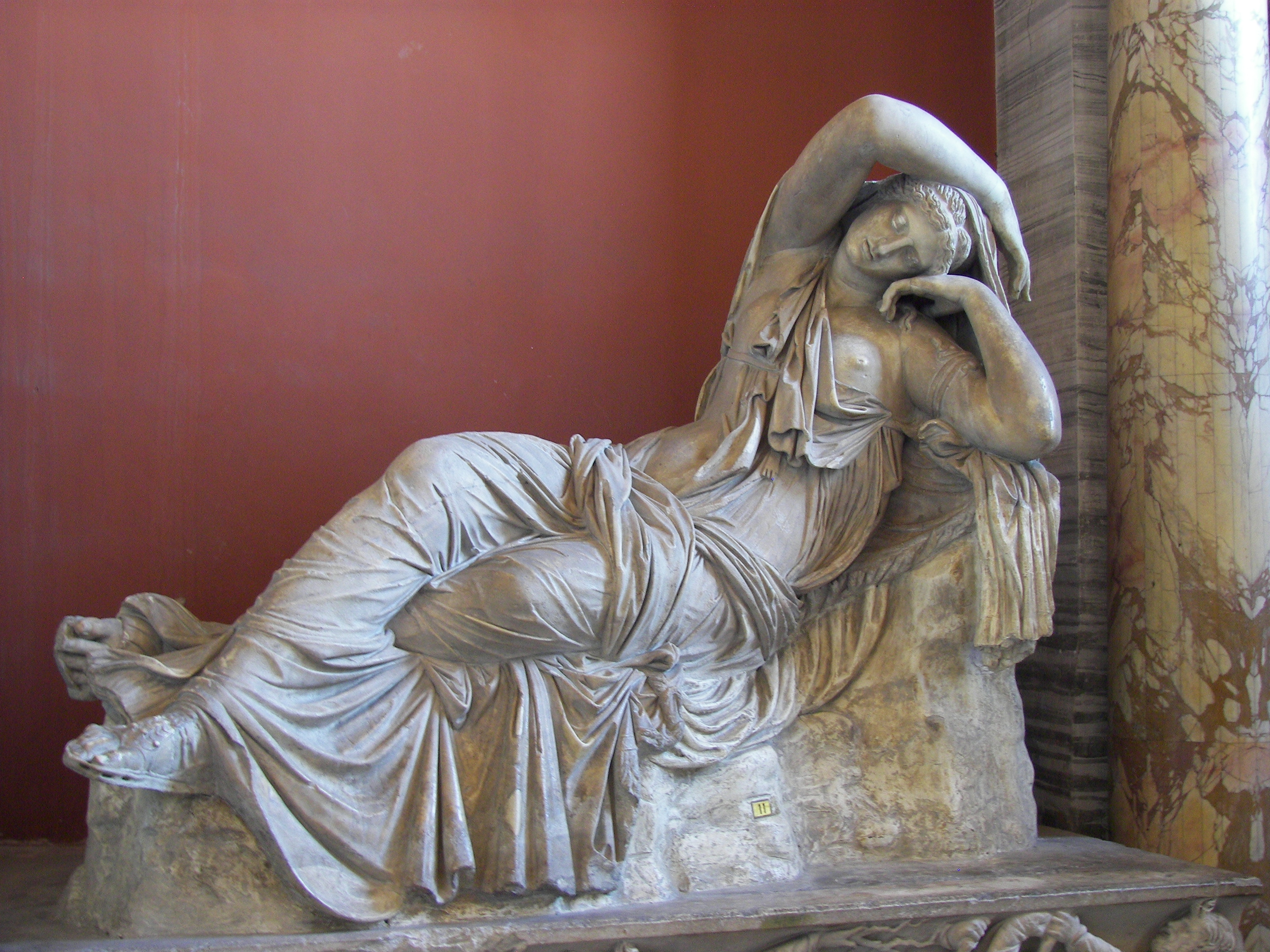
Ariane endormie, IIe siècle av. J.-C., Musées du Vatican
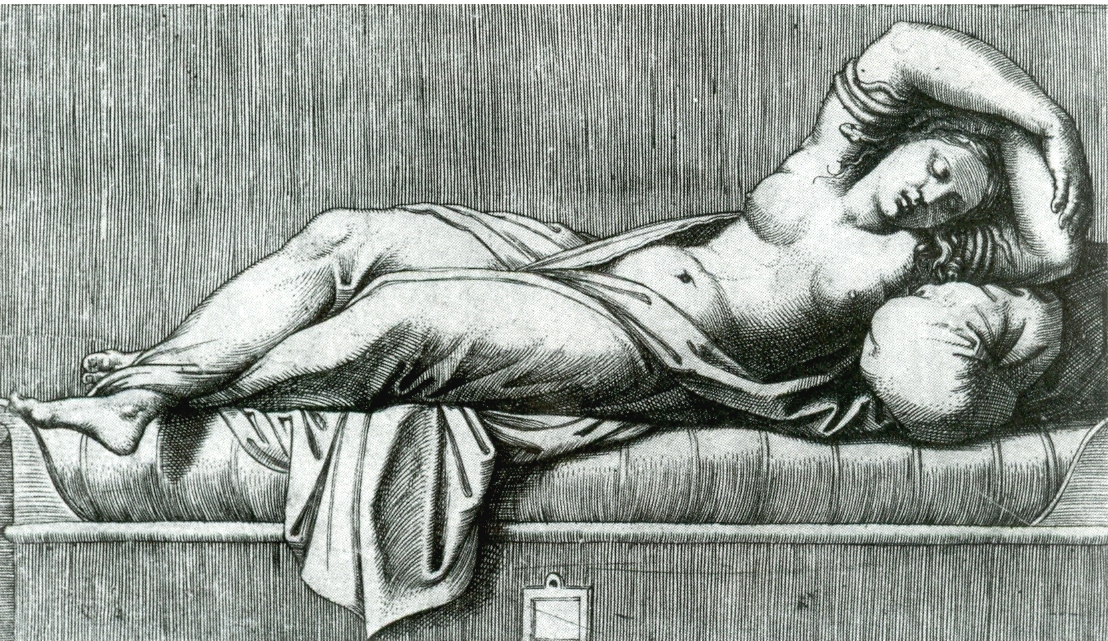
Marcantonio Raimondi, Cléopâtre, Rome (1520-1525), British Museum
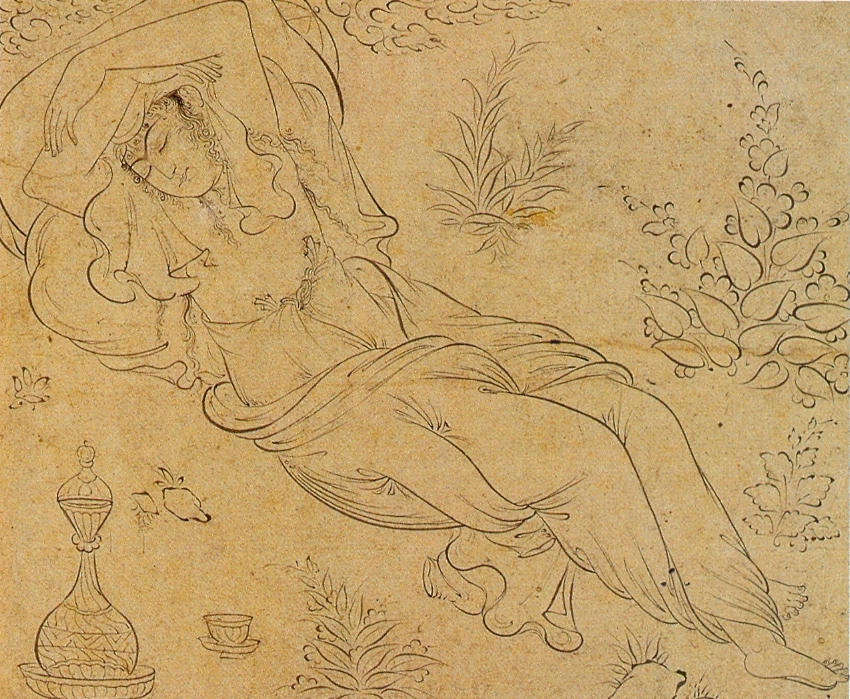
Reza Abbassi, Femme endormie, Qazvin (1595), Sackler Collection, Harvard
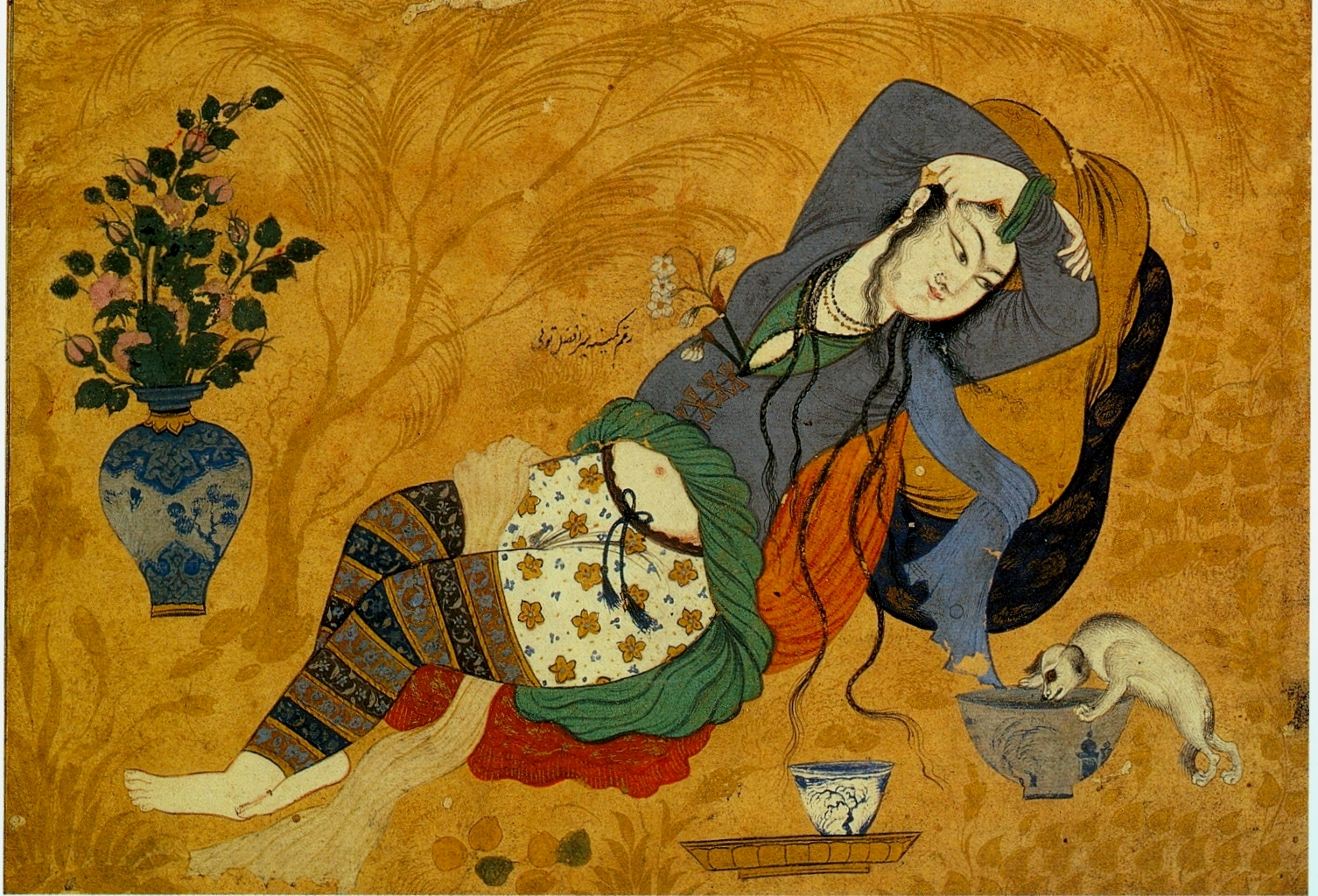
Mir Afzal, Dame alanguie regardant son chien laper du vin, vers 1640, British Museum

Malgré le fait que Reza utilise quelques sujets de la gravure européenne, il n'en demeure pas moins fidèle à la tradition persane, comme de ne pas suivre les règles de la perspective ou de ne pas faire d'ombre et lumière. La situation commence à évoluer vers 1640 et les successeurs de Reza expérimentent de plus en plus les canons et les sujets européens, bien que jusqu'à la fin du XIXe siècle la peinture persane soit presque totalement produite selon les canons de la tradition. Il ne s'agit donc que d'adaptations ou de touches. La peinture persane quant à elle meurt en tant que tradition vivante au début du XXe siècle.
En janvier 1629, Abbas Ier meurt de dysenterie. Son petit-fils Safi (1629-1642) lui succède au trône, car aucun des quatre fils d'Abbas ne pouvait prendre la suite du père: l'aîné Safi Mirza a été exécuté, les deux puînés ont eu les yeux crevés et le cadet est mort. Safi règne pendant treize ans et meurt d'ivrognerie en 1642. C'est un souverain cruel et sanguinaire dont les mesures sont à peine atténuées par son grand vizir. Abbas II (1642-1666) gouverne de façon plus pacifique avec le retour à la prospérité. Puis le règne de Souleyman Ier (1666-1694) voit la dynastie entrer en décadence. Son peu d'entrain à gouverner conduit à la ruine, tandis qu'il passe son temps dans son harem et laisse ses eunuques administrer les affaires du royaume sous l'influence de ses concubines. Le système militaire et l'administration du pays sont paralysés.

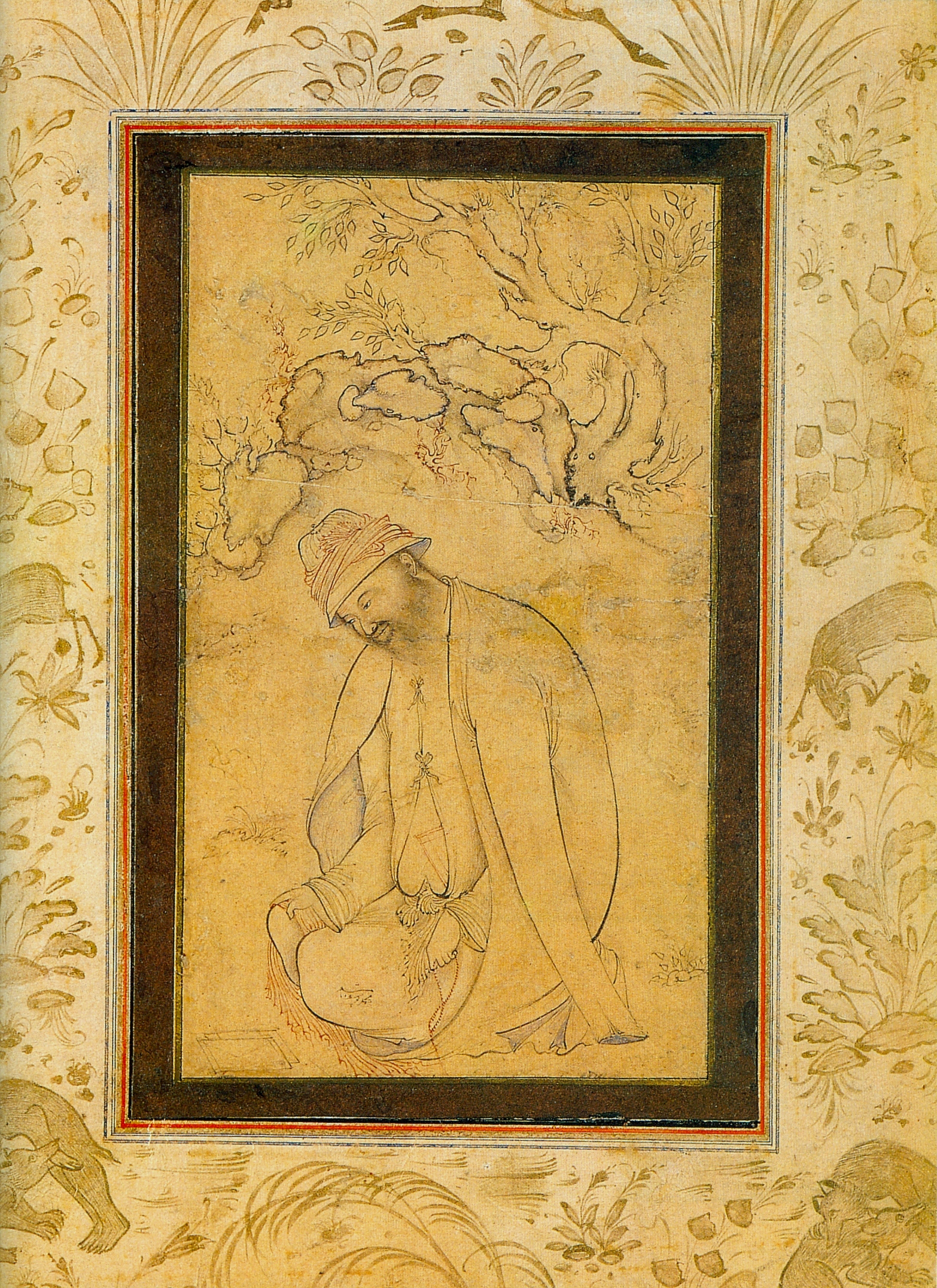
Mohammad Youssouf, Portrait d'un derviche, vers 1650, musée de l'Ermitage

Entre 1630 et 1722, les peintres persans se trouvent sous l'emprise de deux facteurs importants: la production de Reza Abbassi et l'art européen. Il existe également il est vrai la peinture moghole qui influence Sheikh Abbasi, ses fils Ali Naki et Mohammad Taki, ainsi que les peintres de leur cercle qui utilisent des motifs et des personnages indiens.
L'influence de l'art de Reza Abbasi sur les peintres du XVIIe siècle est tout à fait particulière. Mir Afzal Tuni (Afzal al-Hosseini) peint sur feuillets à part dans sa première période selon l'esprit de son maître Reza, à tel point que certains experts se sont trompés dans l'attribution des œuvres. Il participe entre 1642 et 1651 à l'enluminure d'une version du Livre des rois commandé par un haut fonctionnaire de la cour. D'autres artistes travaillent à une version du Livre des rois destinée au mausolée de l'imam Reza à Mechhed. Elle est achevée en 1648. L'un des enlumineurs est Mohammad Youssouf, célèbre pour ses portraits sur feuillets à part; Mohammad Kassim est un des autres enlumineurs. Il travaille à la manière de Reza, sans le copier servilement, mais en composant des variations originales. Le fils de Reza, Mohammad Chafi Abbasi, se fait aussi connaître par ses décors de fleurs et d'oiseaux dans le goût persan adaptés de l'art chinois, non sans quelques concessions à l'art occidental.
Mohammad Ali qui œuvre dans la seconde moitié du XVIIe siècle se distingue par ses portraits de femmes raffinées, d'élégants jeunes gens et d'ermites. Cependant la figure la plus importante de la peinture persane de cette époque est sans conteste Moïn Mosavver, élève le plus fameux de Reza. Il vécut une longue vie très productive. Il s'essaye à différents genres, de l'enluminure, à la production sur feuillets à part, dont les dessins aux trait fins et libres sont remarquables. Un autre maître, Djami, laisse des dessins dont on remarque l'influence européenne, car les traits de ses personnages sont légèrement modelés sur des effets d'ombre et lumière, et ils sont toujours suivis d'ombre, ce qui est absolument inhabituel pour la miniature persane. L'artiste se faisait appeler « faranghi saz », c'est-à-dire peintre dans le style franc (ou français). Un certain nombre de visiteurs européens commandent des œuvres à ces maîtres afin de fixer leurs impressions de voyage en Perse et d'en rapporter un souvenir en Europe.
Le chah Abbas II fait construire en 1647 à Ispahan le palais Tchehel Sotoun dont il fait recouvrir les murs de fresques. Les auteurs ne sont pas connus, mais certaines parmi les plus belles sont du pinceau de Mohammad Kassim. Les ombres portées sont respectées, tout en gardant le style traditionnel de la miniature persane. Une salle du palais est couverte de scènes de parties de campagne, une autre de sujets de la littérature classique (Khosrow et Chirine, Youssouf et Zouleyka, etc.), et la salle principale est ornée de scènes historiques avec la représentation de réceptions par les chahs de diplomates étrangers, ou bien des batailles d'Ismaïl Ier contre Mohammad Chaybani. Ces œuvres sont copiées par les peintres en des formats plus réduits, en peintures sur laque.

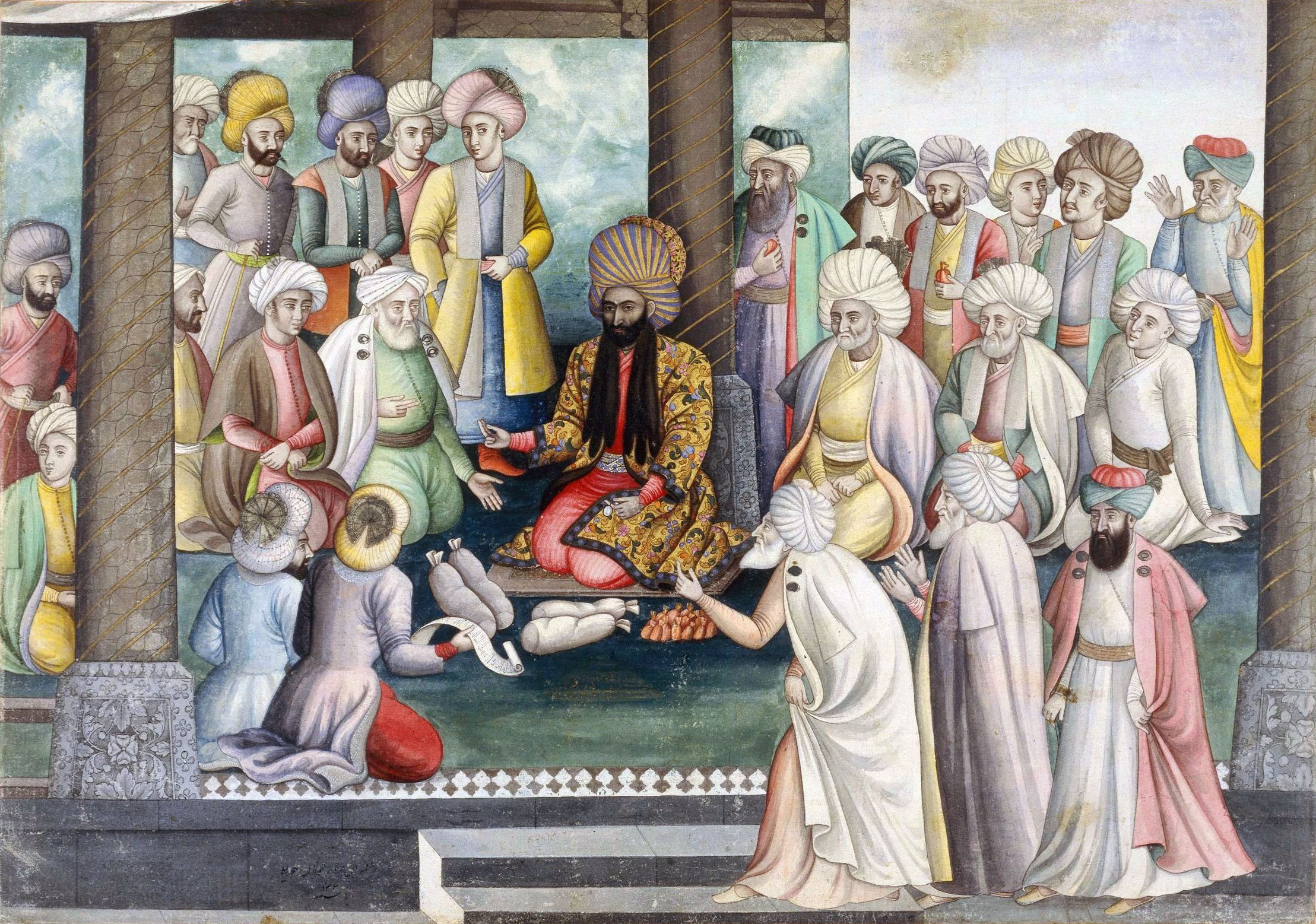
Mohammad Ali, Distribution des cadeaux de Nouvel An à Soltan Hossein, 1721, British Museum

Après la mort de Souleyman Ier en 1694, la couronne échoit à son fils Soltan Hossein qui est encore plus faible de volonté que son père. Il laisse à la classe des clercs chiites l'occasion de dominer les affaires du pays, ce qui aboutit à une grande emprise sur la société, à des tensions religieuses qui débouchent sur la persécution des minorités chrétiennes (notamment arméniennes), sunnites et soufies. En 1720, le pays est secoué par des révoltes qui détruisent les frontières et amènent les Afghans en 1722 à la tête du pouvoir avec Mahmoud Ghilzai. Celui-ci est victorieux de l'armée persane près d'Ispahan, et après sept mois de siège la capitale se rend. Soltan Hossein donne personnellement sa couronne à Mahmoud, mais cela ne lui évite pas d'être exécuté.
La dynastie des Séfévides cesse d'exister. Le dessin de Mohammad Ali (fils de Mohammad Zaman) intitulé Distribution des cadeaux de Nouvel An au chah Soltan Hossein peut servir d'épitaphe à cette époque. L'auteur malgré la banalité de cette scène officielle a réussi en son genre à transmettre l'atmosphère macabre du crépuscule de la dynastie des Séfévides.
La peinture de l'époque séfévide a trouvé en deux siècles la voie de la synthèse des styles d'écoles différentes : celle d'Hérat, celle de Tabriz, celle de Chiraz. Cette synthèse se réalise dans l'œuvre de Reza Abbassi qui est issu de la tradition persane; mais celle-ci est de plus en plus influencée par l'art occidental, et cela de manière éclatante aux siècles suivants.

## XVIIIeetXIXesiècles

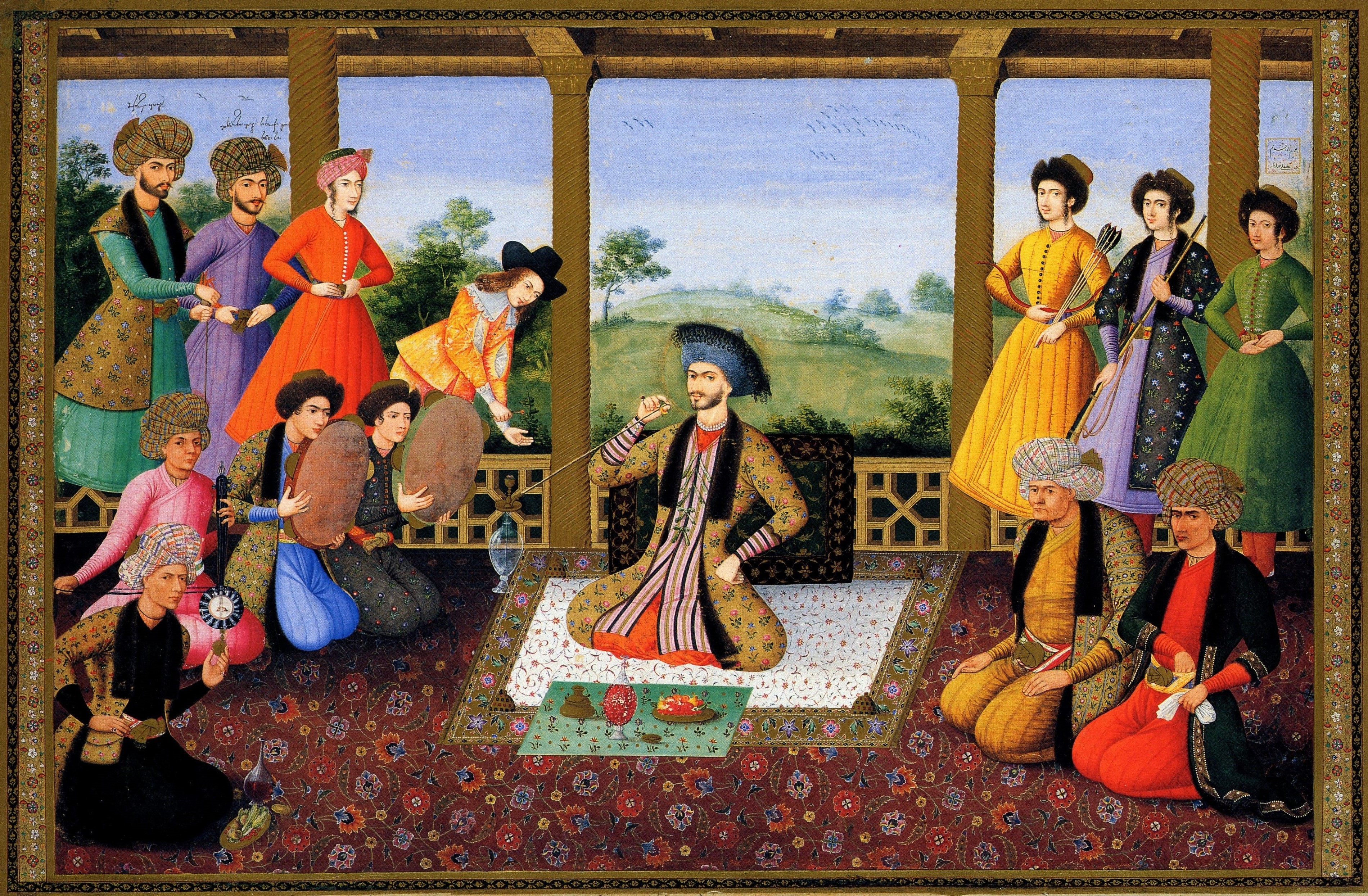
Aliqoli Djabbadar: Le Châh Souleyman Ier et ses courtisans (on remarque un Européen au fond), années 1670, Bibliothèque nationale russe, institut oriental de Saint-Pétersbourg

Après le renoncement d'Hossein, le pays tombe dans le chaos pendant un quart de siècle. Les Afghans de Mahmoud Ghilzai ne pouvait ni s'emparer de tout le territoire, ni détruire chaque construction séfévide. Dans les territoires laissés libres, un prince séfévide se proclame chah sous le nom de Tahmasp II; mais il agit en fait comme paravent d'un personnage rusé et circonspect qui est le chef d'une des tribus des Têtes rouges, Nâdir Khan Afchar. En 1729, il a déjà fait justice des Afghans et effectue plusieurs expéditions, dont la plus connue est le sac de Delhi en 1739. C'est de ce sac que Nâdir emporte le célèbre trône du Paon des empereurs moghols, en Iran. Bien qu'il ait libéré le pays des Afghans et repoussé les Turcs, Nâdir gouvernait le pays horriblement mal. Il est assassiné en 1747 et le pays tombe dans un chaos encore plus grand. D'après les témoignages de voyageurs étrangers, Nâdir avait ordonné de faire peindre les murs de ses palais nouvellement construits à Machhad, à Ispahan et dans d'autres villes royales, ainsi que le voulait la tradition. Mais ces fresques ont disparu. Sous le règne de Nâdir, les sujets tels que les portraits d'élégants jeunes gens, d'amoureux, de jeunes beautés, ou bien les scènes de genre disparaissent pour laisser la place à des sujets consacrés à la gloire du chah et à ses victoires. Dans la peinture à l'huile, ce sont des scènes de bataille, des sujets historiques et de grands portraits officiels du chah prenant la pose qui deviennent la norme. Les portraits royaux sont surtout associés au nom de Sheikh Abbasi. De plus Nâdir rapporte d'Inde des manuscrits précieusement illustrés. Il en fait don de quatre cents au mausolée de l'imam Ali, situé à Mechhed. C'est ainsi qu'à côté d'une production de miniatures de plus en plus influencées par l'art européen, coexistent à cette époque des miniatures de style moghol.
Cinq ans après la mort de Nâdir Châh, autre chef de tribu de Perse occidentale, Karim Khan Zand (Mohammad Karim Khân), gagne la confiance d'un autre prince séfévide fantoche et commence son ascension politique. Il parvient à anéantir ses opposants des tribus bakhtiares et d'une des tribus faisant partie des Têtes rouges, les Qadjars turcophones. Toutefois contrairement à Nâdir Châh, il se concentre plus sur les problèmes intérieurs que sur les expéditions guerrières. Il panse ainsi les blessures dues au gouvernement des Afghans et au règne de Nâdir. L'artisanat renaît, le commerce est rétabli, les constructions reprennent. Sa mort en 1799 replonge le pays dans l'instabilité.

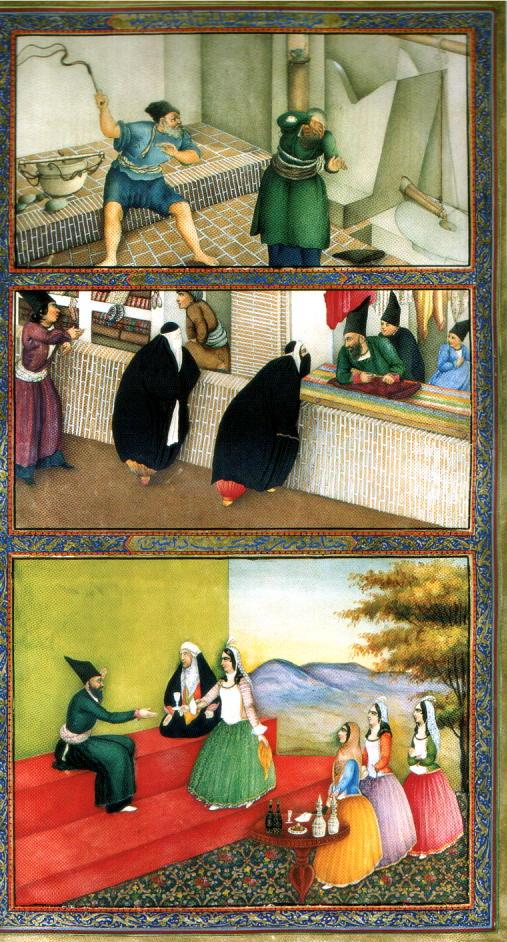
Miniatures des Mille et une nuits illustrées par Abolhassan Ghaffari (Téhéran, bibliothèque du palais du Golestân), 1853

On se met à comparer le gouvernement de Karim Khân au règne prospère d'Abbas Ier. Un grand nombre de palais sont construits à Chiraz, la nouvelle capitale. Leurs murs sont recouverts non seulement de représentations de réceptions officielles et de victoires, mais aussi de sujets tels que Le Sacrifice d'Abraham (Ibrahim), ou bien Moïse (Moussa) faisant paître son troupeau. La technique la plus courante est la peinture à l'huile sur toile dans le style dit de « la peinture de maison de café ». Les sujets les plus répandus sont la représentation de princes, de beautés féminines jouant de la musique ou dansant. Les tableaux possédaient souvent un dessus en forme d'arc pour donner l'illusion d'une fenêtre ouverte. Cette production picturale est de qualité diverse, les meilleures œuvres ornant les riches demeures, les plus médiocres, destinées aux auberges et aux cafés. Deux thèmes reviennent à la mode sous Karim Khân, les belles jeunes femmes, les beaux jeunes gens, les scènes d'amoureux, etc. Quelques artistes, comme autrefois, travaillent dans le genre « fleurs et oiseaux » que prisait Mohammad Chafi Abbasi. La peinture sur laque prend un grand essor, mais aussi une importante production commerciale de basse qualité qui copiait souvent d'anciennes miniatures. Cette production de bazar était destinée aux Européens qui ne pouvaient lire le persan et aux Perses peu fortunés.
Au XVIIIe siècle, la tribu des Qadjars se renforce. Elle vit dans le nord de l'Iran aux alentours de la ville d'Astrabad. Au milieu des années 1780, ils avaient la mainmise sur tout le Nord de l'Iran et firent de la petite ville de Téhéran leur capitale. Elle demeure la capitale de la dynastie Qadjare, après que son fondateur, Agha Mohammad, se fut proclamé chah, une fois les Zend vaincus. Son règne ne se poursuit pas, car il est assassiné en 1797. Agha Mohammad (qui était eunuque) avait désigné comme héritier avant de mourir son neveu Fath Ali (1797-1834) dont le règne se passe dans une certaine tranquillité. Les désagréments sont surtout liés à la politique de l'Empire russe qui ôte aux Perses les territoires chrétiens de la Géorgie, d'une partie de l'Arménie, tandis qu'une politique de guerre commerciale et tarifaire est enclenchée par l'Iran.
Avec l'arrivée de cette nouvelle dynastie, l'art pictural perse change profondément. Il prend le nom d'« art qadjar » et demeure jusqu'à un peu plus de la moitié du XIXe siècle (donc bien avant la fin du règne). Le style qadjar qui s'épanouit à Téhéran à partir du règne de Fath Ali est avant tout un art de cour dans son esprit et un style éclectique dans son destin, avec de fortes tendances archaïsantes. Le règne de Fath Ali est empreint d'un certain éclat, d'une certaine pompe même, avec des palais luxueux et une cour brillante. C'est sous ce règne que cette dynastie récente tente de redonner vie à un art de vivre de cour disparu et à l'art antique persan. Fath Ali décide, à l'instar des rois achéménides et sassanides, de se faire appeler Shâhinshâh, c'est-à-dire roi des rois. Il se fait pousser une longue barbe noire et se met à porter de longs vêtements brochés couverts de pierreries. Tous les courtisans suivent son exemple. La cour commande des portraits officiels, des scènes de bataille, toujours pompeuses et théâtrales. La quintessence de ce style, ce sont les nombreux portraits du chah qui ressemblent quelque peu à des portraits d'opérettes…
La peinture européenne exerce encore plus à cette époque une forte influence. Sa coexistence avec le style archaïsant de la cour de Téhéran donne un résultat curieux et intéressant qui allie pompe et genre lyrique, mais aussi des figurations de beautés féminines. Les premières œuvres de ce style qadjare se caractérisent par leur fond plat, le grand rôle de l'ornementation, l'attention aux détails et aux étoffes, etc. La première moitié du XIXe siècle connaît comme autrefois des commandes de manuscrits enluminés, avec plusieurs versions du Livre des rois et d'autres œuvres traditionnelles, mais le style des miniatures, quant à lui, est fort éloigné de la tradition classique. Le neveu de Fath Ali, Mohammad Ali, lui succède. Il règne jusqu'en 1848 à une époque où la rivalité des Anglais et des Russes s'exerce de plus en plus dans le Grand Jeu. Elle culmine sous Nasseredin (1848-1896) qui a entrepris plusieurs voyages à l'étranger, ce qui l'oblige à réformer son pays, alors l'un des plus pauvres du monde. Cependant le chah suit mal à propos les conseils des Anglais et son règne coïncide avec un profond ressentiment dans la population, misérable et majoritairement analphabète, tandis que les classes cultivées sont également mécontentes. Il finit par être assassiné. Le trône échoit à son fils Mozaffareddine qui règne jusqu'en 1907.
Nasseredin est un profond admirateur de tout ce qui est occidental, y compris de sa technique ou de ses beaux-arts. Des écoles de dessin et des ateliers de peinture sont ouverts dans le royaume, où enseignent des maîtres européens ou des artistes persans ayant étudié en Occident. La figure centrale de cette période est le peintre Kamal-ol-molk qui peint des toiles à l'européenne, dans un style proche des Ambulants russes. Un autre peintre connu d'alors est Abolhassan Ghaffari (dit Sani-ol-Molk) (1814-1866) qui a étudié cinq ans en Italie. Le portrait est le genre qui domine. D'autre part, comme le souverain est passionné de photographie, il fait aussi ouvrir un collège technique à Téhéran pour l'apprentissage de la photographie avec des spécialistes venus d'Europe. Lui-même est l'auteur de nombreuses photographies de ses proches et de sa famille. À cette époque, le but de la peinture est d'égaler la précision photographique. Cette tendance se poursuit jusqu'au début du XXe siècle.